# M1エイブラムス
M1 エイブラムス（M1 Abrams ([ˈeɪbrəmz])）は、アメリカ合衆国の軍用車両メーカー、クライスラー・ディフェンス社（現ジェネラル・ダイナミクス社）で開発された主力戦車であり、アメリカ合衆国及びその同盟国で運用されている。
エイブラムスの名は、開発を推進した人物でありバルジの戦いの英雄でもあるクレイトン・エイブラムス大将に由来する。

## 概要
M60パットンの後継として1970年代に西ドイツと共同開発を進めていたMBT-70計画の頓挫により、新たにアメリカ単独で開発し、1980年に正式採用された戦後第3世代主力戦車である。主に、アメリカ陸軍およびアメリカ海兵隊が採用した。
動力機関には、当時の戦車の主流だったディーゼルエンジンではなく、小型軽量で高出力などの利点を有するガスタービンエンジンを採用している。主砲には西側第2世代主力戦車の標準的な装備となっていた51口径105mm ライフル砲M68A1を採用し、当時の最先端機器を用いた高度な射撃管制装置（FCS）を採用したことで命中率を高めている。
従来のアメリカ戦車と同様、将来の改良を見込んだ余裕に富む設計で、制式化後の仕様変更によって44口径120mm滑腔砲M256を搭載したM1A1や、更に改修を加え第3.5世代主力戦車に分類されるM1A2が運用されている。
メーカーによる生産は終了しており、アメリカ軍は破損した車両をリサイクルして部隊に復帰させている。
オーバーホールが必要な車両、モスボールからの復帰車両、アップデートを行う車両、戦場で修理が必要になった車両、甚大なダメージによりスクラップになった車両などは、アラバマ州のアニストン陸軍工廠に輸送されたのち、分解と洗浄が行われ、その後オハイオ州のリマ陸軍戦車工場で再組み立てとアップデートパーツの組み付けが行われる（ナショナルジオグラフィックDVD　M1エイブラムスより）。

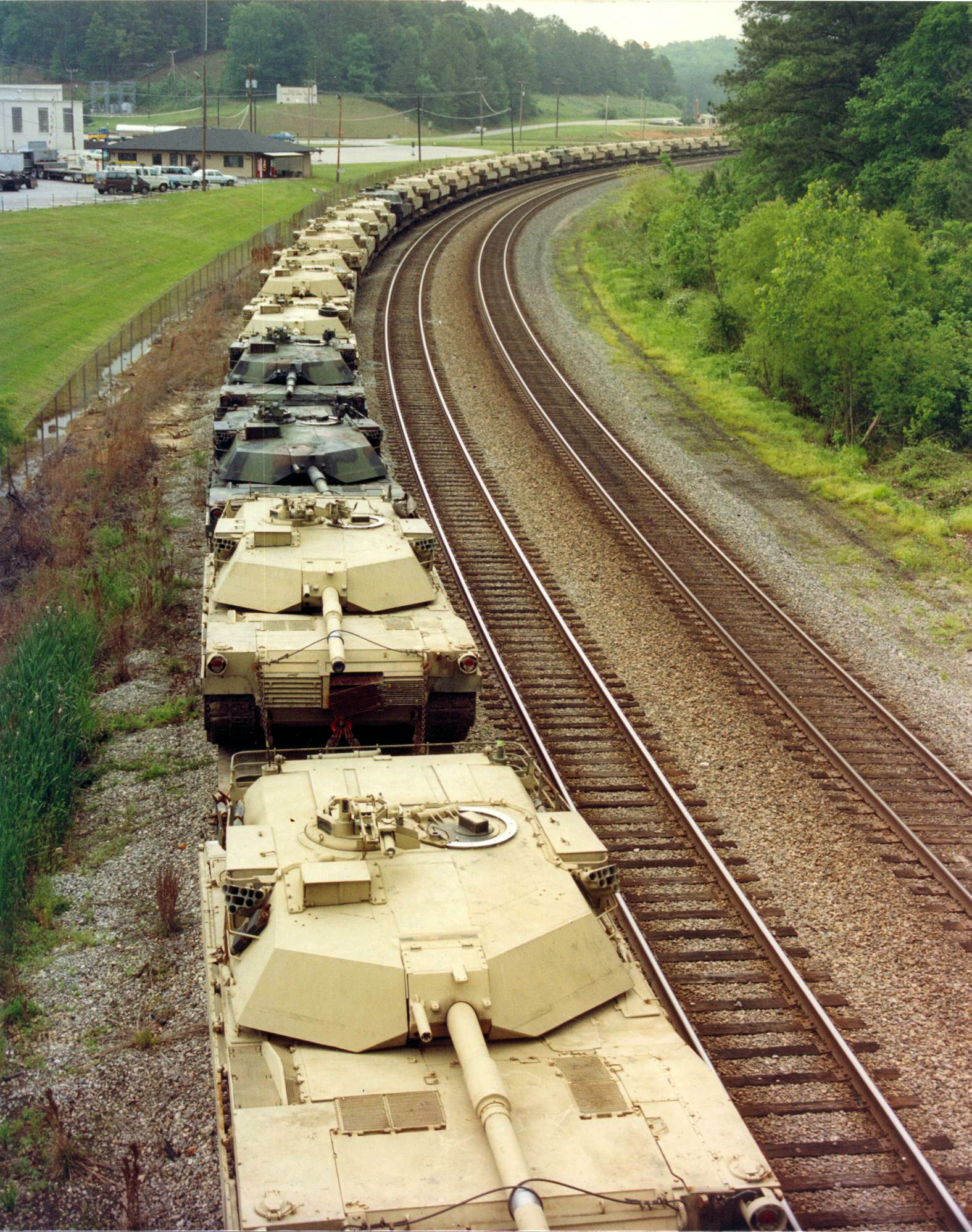
アニストン陸軍工廠に向かうM1
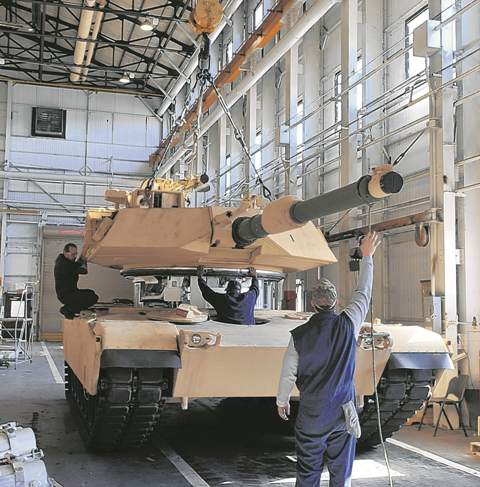
整備中のM1

## 開発経緯
1970年代初頭、アメリカ陸軍はM60パットンの後継となる主力戦車を必要としていた。M60は、戦後第2世代戦車であり、近代化を図った「M60A1」を保有していたものの、やはり、第2世代戦車の域を出ないものであった。また、ソビエト連邦が115mm滑腔砲を有するT-62の配備を進めていることが確認されたことで、質・量共に劣勢にあると強い危機感を抱いた。

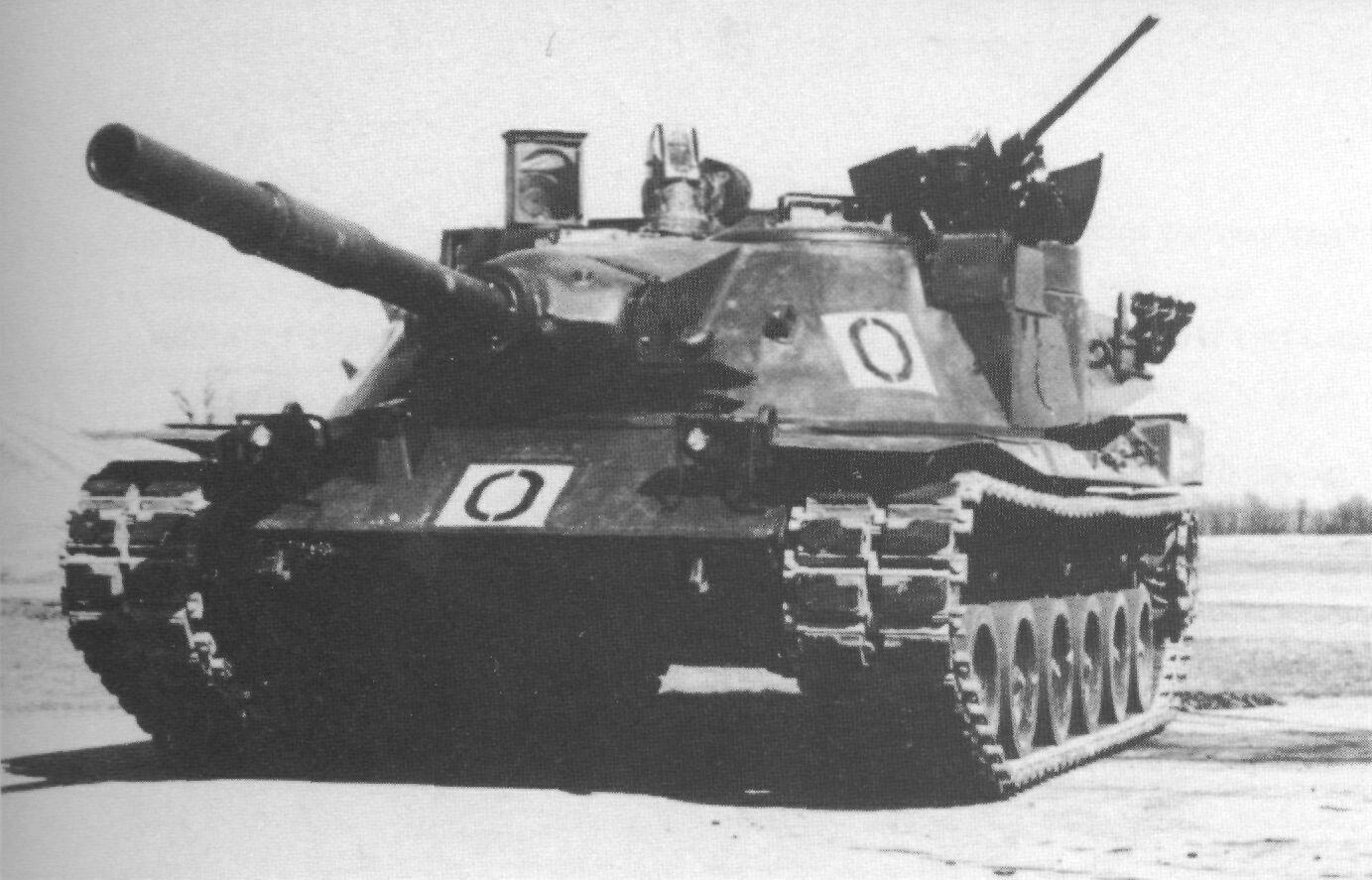
MBT-70

当初は、ベトナム戦争で大敗に伴う戦費、MBT-70計画の頓挫からアメリカ議会は予算の承認を渋る声も聞かれたが、1973年1月に新型戦車の要求仕様が決定し、同年6月にクライスラー・ディフェンス社（後にクライスラーからジェネラル・ダイナミクスに売却され、現在はジェネラル・ダイナミクス・ランド・システムズ）とゼネラルモーターズに試作車の発注が行われた。
3年後の1976年に試作車「XM815」が完成し、アメリカ陸軍による試験評価が行われた。時を同じくして第四次中東戦争が勃発し、RPG-7や対戦車ミサイルが使用され、通常装甲のイスラエル国防軍の戦車が多数撃破されたことを受けて、チョバム・アーマーや複合装甲の研究も並行して進められた。
1976年に比較検討の結果、クライスラー・ディフェンス社の試作車に開発を一本化させることが決定され、名称を「XM1」と改める。同時に試作車11両が追加発注され、1978年中に全車が完成し、各種運用試験が行われた。

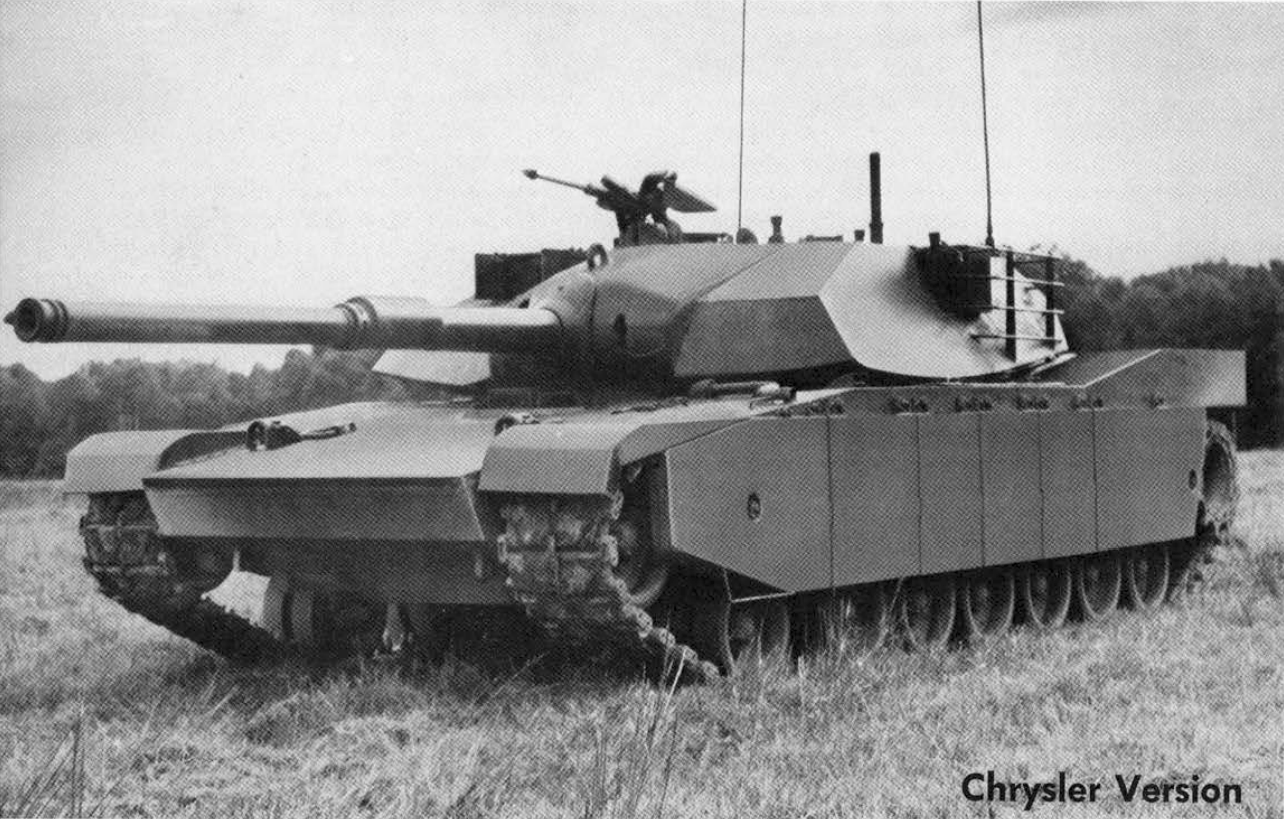
XM1(クライスラー)
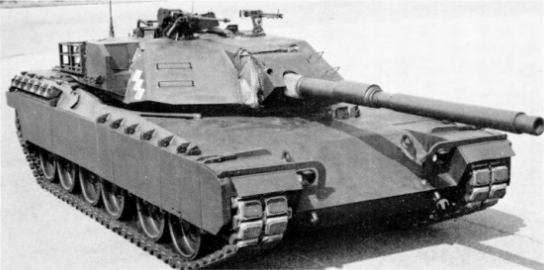
XM1(ゼネラルモータース)

1979年には先行量産車110両が発注・製作され、各部隊での最終試験がなされ、1981年に「M1 エイブラムス」として制式採用された。

## 特徴

### 火器

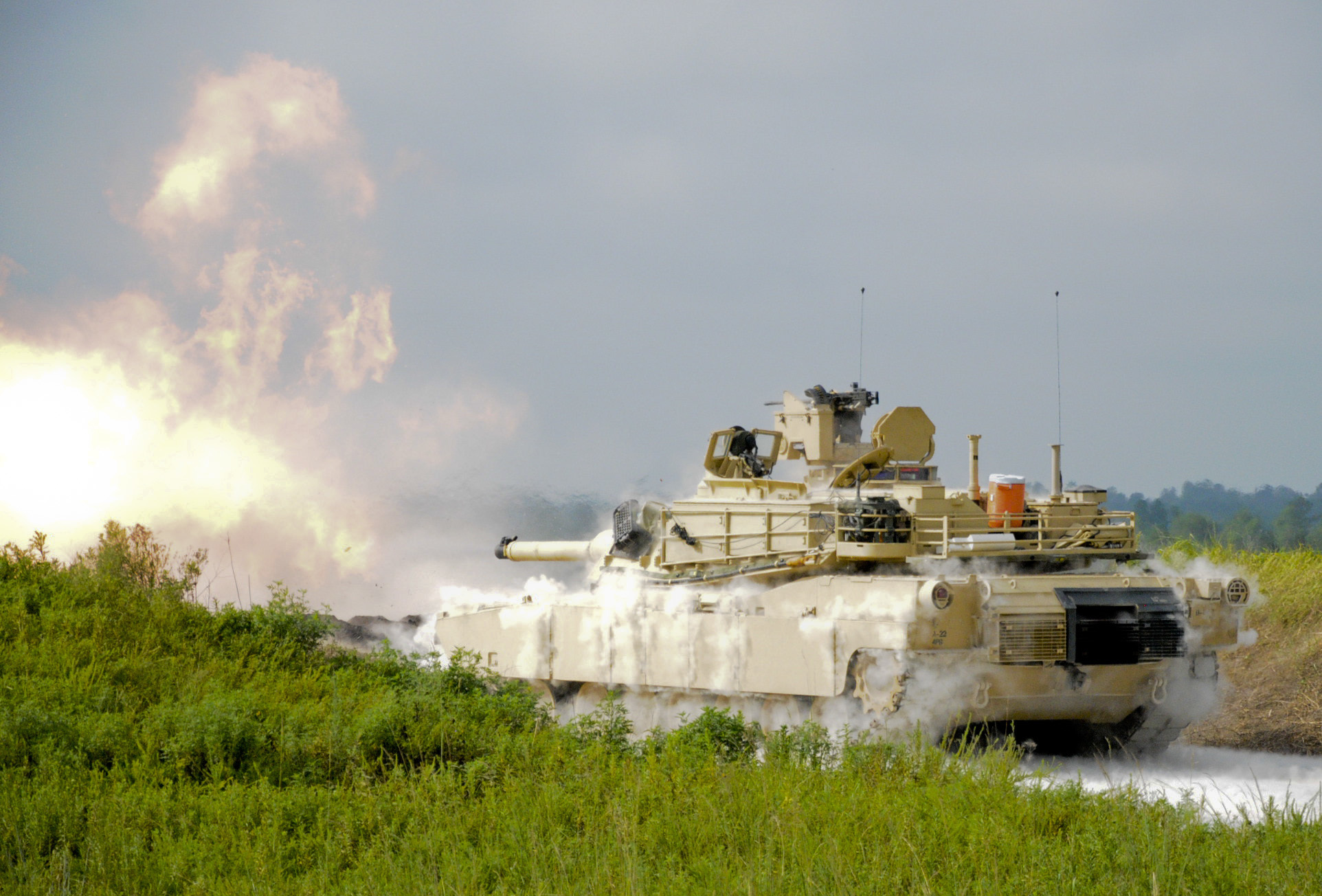
M1A2 SEPV2の主砲、M256滑腔砲の射撃時の様子

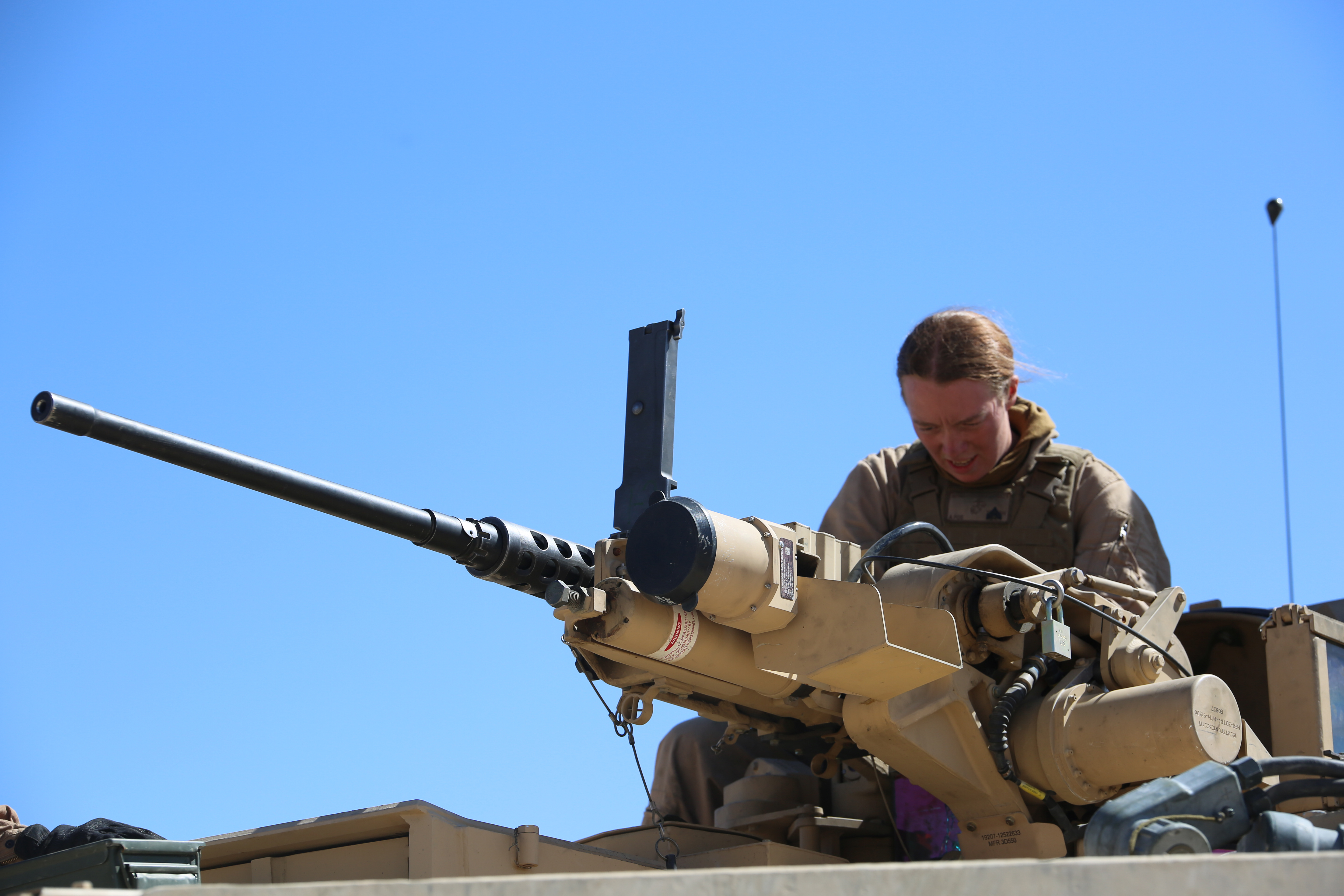
車長用の12.7mm重機関銃M2。光学照準機が搭載されており、遠隔操作が可能となっている。

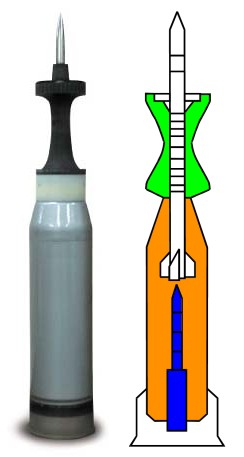
M829の構造図。薬莢本体はニトロセルロース系素材で成形され、射撃の際には橙色の装薬の燃焼にともなって燃え尽きるため、金属製の底部だけが残る

主砲
M1 エイブラムスは、その開発当初から120mm砲の搭載を前提として開発されていたが、制式化を急ぐあまり120mm砲の開発が間に合わなかったため、初期型のM1およびM1の装甲改良型であるM1IP（IPM1）は、主砲にM60と同じ51口径105mm ライフル砲M68A1を装備した。この当時から、高度な電子機器で構成された射撃管制装置（FCS）により、第2世代戦車より高い射撃能力を有していた。
1985年から火力強化版のM1A1が導入され、この型から主砲はラインメタル社製44口径120mm滑腔砲のライセンス生産であるM256を装備、使用弾種の内、APFSDSの弾芯には劣化ウランを使用し、装甲貫徹力を高めている。
機関銃
主砲と同軸で、砲塔正面右側に7.62mm機関銃M240が装備されている。
砲塔上には、車長用潜望鏡の銃架に12.7mm重機関銃M2を据え付け、装填手用ハッチ周囲のレール状銃架に7.62mm機関銃M240を装備する。
M1A2SEPの改良型であるM1A2 SEP V2や、2015年時点での最新型であるM1A2SEP V3には、従来の銃架に替わって、車長ハッチ前方のM153 CROWS II （遠隔操作式銃塔）にM2重機関銃が搭載されている。
乗員が車外で戦闘する場合を考慮して、砲塔内にM16かM4カービンが1丁備わっている。乗員には個人銃器としてM9拳銃が支給されている。
砲弾
M829 APFSDS
装弾筒付翼安定徹甲弾。最新型はM829A4となっている。
M1A2 SEPV3から搭載される最新型のM829A4は同車が搭載する弾薬データリンク（ADL）を通して砲弾と火器管制装置とリンクすることができる。
M830 HEAT
成形炸薬弾。最新型はM830A1。練習用としてM831多目的対戦車榴弾がある。最新型はM831A1。
M908 HE-OR-T
障害物排除戦車用榴弾。障害物や障壁を破壊するように設計されている。M830A1 をベースにしており、爆発前に障害物を突破するように鋼鉄製の弾頭を信管の前に備えている。
M1028
キャニスター弾。
XM1147AMP
AMP（Advanced Multi Purpose：先進多目的）カートリッジとも呼ばれる多目的新型砲弾でM1A2 SEPV3から搭載が開始される。スマート信管と弾薬データリンク（ADL）によってバンカー・軽装甲車両・防壁・対人などといった様々な目標に対応することが出来る。将来的には、M830HEAT-MP-T、M908HE-OR-T、M1028を代替する予定である。

### 装甲

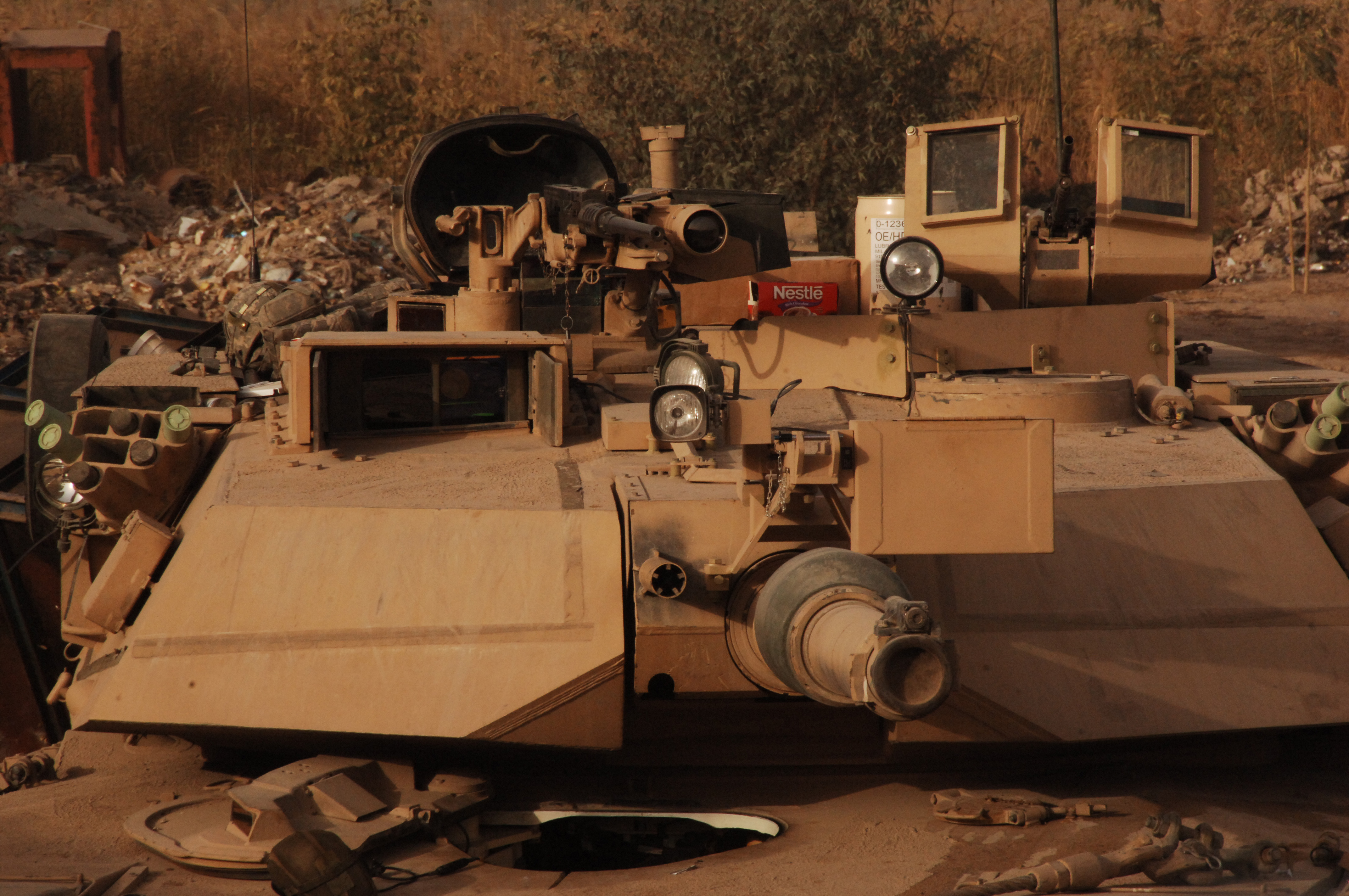

M1 エイブラムスの砲塔前面装甲は、避弾経始を考慮しているものの、それまでの第2世代主力戦車に見られた流線型の砲塔ではなく、傾斜を施した平面で構成されている。
装甲材は、M1が対HEAT対応の空間装甲、M1A1が対HEAT・対鉄弾芯APFSDS対応の無拘束セラミックス、M1A1（HA）/M1A2が対タングステン/劣化ウラン弾芯APFSDS対応の劣化ウランプレートと、徐々に向上強化されている。
M1A1の導入は1985年から始まり、1987年初めから、M1A1向けに、砲塔正面と車体正面の装甲内に網状の劣化ウランを組み込む装甲強化パッケージの提供が始まった。
1991年の湾岸戦争においては、未改修のM1A1の大多数に対して、この劣化ウランプレート（劣化ウラン装甲材）を装着する改修が急遽実施されている。このウランプレートを装着する改修を受けた車両はM1A1（HA）として区別される。
M1A1をさらに改良したM1A2は、さらに防御力の強化が図られ、アメリカ軍向けには試作車両を含む77輛が生産された。改修計画SEP（System Enhancement Package）は1999年から始まっており、旧型となった一部のM1やM1A1は、M1A2やM1A2 SEPに改修されている。(ちなみに、砲塔の傾斜装甲は防楯の関係で左右非対称である。)

### 動力機関

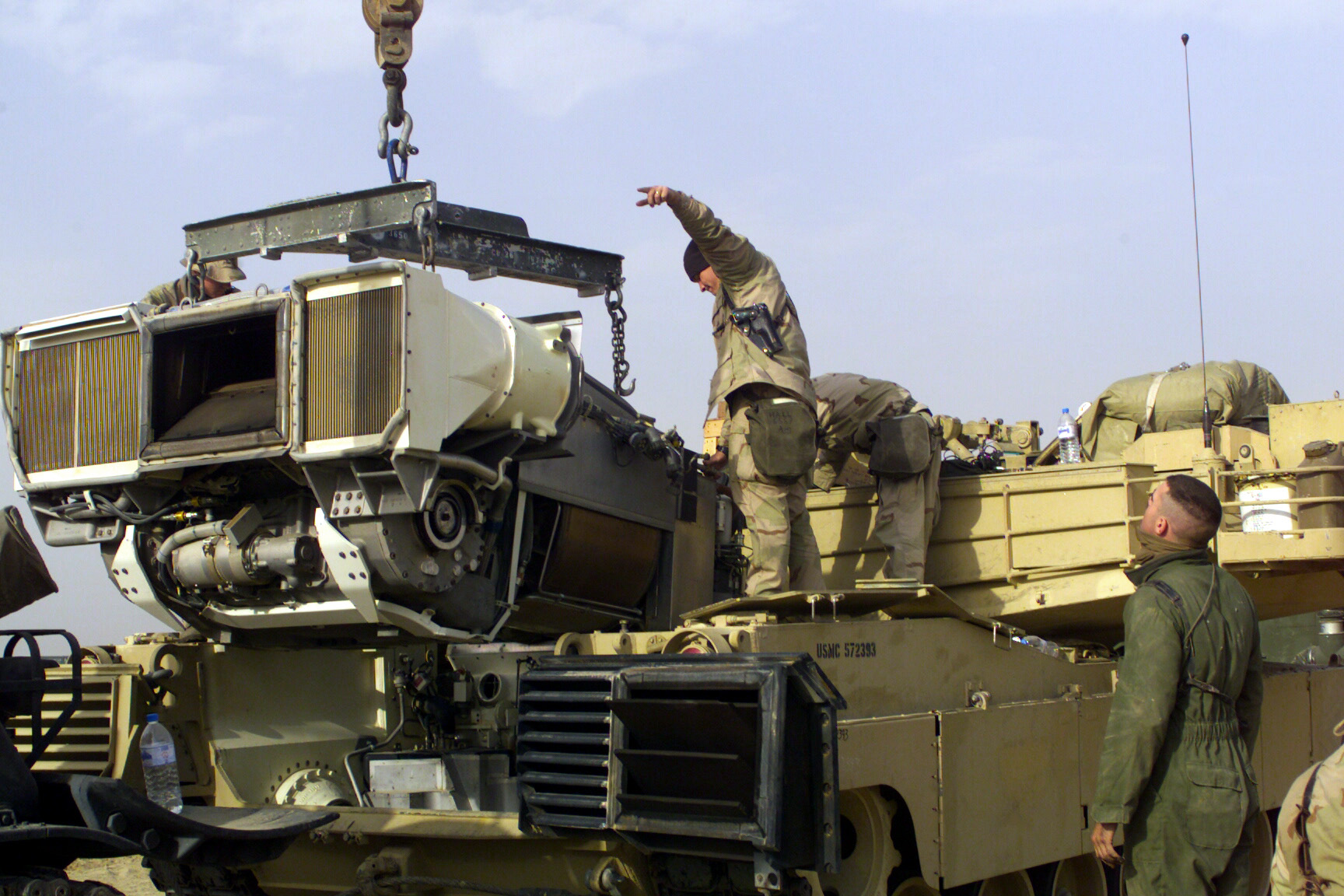
AGT1500 パワーパック

各国の戦車用動力機関はディーゼルエンジンが主流であるが、M1 エイブラムスではハネウェル AGT1500 ガスタービンエンジンを採用している。トランスミッション他、補器類も含めてパッケージ化されており、「パワーパック」と呼ばれる。燃料はディーゼル燃料も使用できるが、通常は航空機用ジェットエンジンと同じJP-8を使用する。
ガスタービンエンジンは小型軽量、高出力で信頼性・加速性能・登坂能力も高く、動作温度範囲が広い、冷却水が不要など多くの長所もあるが、燃料消費が激しいため大型の燃料タンクが必要、砂塵よけ吸気フィルターの大型化、高温の排気により市街戦などで歩兵が戦車の後ろに隠れられないといった欠点もある。
1マイルの走行に1ガロン（1.6キロメートルあたり3.8リットル、425mあたり1リットル）以上の燃料を消費するだけでなく、停車状態でもエンジンが動いているだけで毎時12ガロン（45.4リットル）を消費する。各国の第3世代主力戦車に比べて2倍近い500ガロン(1892.7リットル)の燃料を搭載しているが、湾岸戦争では、8時間の作戦行動で燃料が無くなるため、1日に3回の給油を必要とした。
低速/停車時の燃費が極めて悪いため、アメリカ陸軍では停車時の電力供給を目的に補助動力装置（APU）を内蔵するようにした。
2,500ガロン（9,500リットル）を一度に運べるM978 重機動タンカーを動員して大量の燃料を供給し続けることで燃費の悪さを補っているが、補給線の維持は兵站上の負担であり、M1の他にガスタービンエンジンを戦車で採用しているのはスウェーデンのStrv.103、ソ連製のT-80、フランスのルクレールだけである。
なお、1998年にトルコへの輸出を見越し、M1A2戦車にMT 883 KA-500を装備したユーロパワーパックを搭載した試験を実施している。

### その他の装備
CITV
車長用独立熱線映像装置（Commander's Independent Thermal Viewer）。M1A2の砲塔上面、装填手ハッチ前方に設置された円筒状の構造物で、赤外線カメラを内蔵しており、左右に回転することができる。M1A2の夜間戦闘能力を向上させる装備のひとつで、M1A1とM1A2の判りやすい識別点となっている。

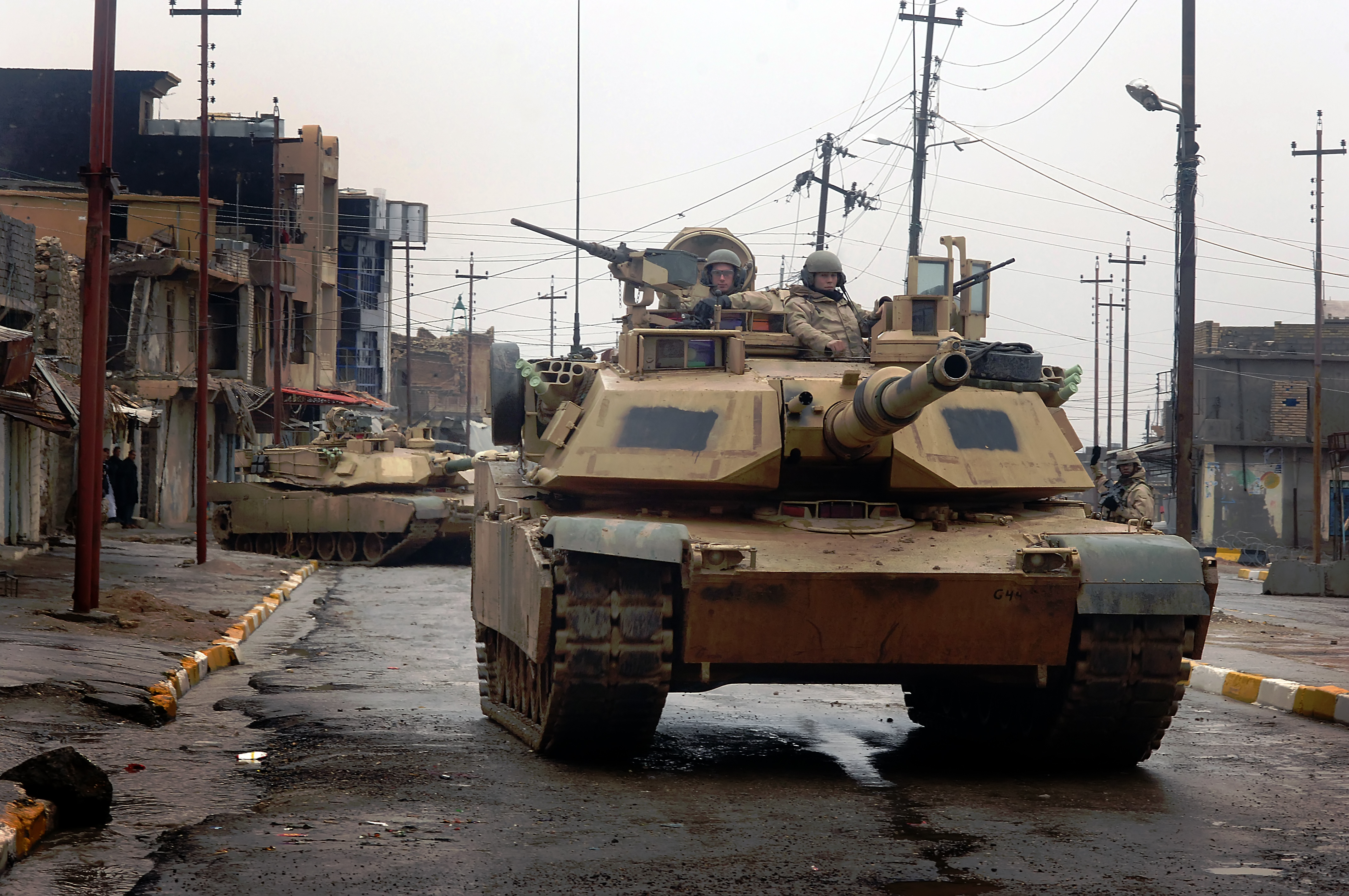
砲塔左側上面にCITVが装備されたM1A2
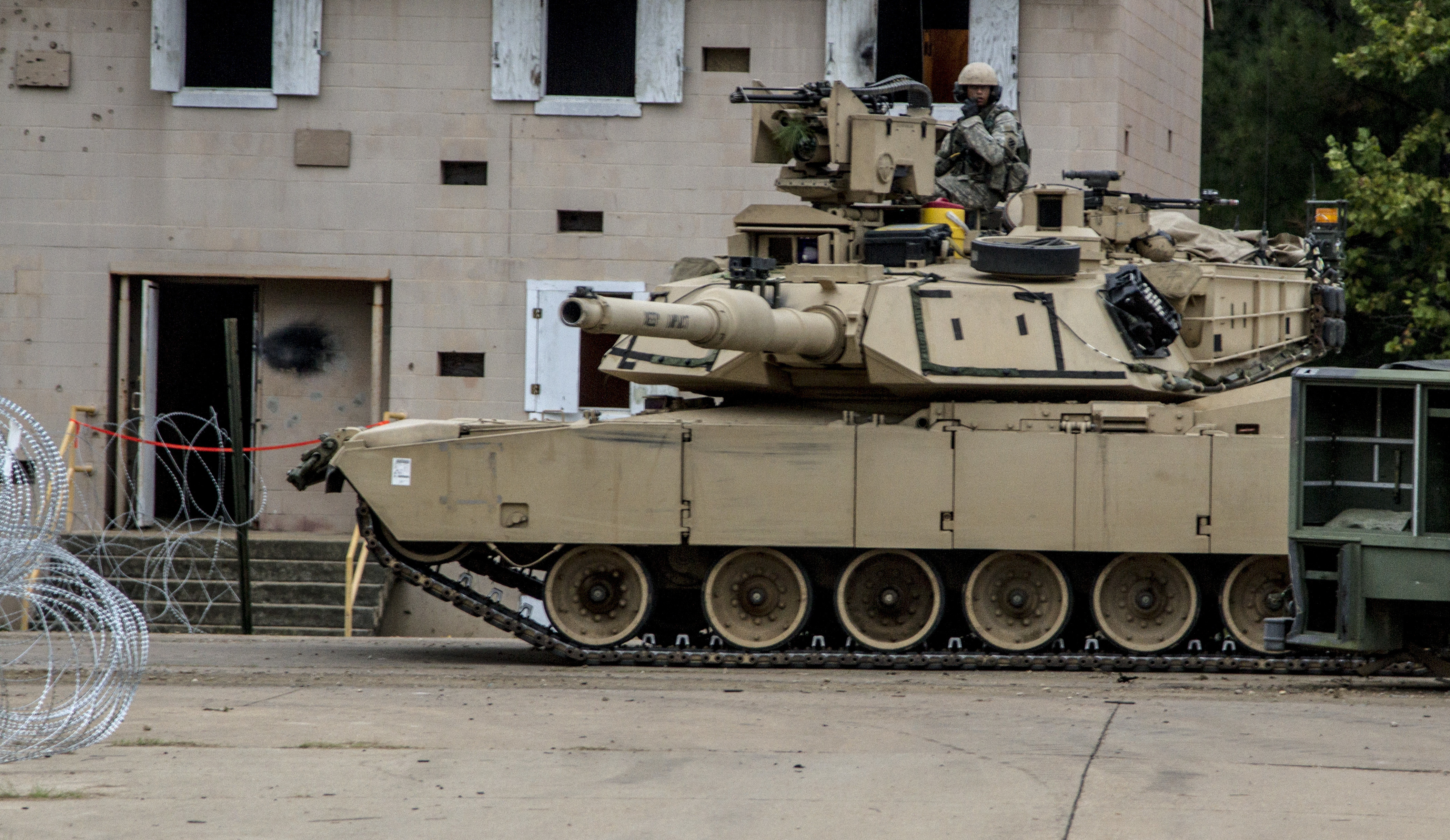
砲塔左側上面にCITVが装備されたM1A2 SEP V2
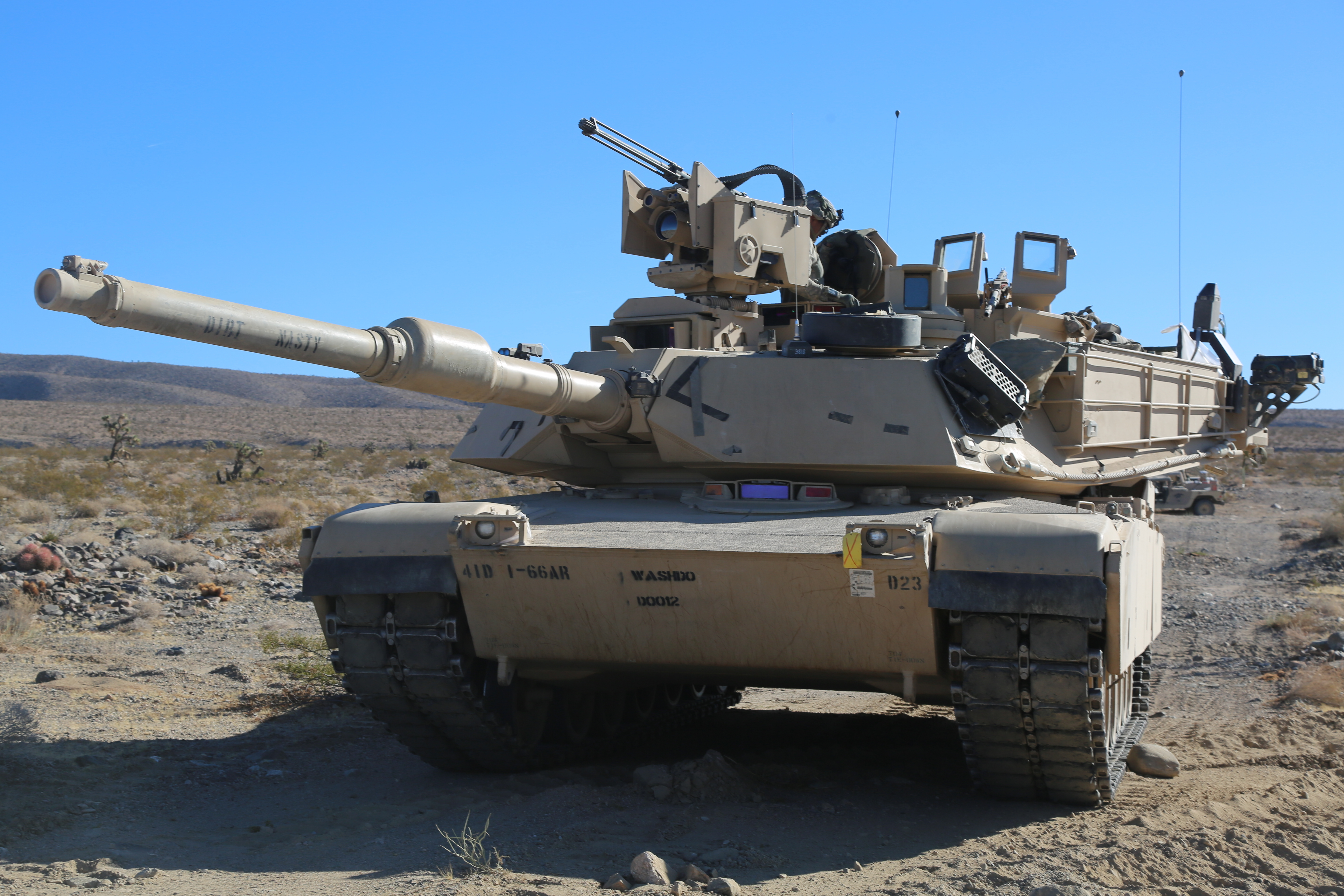
砲塔左側上面にCITVが装備されたM1A2 SEP V2。CITVが正面を向いている。

MCD
2003年のイラク戦争に派遣されたアメリカ海兵隊の幾つかのM1A1にはMCD（Missile Countermeasure Device）と呼ばれる、対ミサイル用のソフトキル型アクティブ防護システムが取り付けられていた。この装置は有線/無線式の半自動誘導対戦車ミサイルと全自動式赤外線誘導式の対戦車ミサイルの誘導システムを無効化する。
MCDは、M1A2ではCITVが装備されている、砲塔上面の装填手ハッチ前に設置されている。

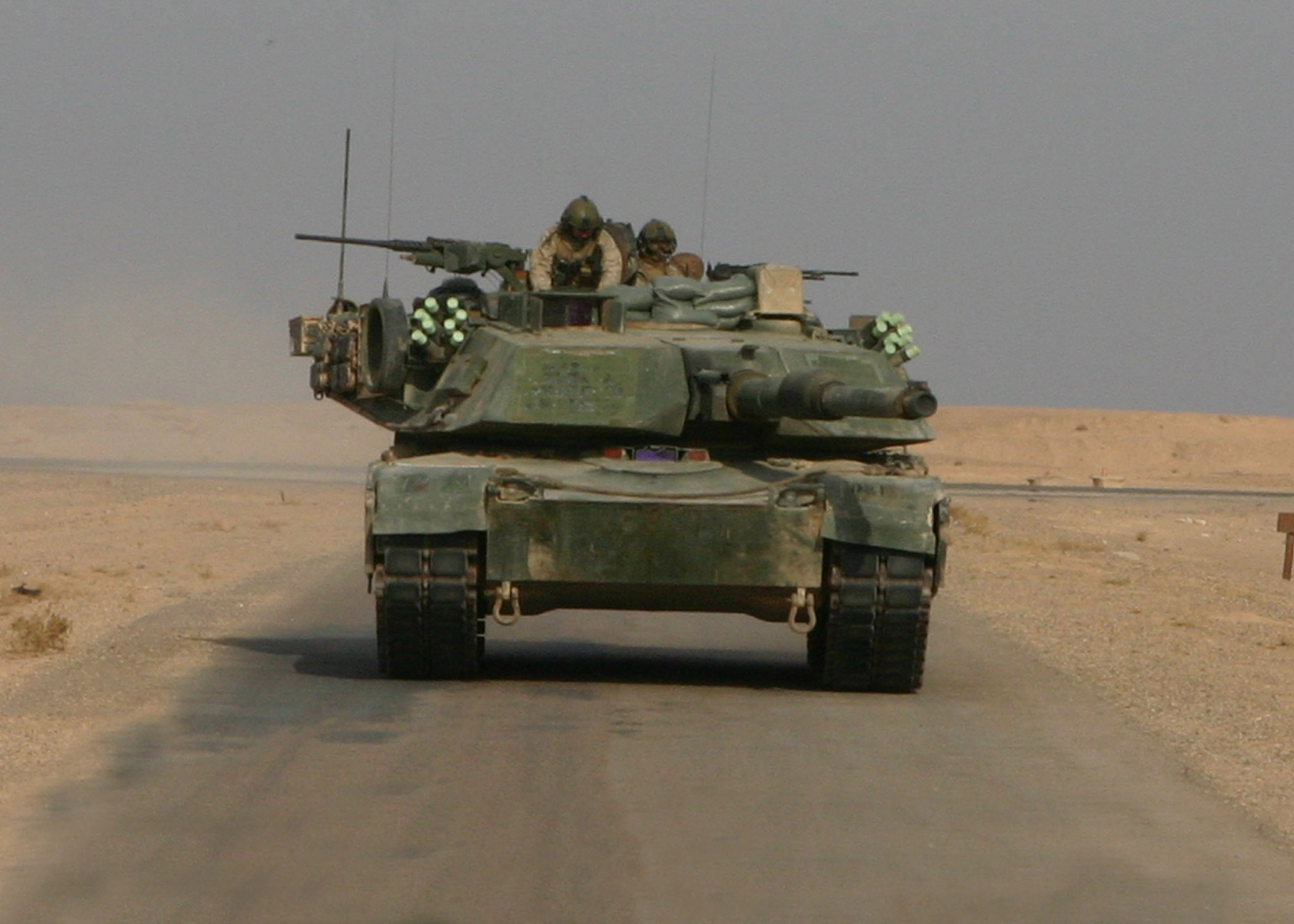
砲塔左側上面にMCDを設置した海兵隊のM1A1
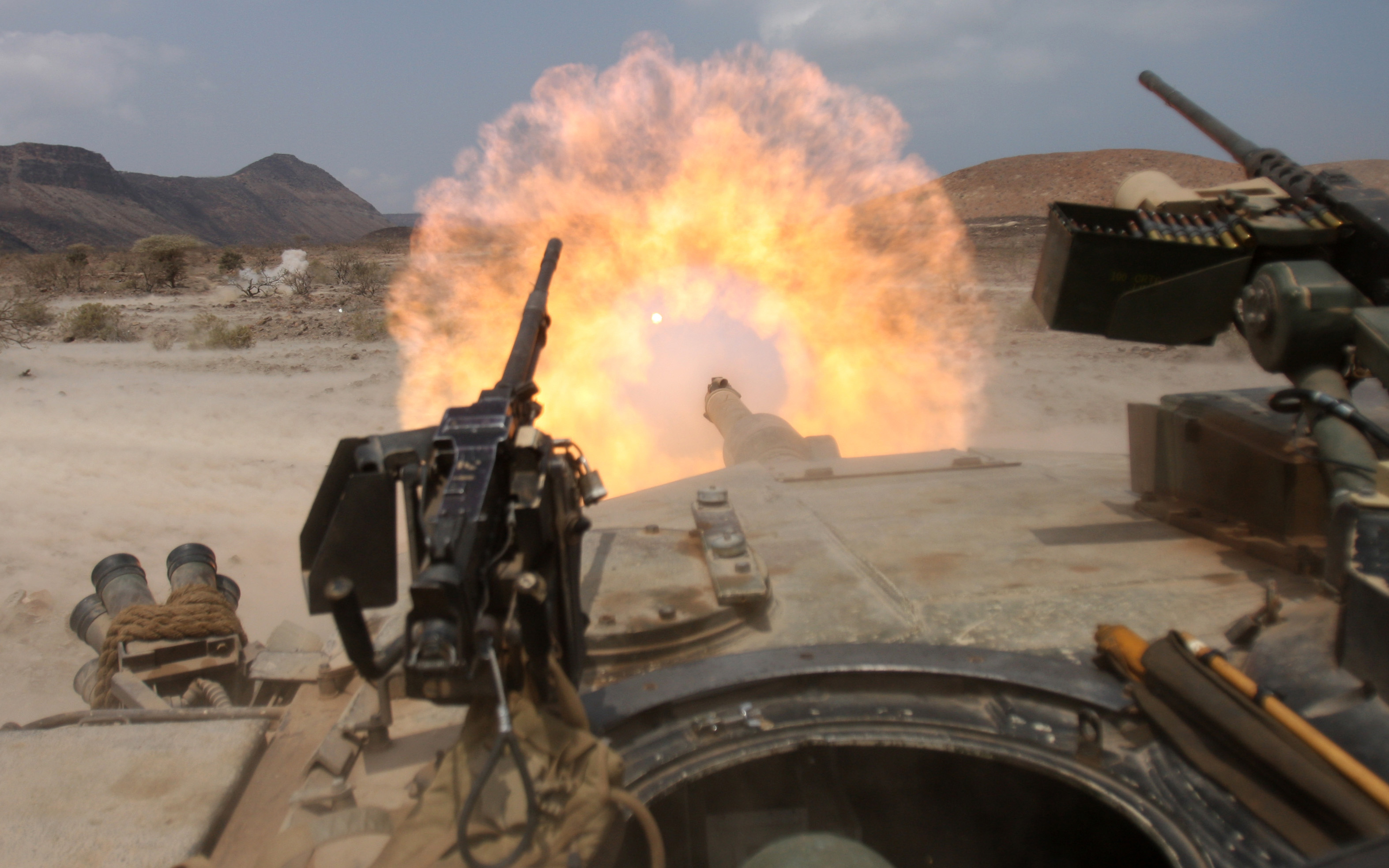
主砲を発射する海兵隊のM1A1の砲塔部。MCD取り付け基部が確認できる

MCS（地雷処理システム）
湾岸戦争時、イラク軍が砂漠に敷設した地雷原を突破するため、M1 エイブラムスの車体前部に、プラウ式、あるいはローラー式の地雷処理装置が装着された。いずれも、イスラエルの企業が開発した物をベースとしている。その後、2003年のイラク戦争、2009年のアフガニスタン派遣でも、これらの装備は引き続き使用されている。

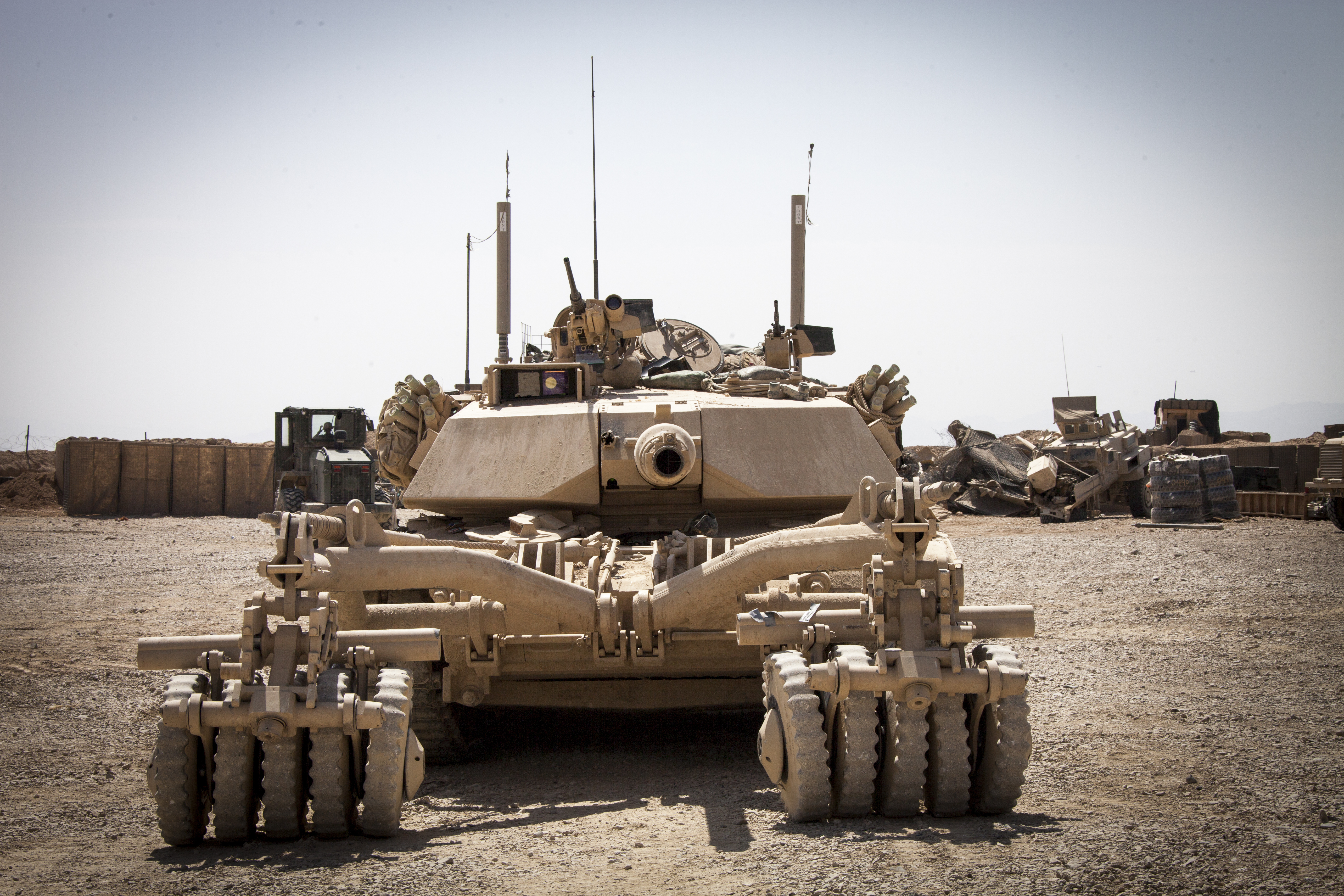
地雷処理ローラーを装備した海兵隊のM1A1
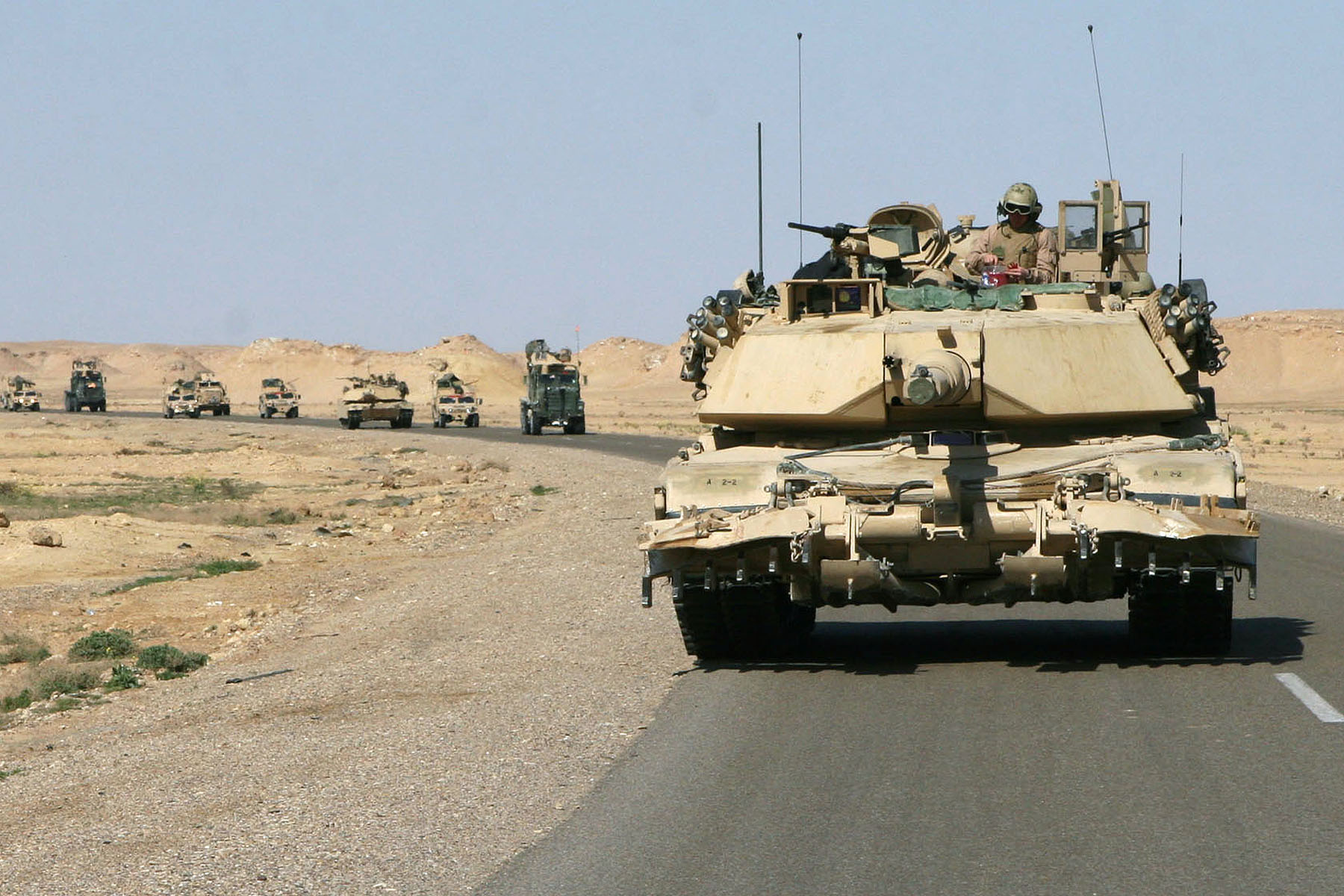
マインプラウを装備した海兵隊のM1A1

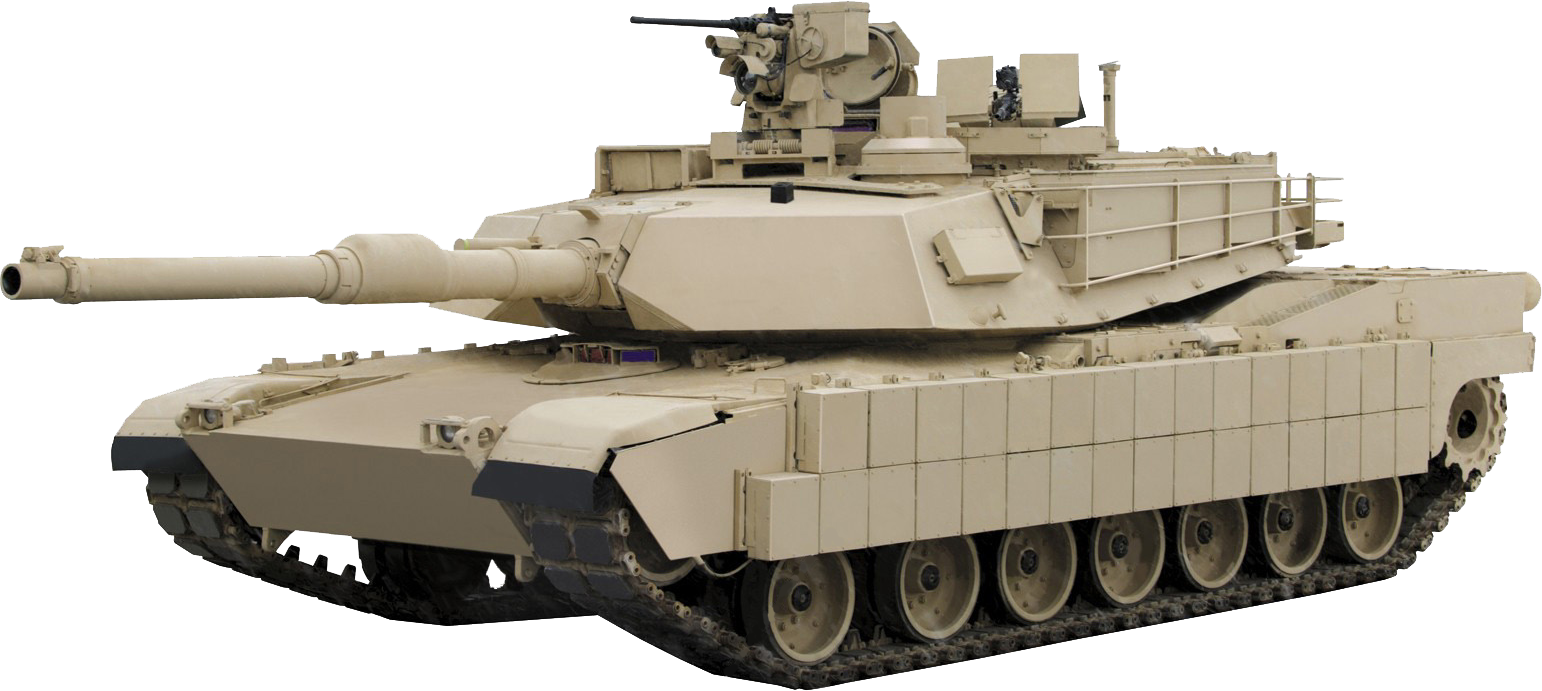
試作、検討段階のTUSK。この写真ではM151 プロテクターRWSが装備されている。

TUSK
2007年頃からイラクで運用していたM1A1やM1A2の一部に、TUSK（Tank Urban Survival Kit）と呼ばれる、市街戦など都市環境下での運用に適応させるための強化キットが取り付けられていた。
基本キットの「TUSK I」は、対戦車兵器から発射される成形炸薬弾に対する防護を念頭に、車体側面に箱形の爆発反応装甲タイルを装備、装填手用ハッチの周囲と機関銃に盾を追加、装填手用機関銃に暗視照準器を追加する、対地雷用のベリーアーマーと呼ばれる車体底部を覆う増加装甲を追加する、などの内容。
TUSK Iの追加キットである「TUSK II」では、車体側面の爆発反応装甲タイルの上と砲塔側面に瓦形の爆発反応装甲タイルが追加された。また、車長用に全周防護の盾などが追加されている。
TUSKと同じ時期に、主砲防盾上にM2重機関銃を増設するCSAMM（Counter Sniper Anti Material Mount）と呼ばれる装備も合わせて検討されており、この装備もTUSKに組み込まれて一部の車両に搭載された。

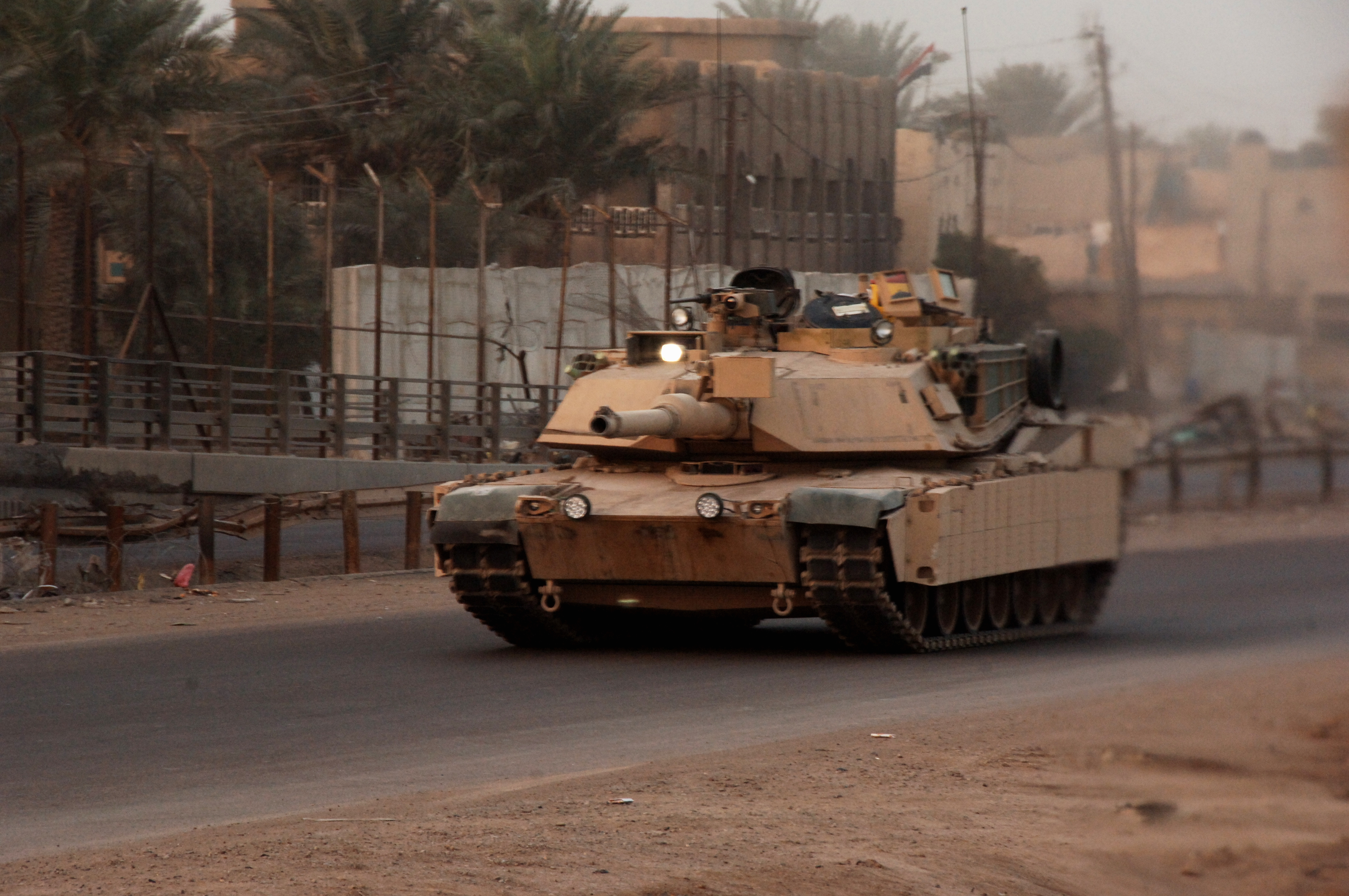
TUSK Iを装着したM1A1
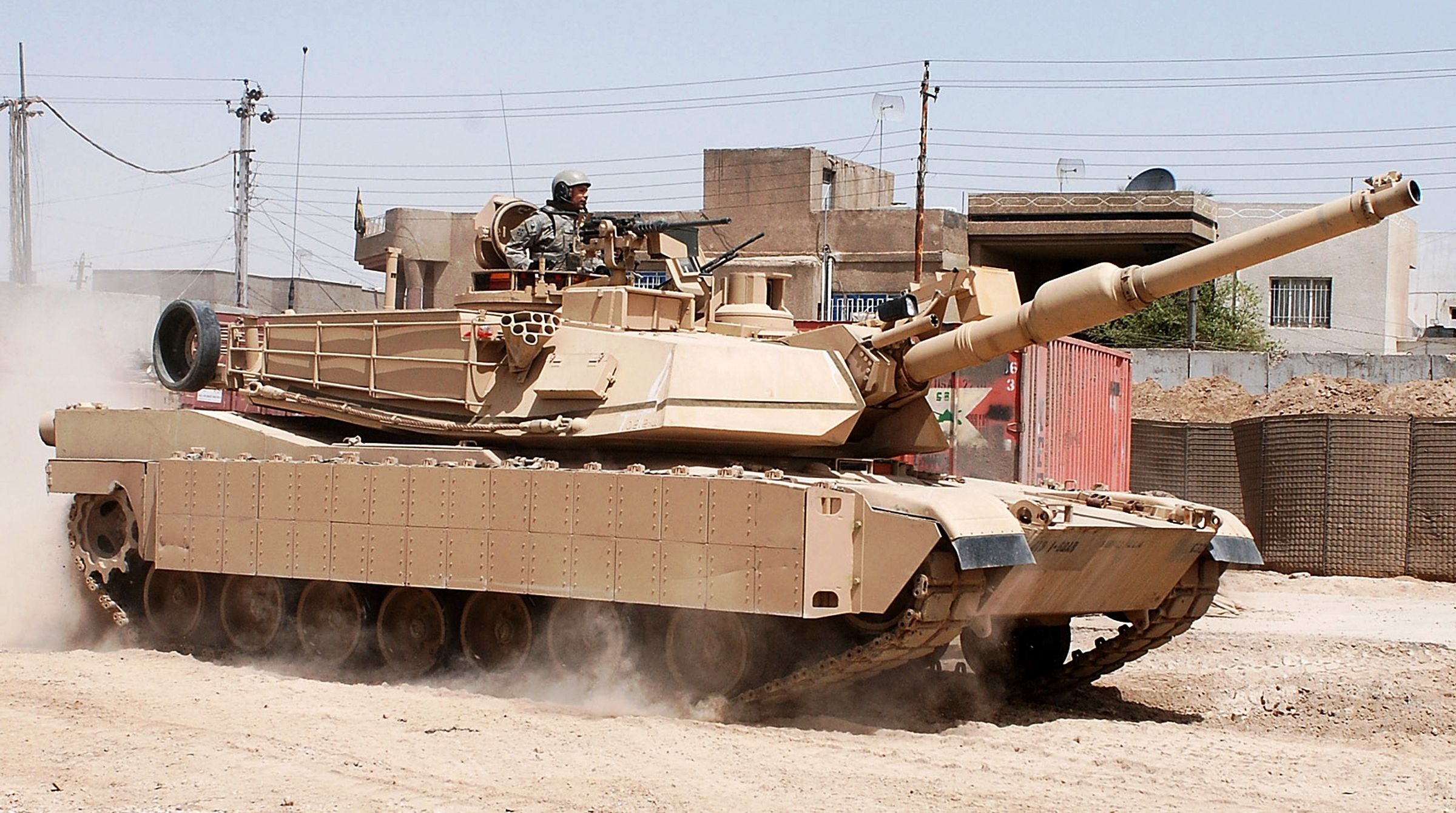
TUSK Iを装着したM1A2
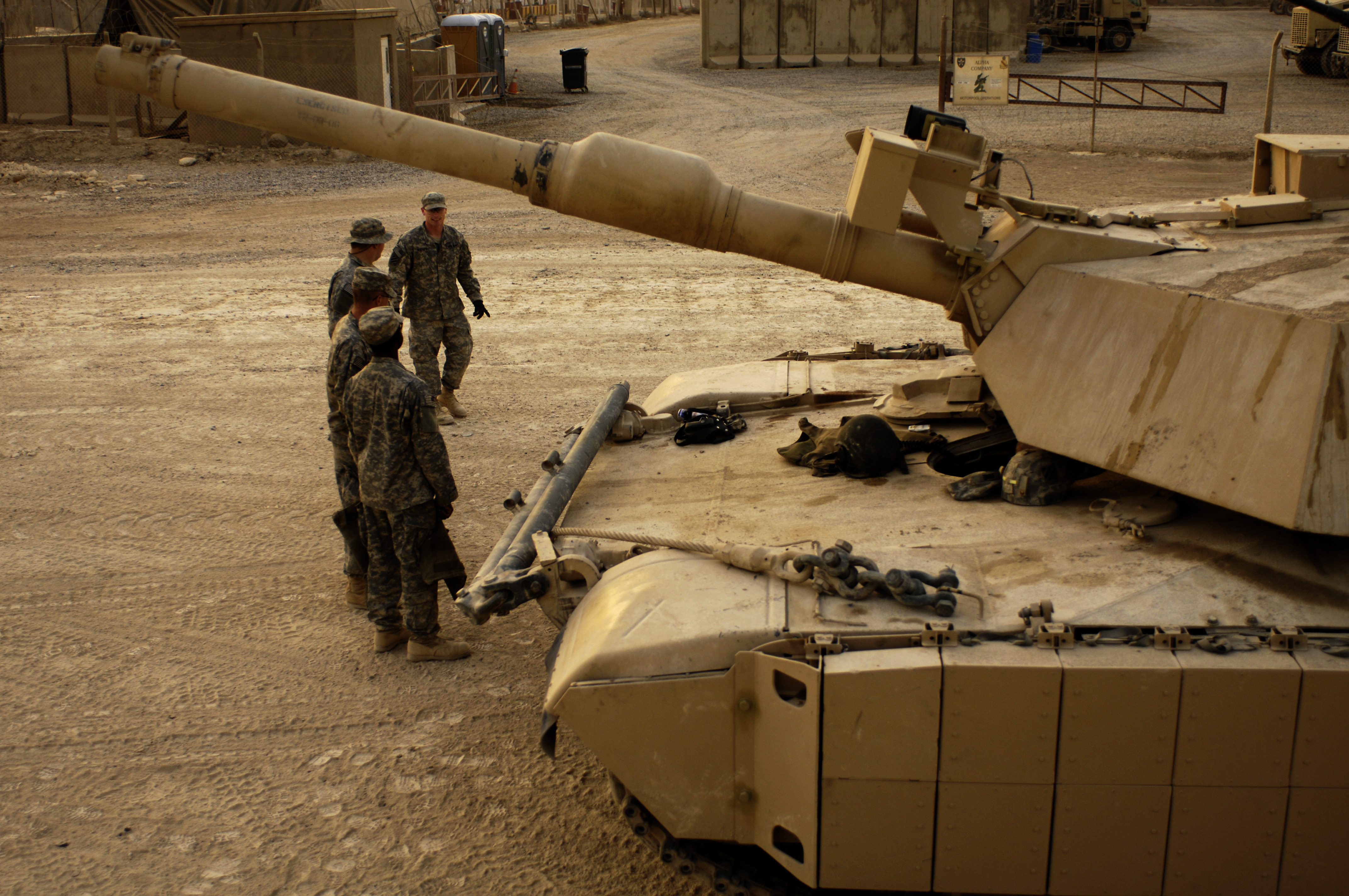
TUSKとCSAMMを装着したM1A1。この写真ではM2重機関銃を搭載していない。
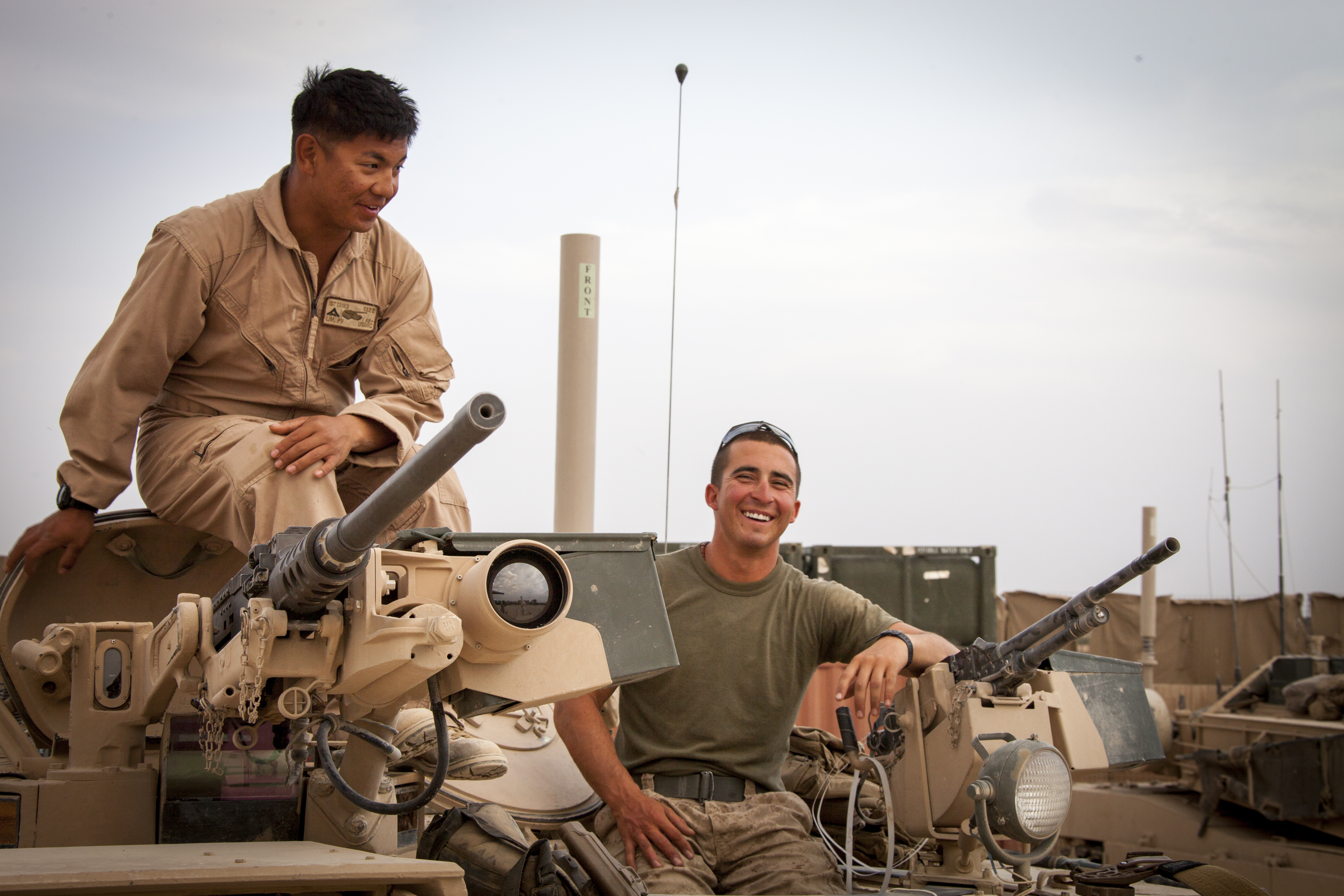
TUSKで開発されたM2重機関銃用の光学照準器は、海兵隊のM1A1にも組み込まれている。
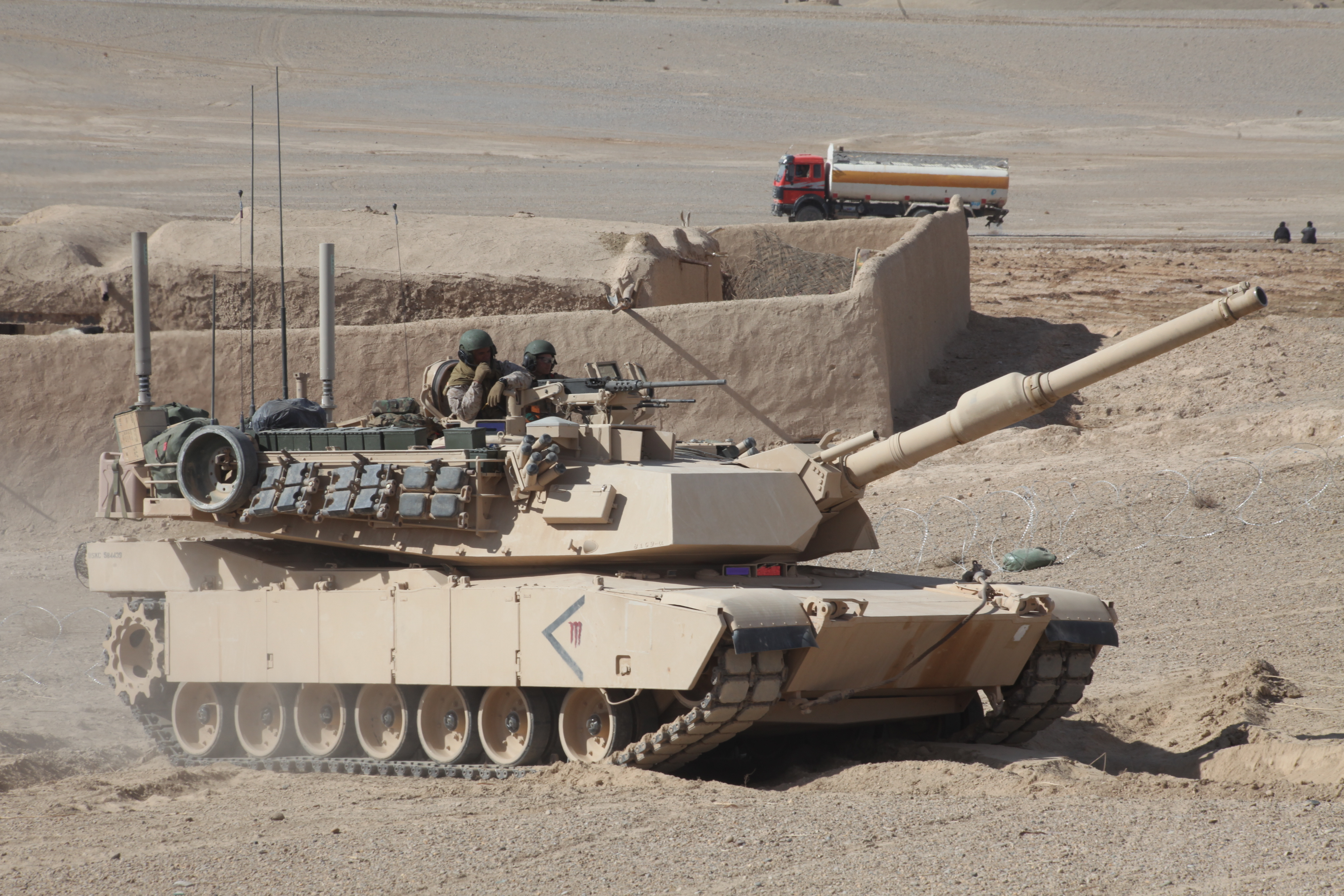
TUSKで開発された車体底部装甲（ベリーアーマー）、装填手用防弾板も、海兵隊のM1A1に採用され、アフガニスタンへの派遣車両に装着されていた。
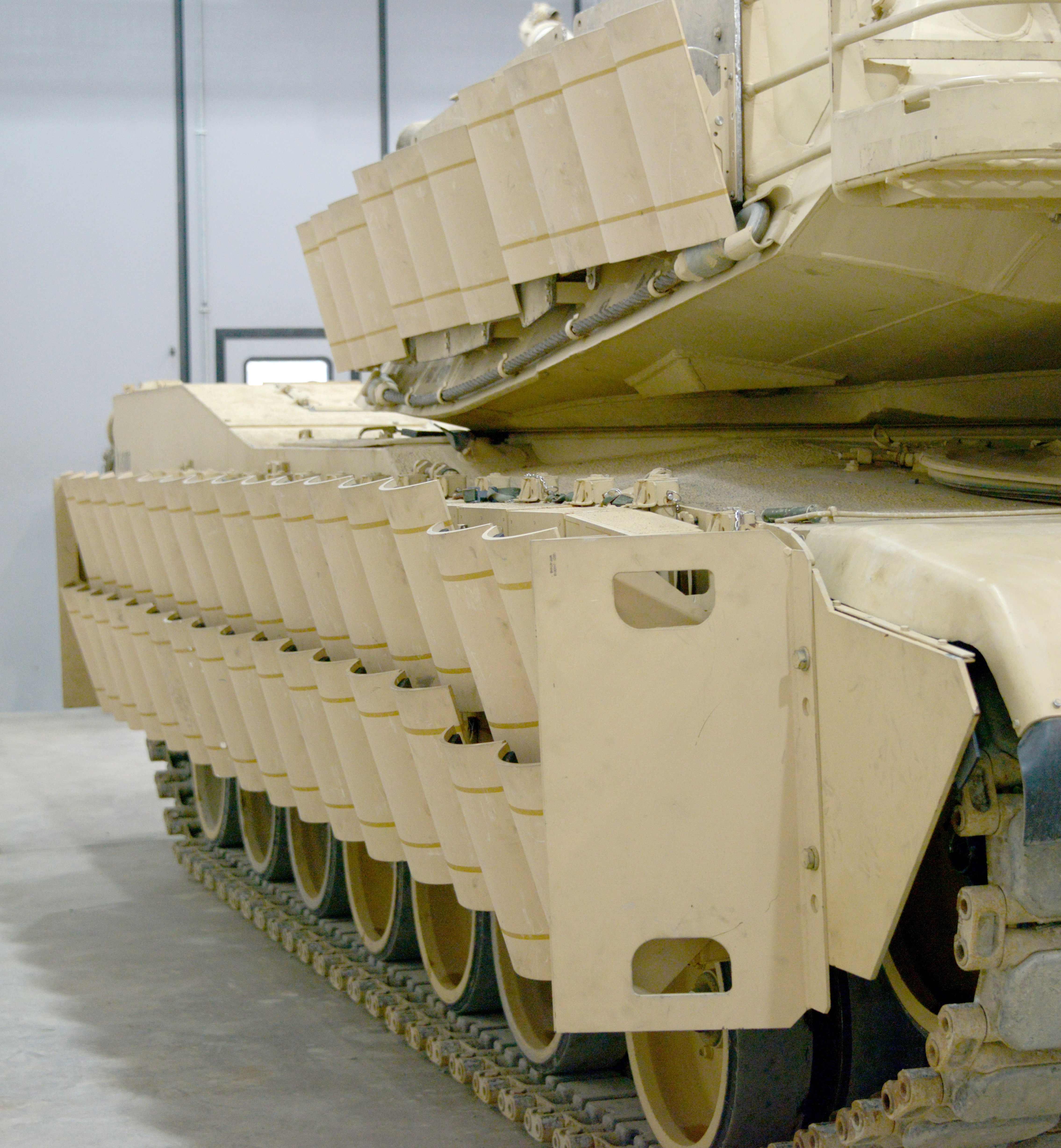
TUSK II で追加された装甲タイル

RWS（遠隔操作式機銃）
2000年代に入りM1エイブラムスへのRWS装備が計画されるようになった。TUSK I改修の時点でストライカー装甲車と同じM151"プロテクター"RWSを搭載する計画は不要と判断されたが、その後、アメリカ陸軍のM1A2 SEP V2でM153 CROWS IIが標準装備化された。車長用ハッチ前方の砲手用サイト上面に搭載され、車内から周囲360°の射撃が可能となっている。最新型のM1A2SEP V3では、低視認性を重視し、手動操作も可能なCROWS-LPが搭載されている。アメリカ海兵隊は2015年時点では採用していない。

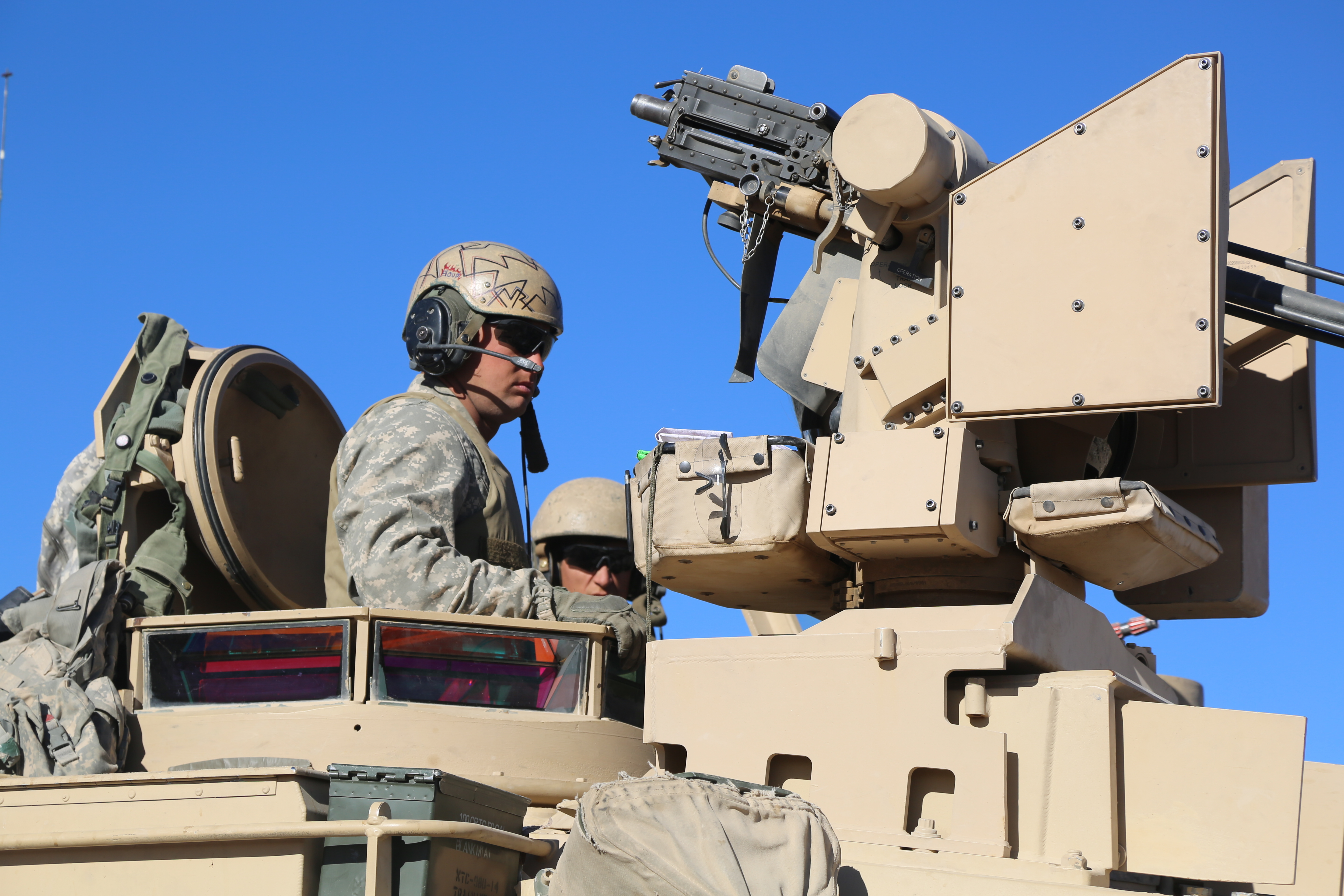
M1A2 SEP V2に搭載されたM153 CROWS II
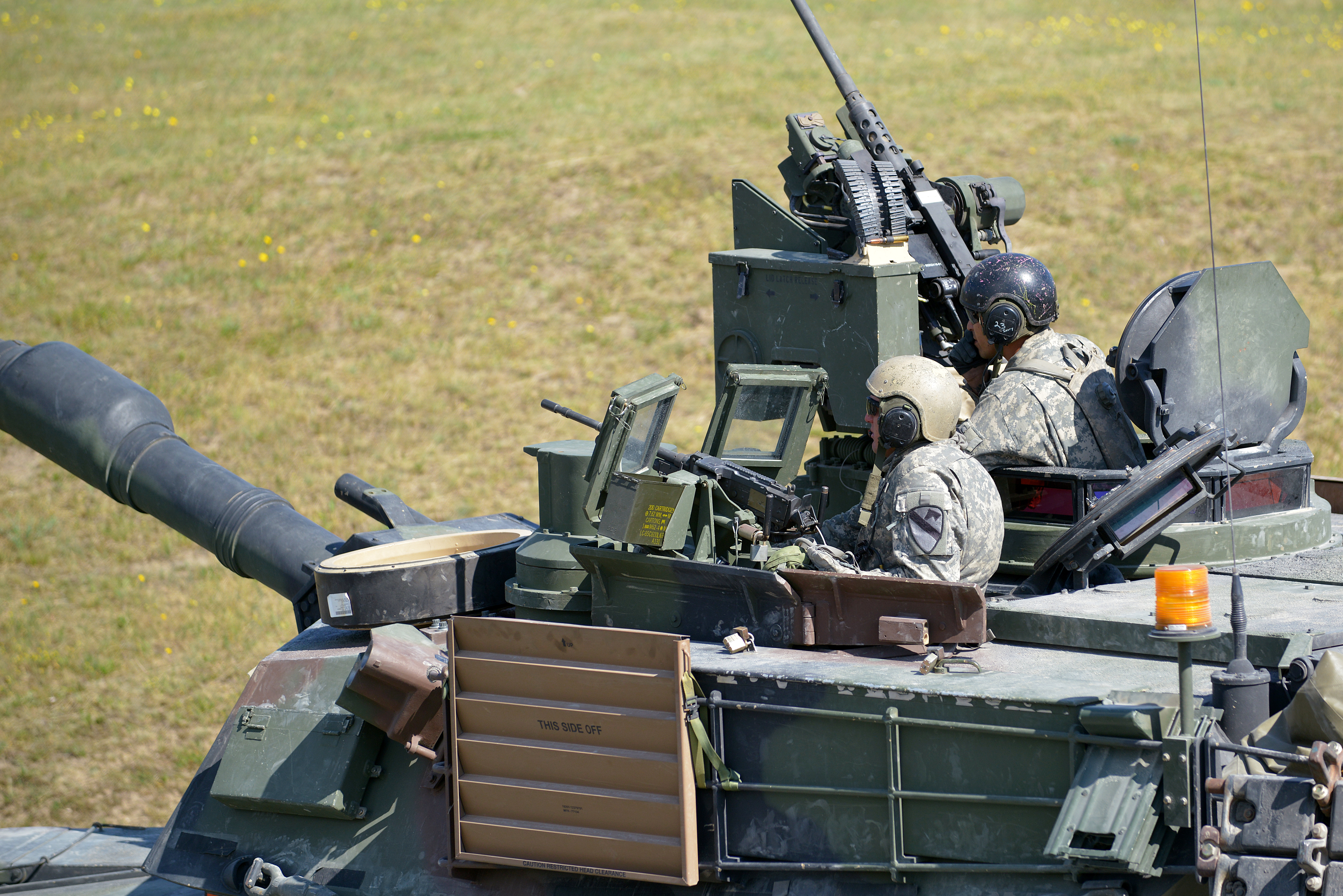
M153 CROWS IIを装備したM1A2 SEP V2の砲塔部。TUSKで採用された装填手用防弾板も合わせて装備されている。
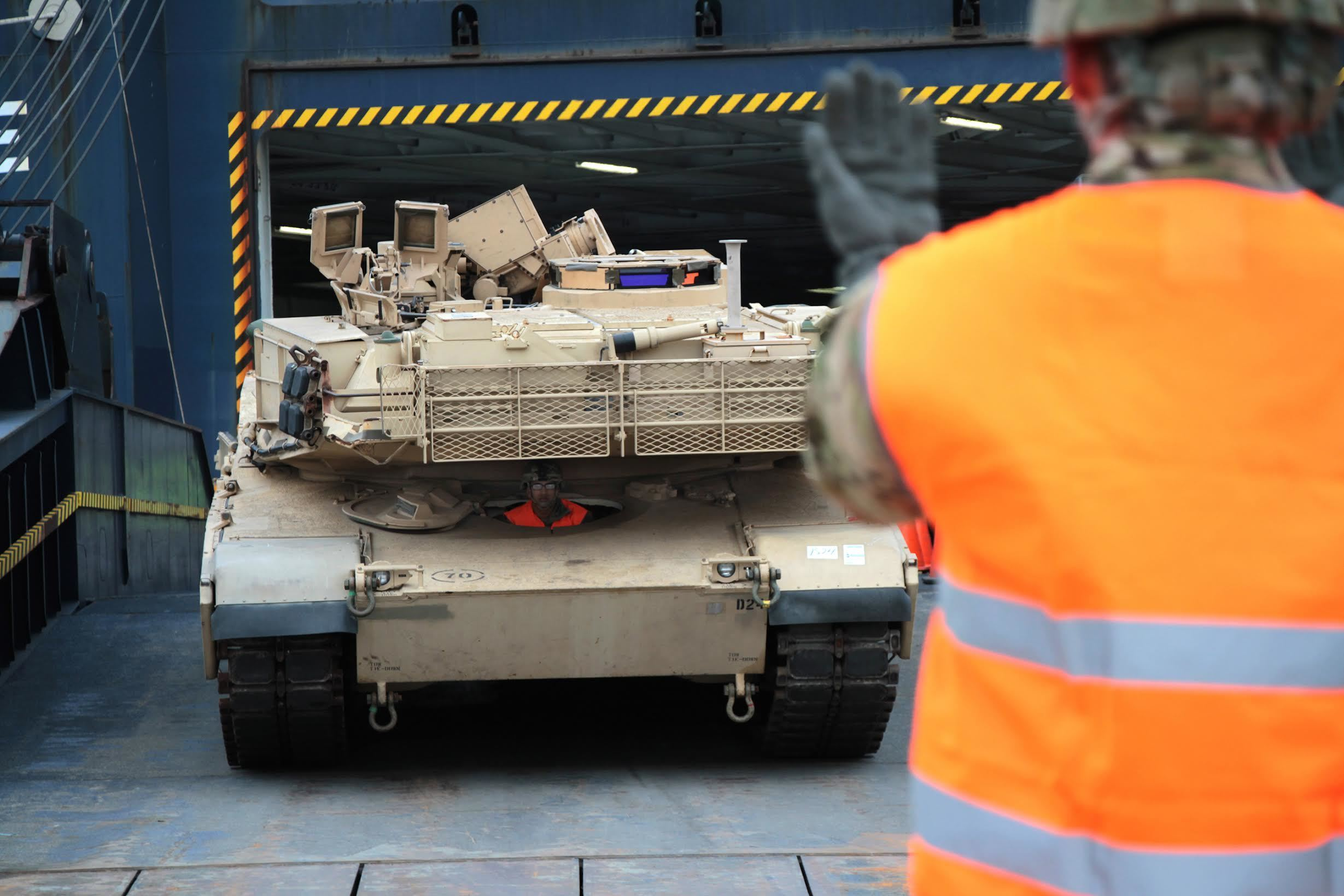
M1エイブラムス戦車に搭載されたCROWS。銃火器を搭載しない状態で折り畳まれている。
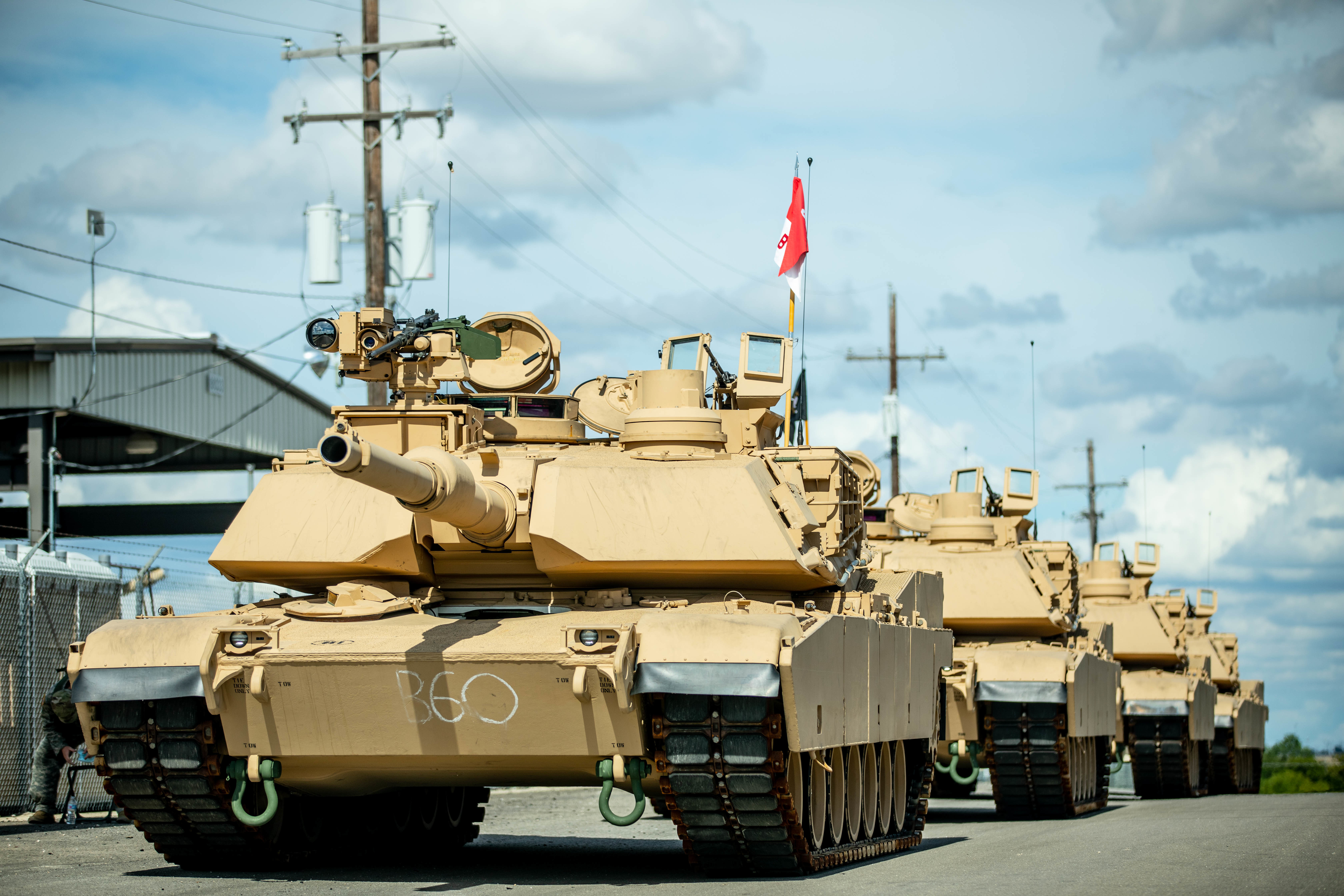
CROWS-LPを装備するM1A2SEPV3。従来型と比べて低くなっていることが分かる。

SCWS
2010年頃よりアメリカ海兵隊のM1A1FEPおよびアメリカ陸軍のM1A1SAに搭載されるようになった新型の車長用キューポラで、Stabilised Commander's Weapon Station（SCWS）と呼ばれる。M2機関銃用の2軸安定化装置、赤外線暗視装置、レーザー距離計、キューポラ周囲（主に後部）を防護する追加装甲キットなどから構成され、車内からの遠隔操作が可能なRWSとして機能する。

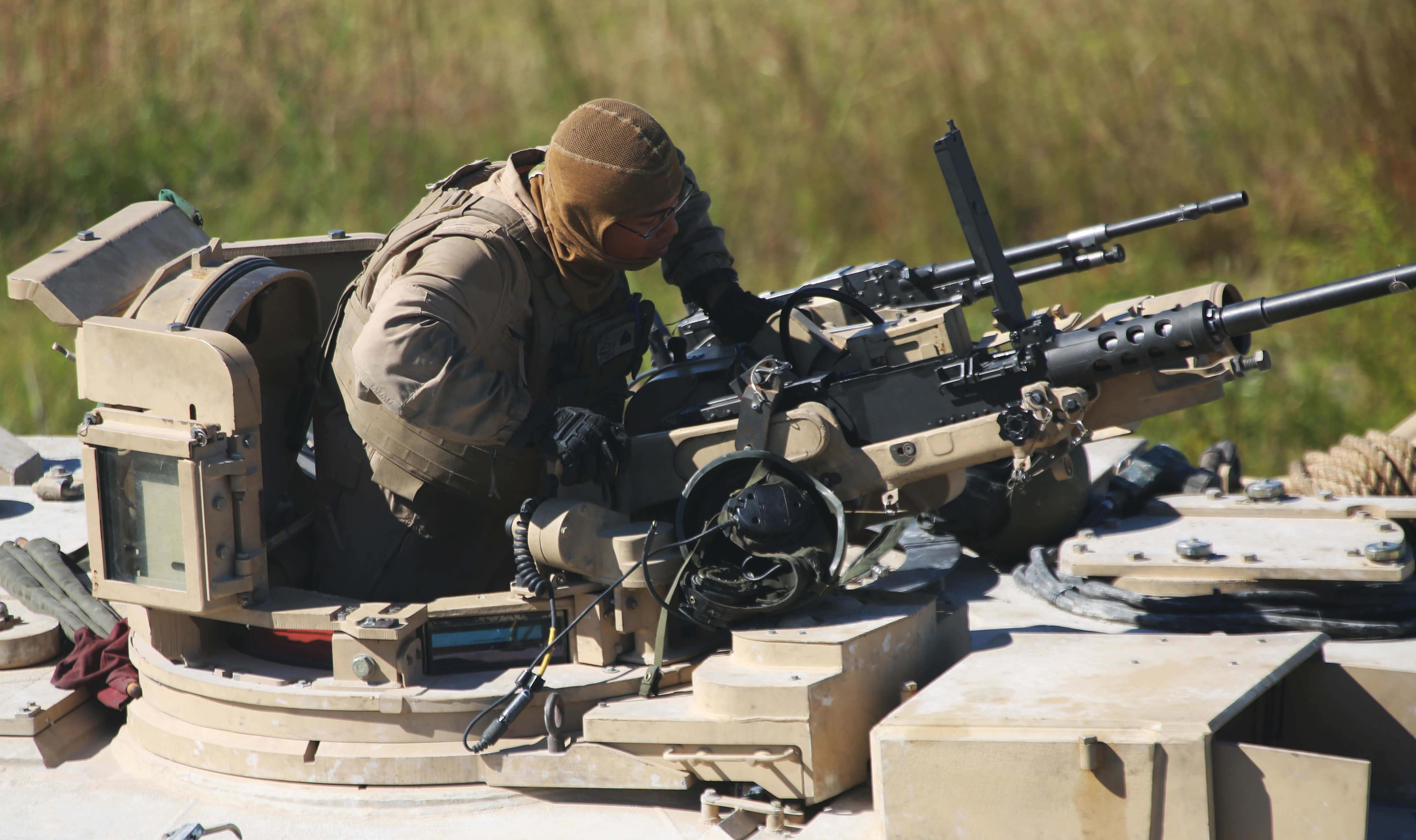
SCWS
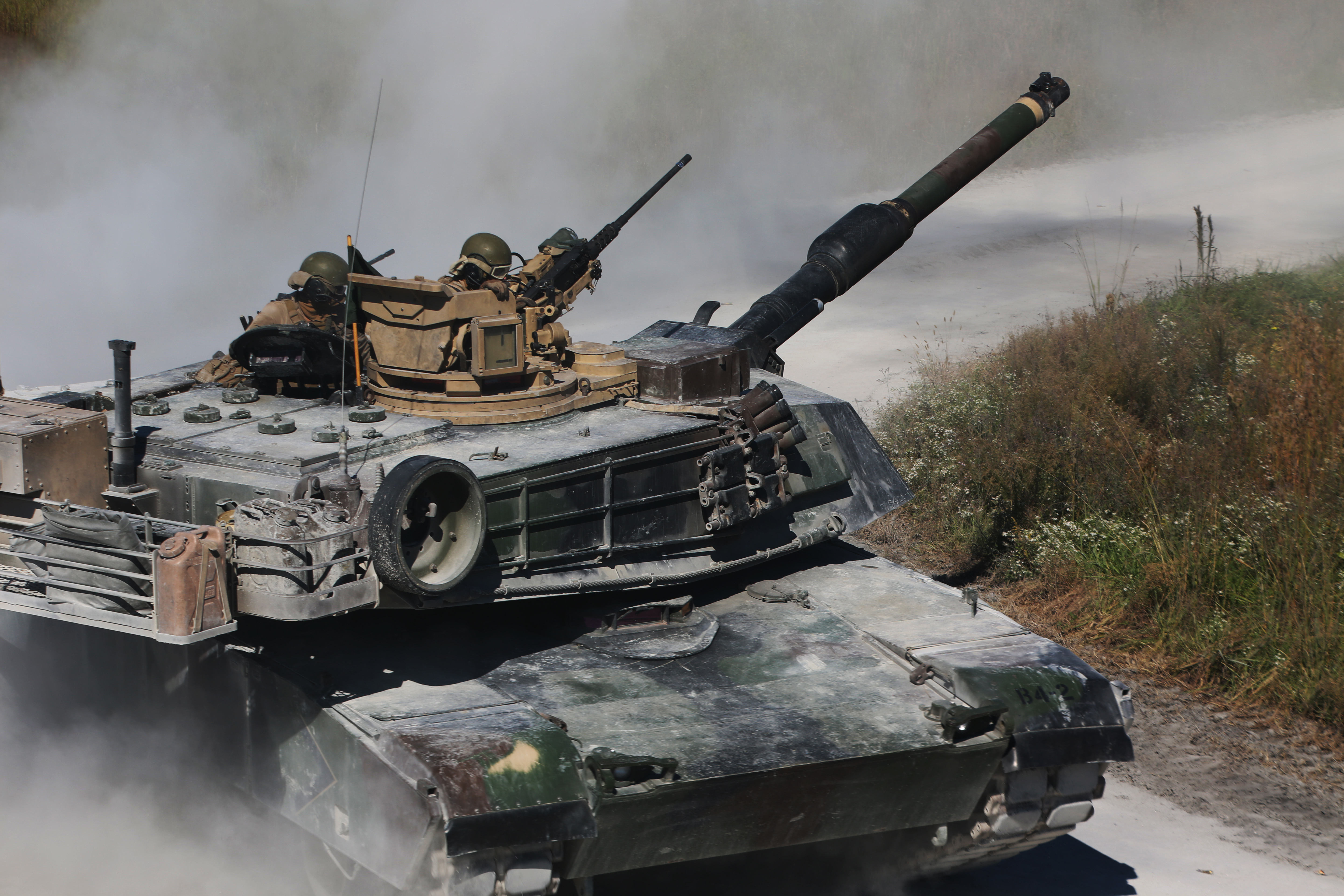
SCWSを装着した海兵隊のM1A1

煙幕弾発射筒
スモークグレネード弾発射筒とも呼ばれる煙幕弾発射筒が、6個1組で左右に1組ずつ砲塔側面に取り付けられている。アメリカ海兵隊のM1A1だけは8個1組の2組となっており、陸軍の車両との識別点にもなっている。
この煙幕は、肉眼像だけでなく熱線映像も遮る。
空気殺菌システム
NBC兵器にも対応できるよう空気殺菌システムが装備されており、生物、化学兵器攻撃を受けても、乗員はガスマスクを着用せずに戦闘活動を続けることができる。
BFTシステム
BFTはブルー・フォース・トラッキング（Blue Force Tracking）の略。GPSを利用した敵味方位置情報識別システムを利用するための装備で、M1 エイブラムスの場合、砲塔上面前方右側の砲手用サイトの右外側に取り付けられる、箱状の構造物である。2003年のイラク戦後頃から、ハンヴィーやMRAPなど、米軍の多くの車両に追加装備されるようになった。

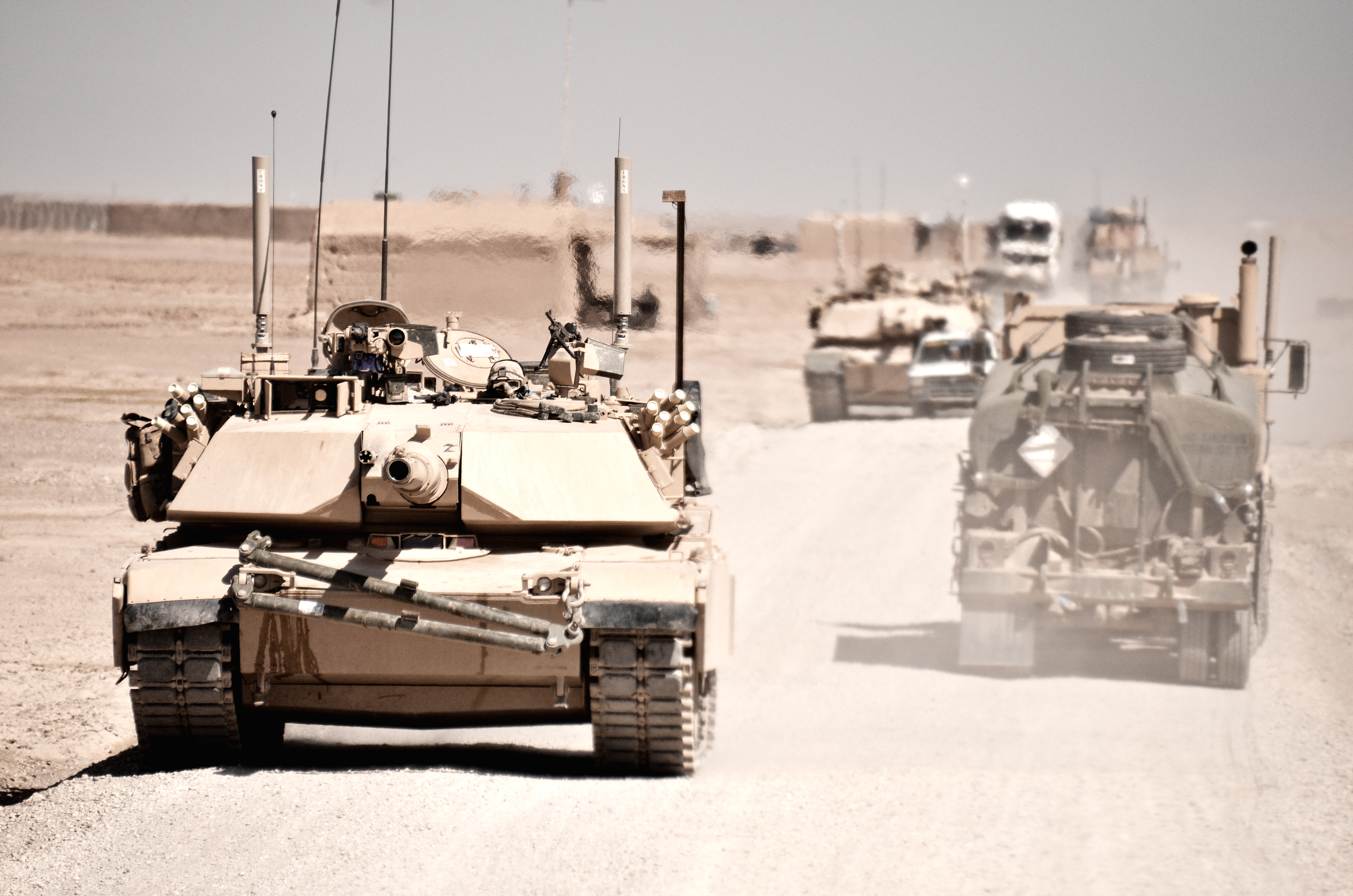
BFTを装備した海兵隊のM1A1
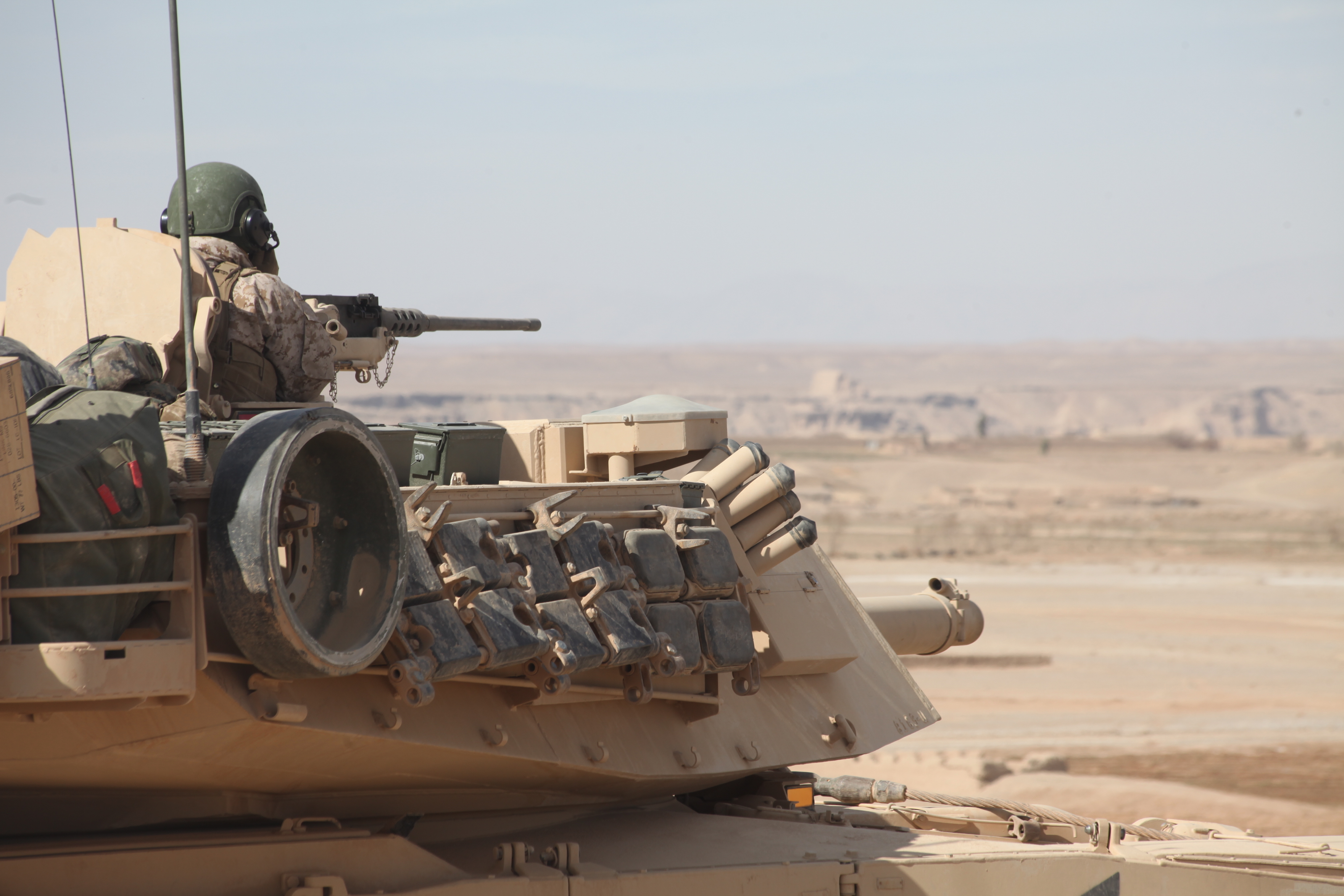
BFTを装備した海兵隊のM1A1。煙幕弾発射筒上部の構造物。
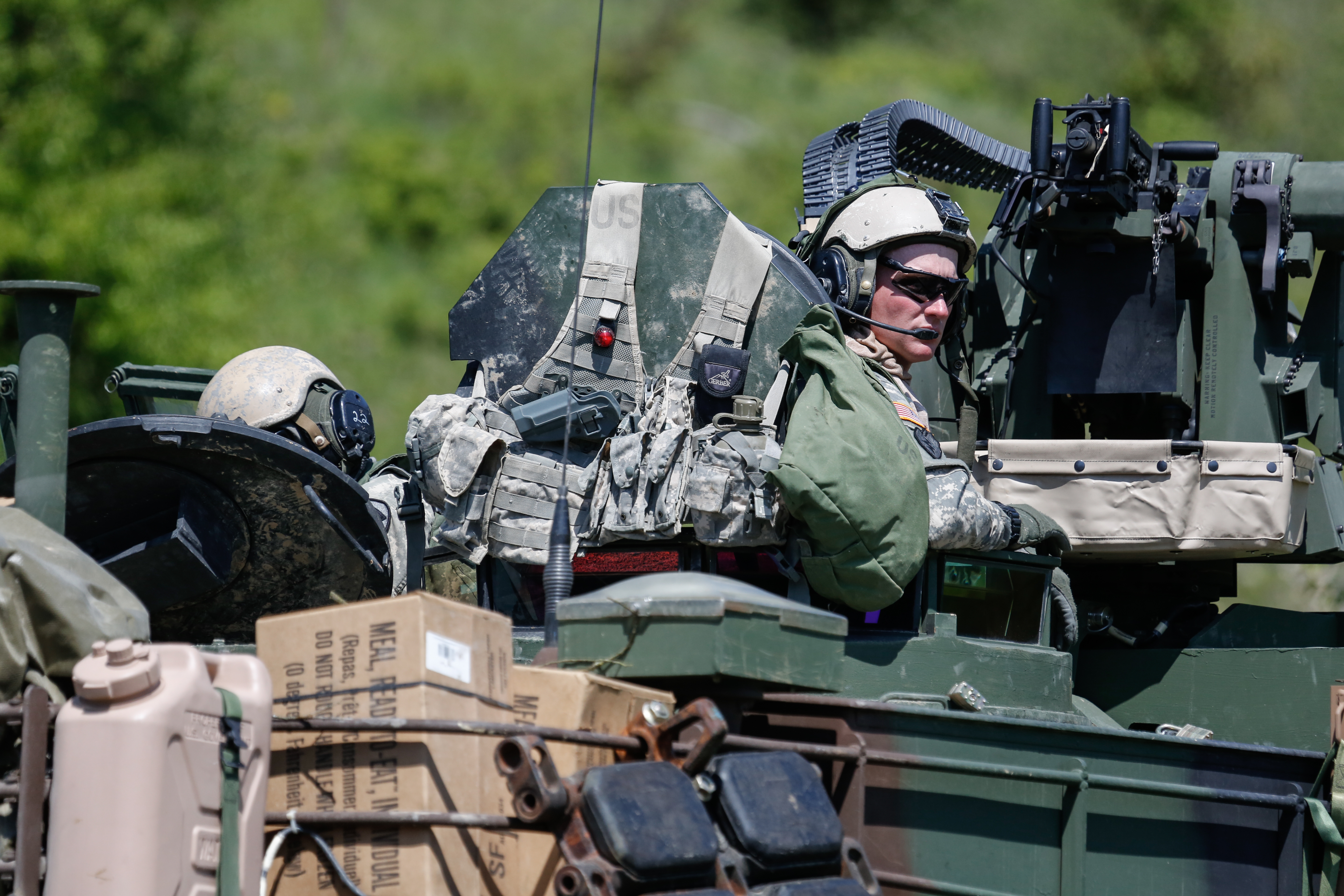
M153 CROWS IIを装備したM1A2 SEP V2では、BFTが砲塔後部に装備されている（本写真の中央部分）。

APU（補助動力装置）
前述のように、M1 エイブラムスのガスタービンエンジンは燃料消費が激しく、アイドリング状態でも大量の燃料を消費するため、停車時の電力を低燃費で供給する目的で追加された。1991年の湾岸戦争時は、車体後部に箱状のユニットとして取り付けられているものが多かったが、破損しやすいことから、砲塔後部のバスケット内に移された。発展型のM1A2 SEPでは、車体後部左側の一角に内蔵されるようになった。

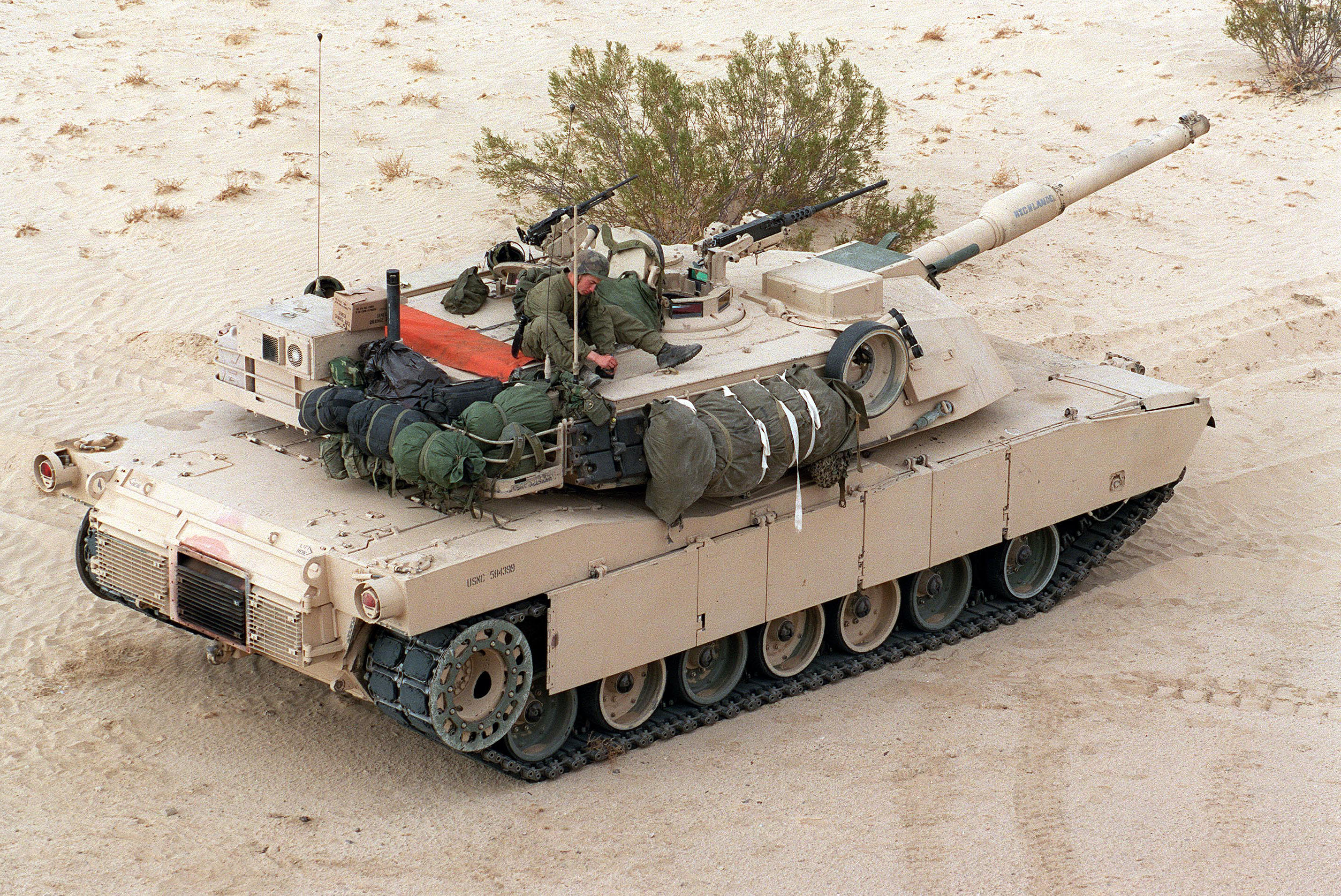
砲塔後部左側に設置されているのがAPU

車外通話装置
アメリカ陸軍のTUSK改修車およびM1A2 SEP、海兵隊のM1A1 FEP仕様改修車などで車体後部右側に追加された箱状の装備品。車内の戦車兵と車外の兵士の会話に用いられる。

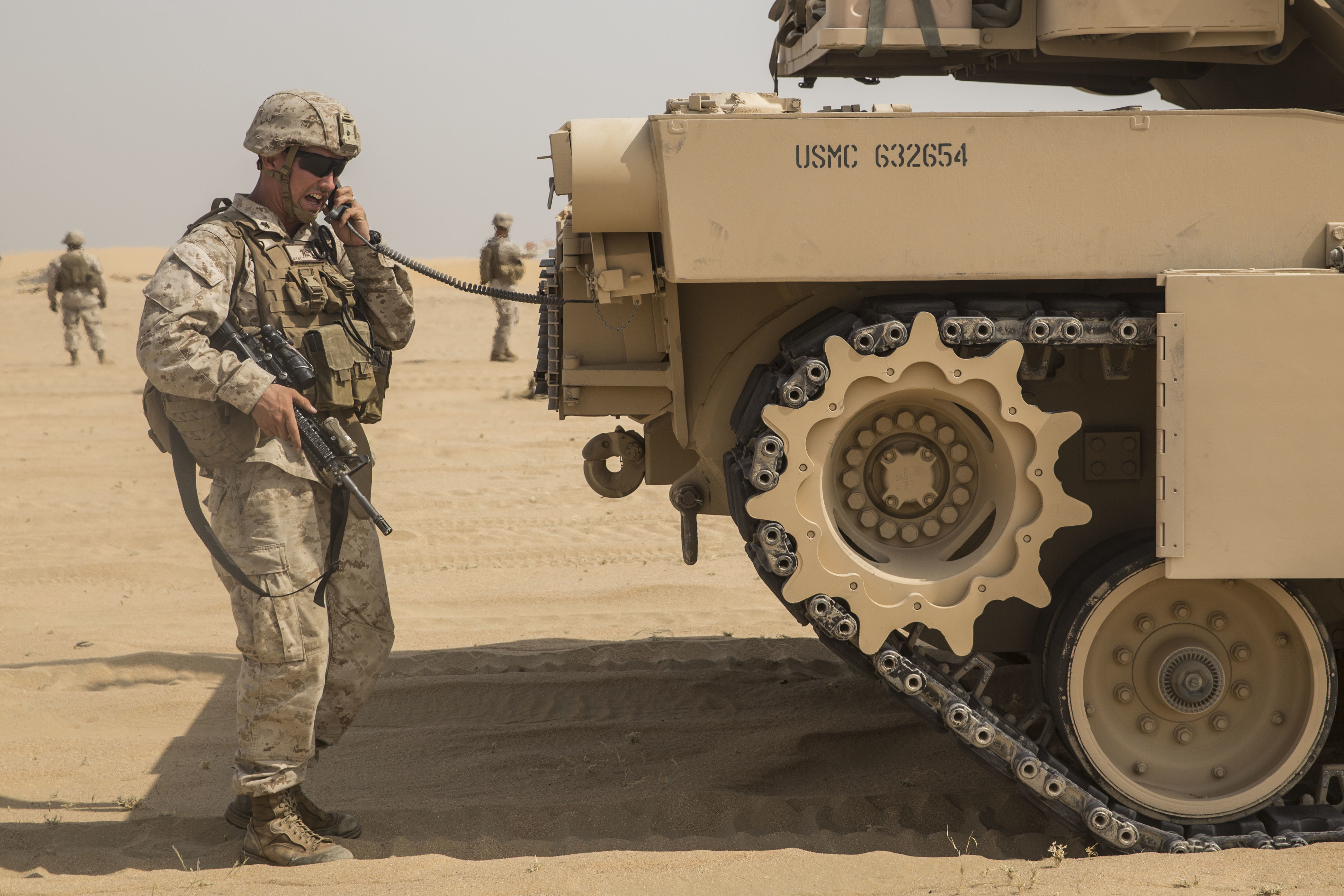
車外通話装置を使用する海兵隊員
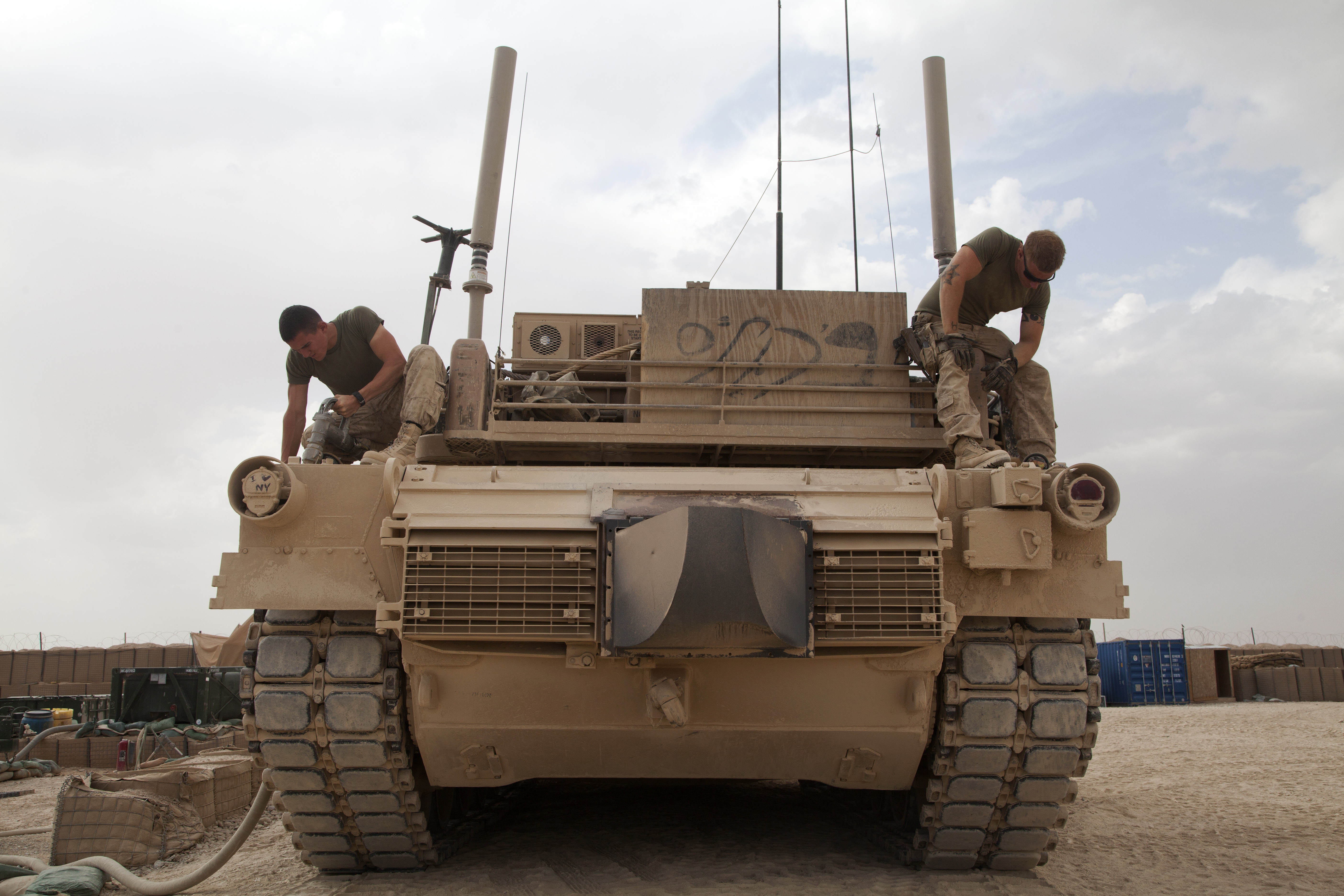
M1A1の車体後部。右側後部ランプの横の箱が車外通話装置。

渡渉用キット
一部の海兵隊のM1A1に装備される、車体上面左後部と、車体リアパネル中央部のエンジン給排気口に装着される煙突状の装備品。通常のM1戦車の潜水渡渉能力は約1.2メートル程度だが、渡渉用キットの装着により水深2メートル程度まで渡渉能力が向上する。

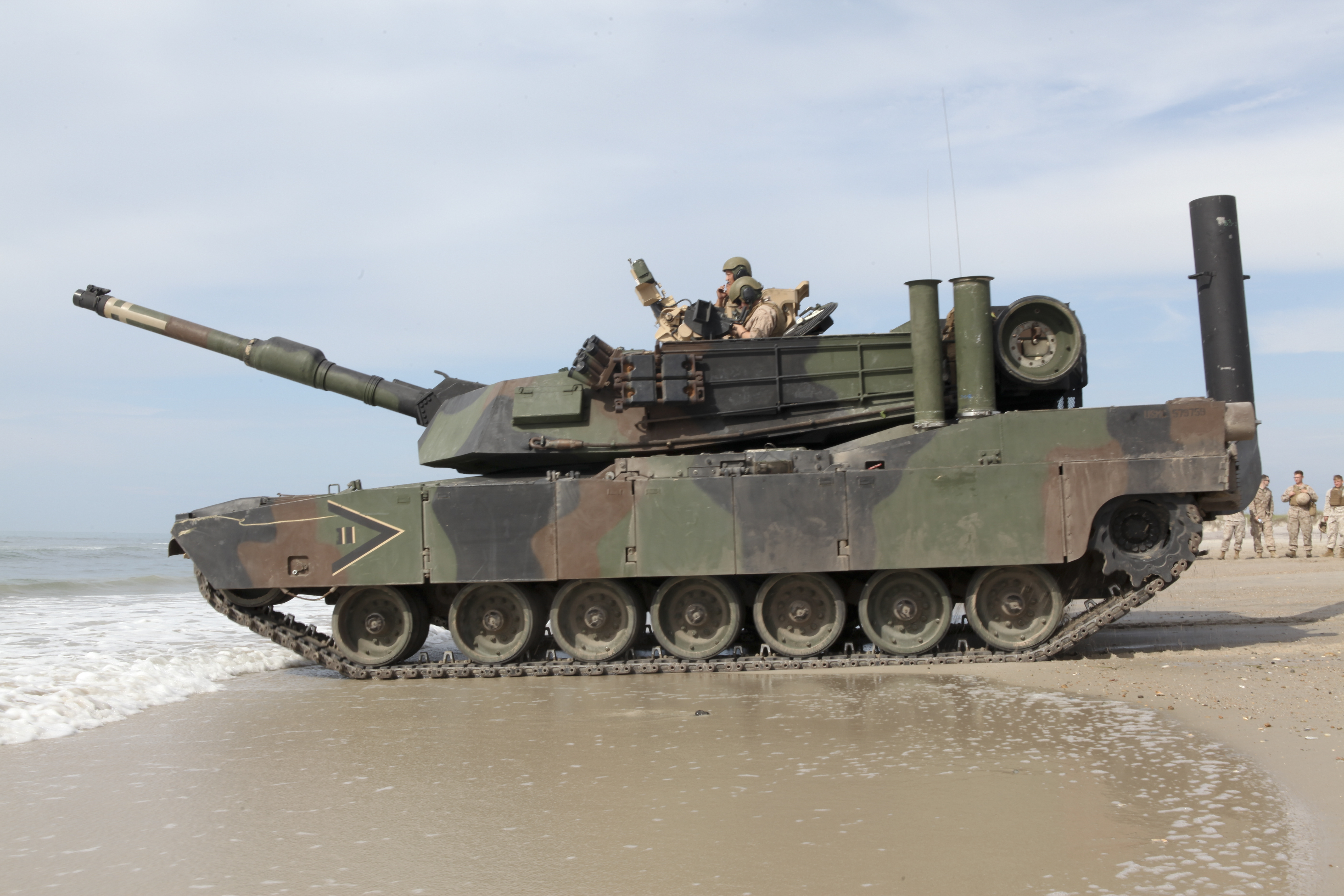
渡渉用キットを装着した海兵隊のM1A1（側方）
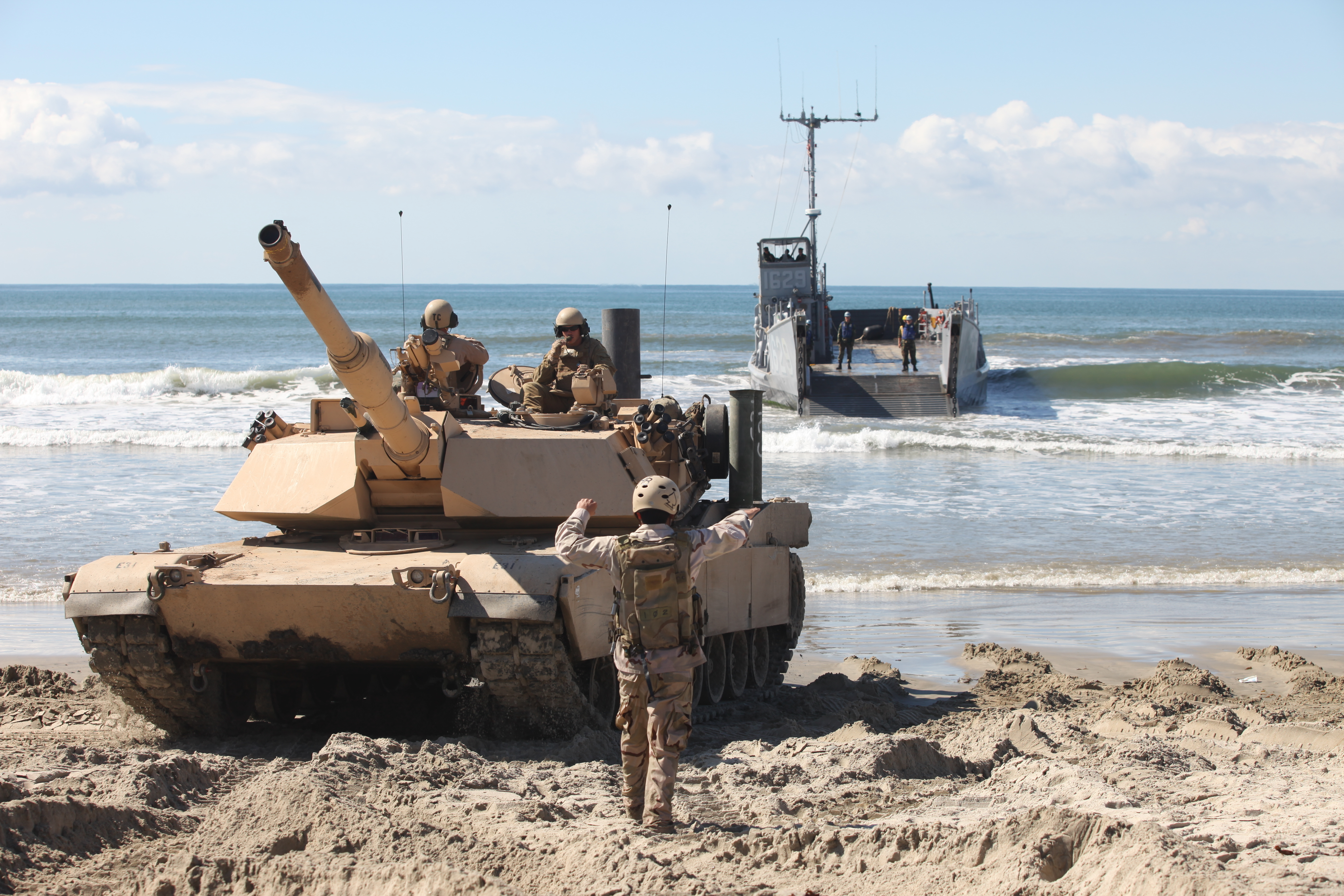
渡渉用キットを装着した海兵隊のM1A1（前方）

ドーザーブレード（排土板）
M1 エイブラムス用のドーザーブレードは採用されていなかったが、2010年頃以降の海兵隊のM1A1に、ドーザーブレードを装備している車両が見られるようになった。形状はイギリス軍のチャレンジャー2用の物に類似しており、流用品だと考えられる。

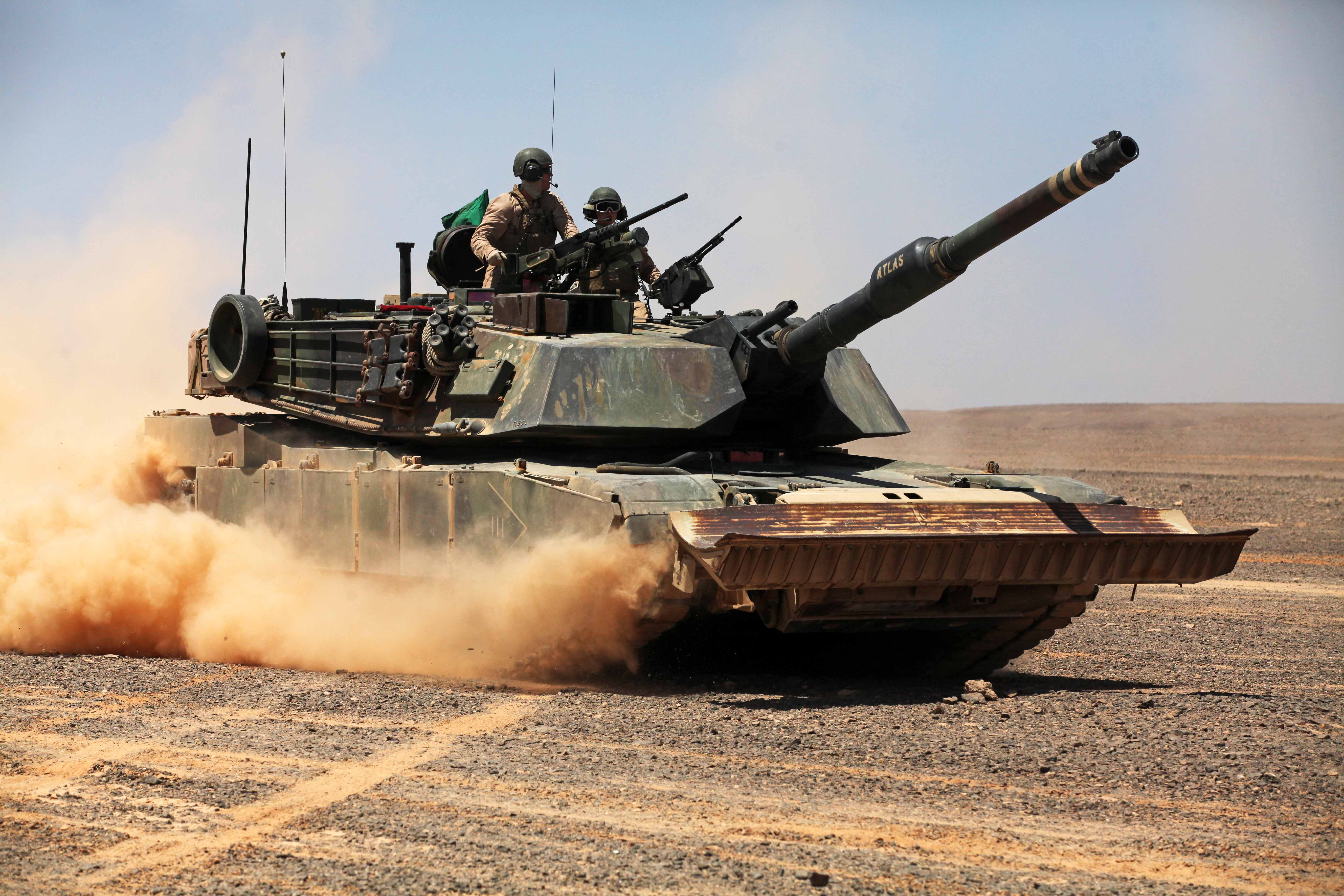
ドーザーブレードを装備した海兵隊のM1A1
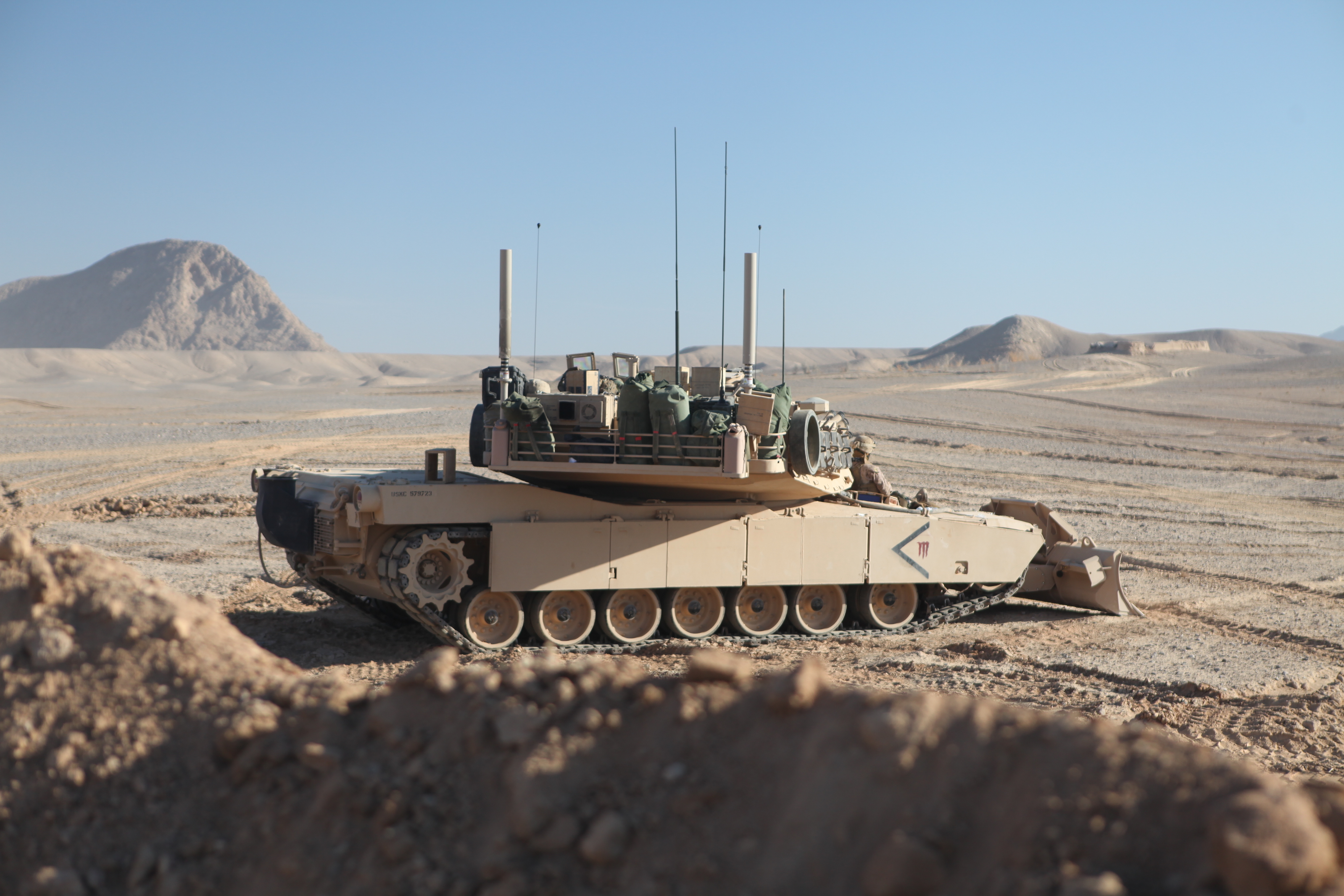
ドーザーブレードを下ろした状態のM1A1

APS（アクティブ防護システム）
対戦車ミサイルをハードキルすることによって防護するための装備。2016年からアメリカ海兵隊がイスラエル製のトロフィーAPSを試験運用しており、ヨーロッパに展開するアメリカ陸軍の車両にも順次、搭載を拡大していく予定である。

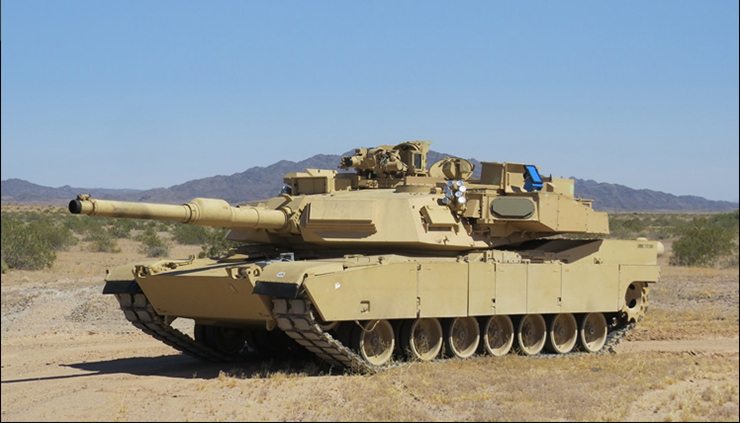
トロフィーAPSを装備した海兵隊のM1A1

### 乗員
M1 エイブラムスには4名の乗員が搭乗する。開発当時は自動装填装置の搭載も可能とされていたが、乗員の減少に伴う負担増加が懸念されたことから採用が見送られた。
車長は、砲塔の右後方で砲塔上から周囲警戒したり車内から画像によって索敵を行い、攻撃目標を砲手に指示する。砲手は、砲塔の右側で車長の足元前方に座り、戦闘中はほとんど移動しない。
装填手は、砲塔の左側で比較的広い空間を占有し、装填以外にも車長を補佐して周囲警戒や無線通信を担当することもある。操縦士は、車体前方中央にある操縦席に、戦闘中は仰向けに近い姿勢で座り、操縦に専念する。操縦席は4名の中では最も狭い空間であるが、砲塔を180度後方へ向けた状態ならば砲塔内からアクセスが可能。
乗員は、耐火性能の高いつなぎを着用し、CVC ヘルメット、通信と騒音遮断用のヘッドセット、ゴーグルを頭部に装着する。また、ボディアーマーは、爆発時に発生した破片に対処するためにCVC アーマーを着用する場合が多かったが、現在ではより高性能なOTVやIOTVを着用している。

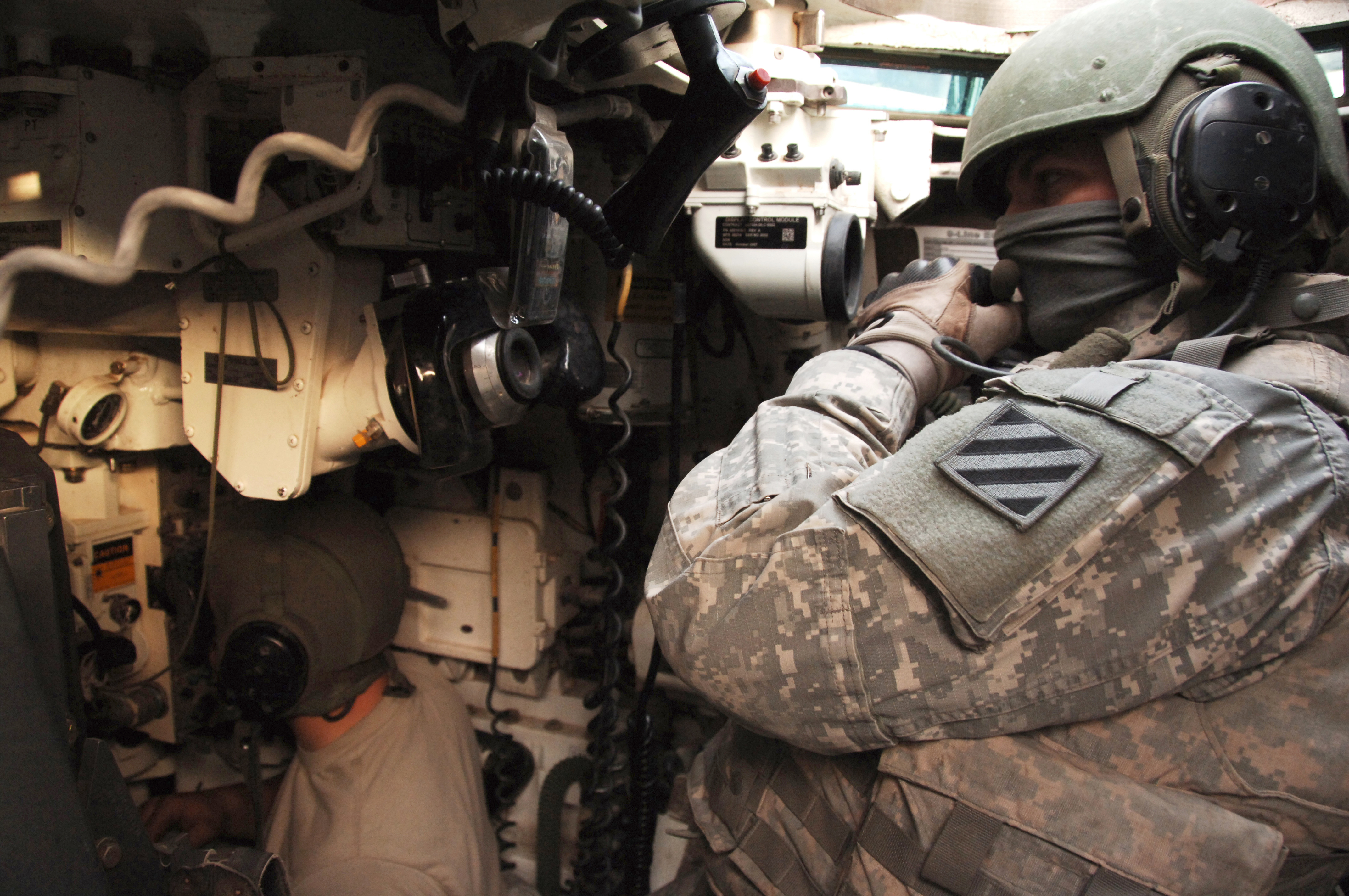
車長
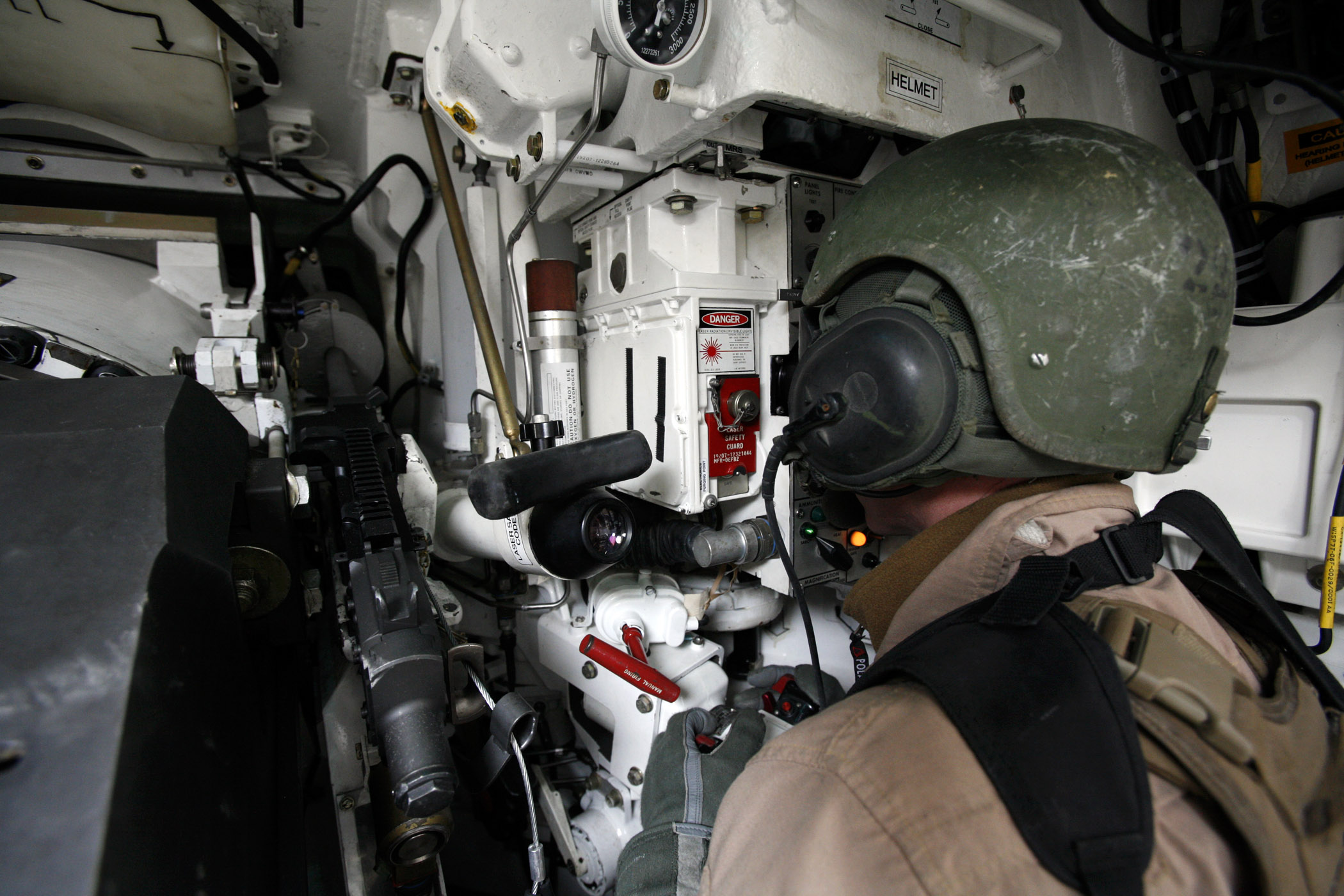
砲手
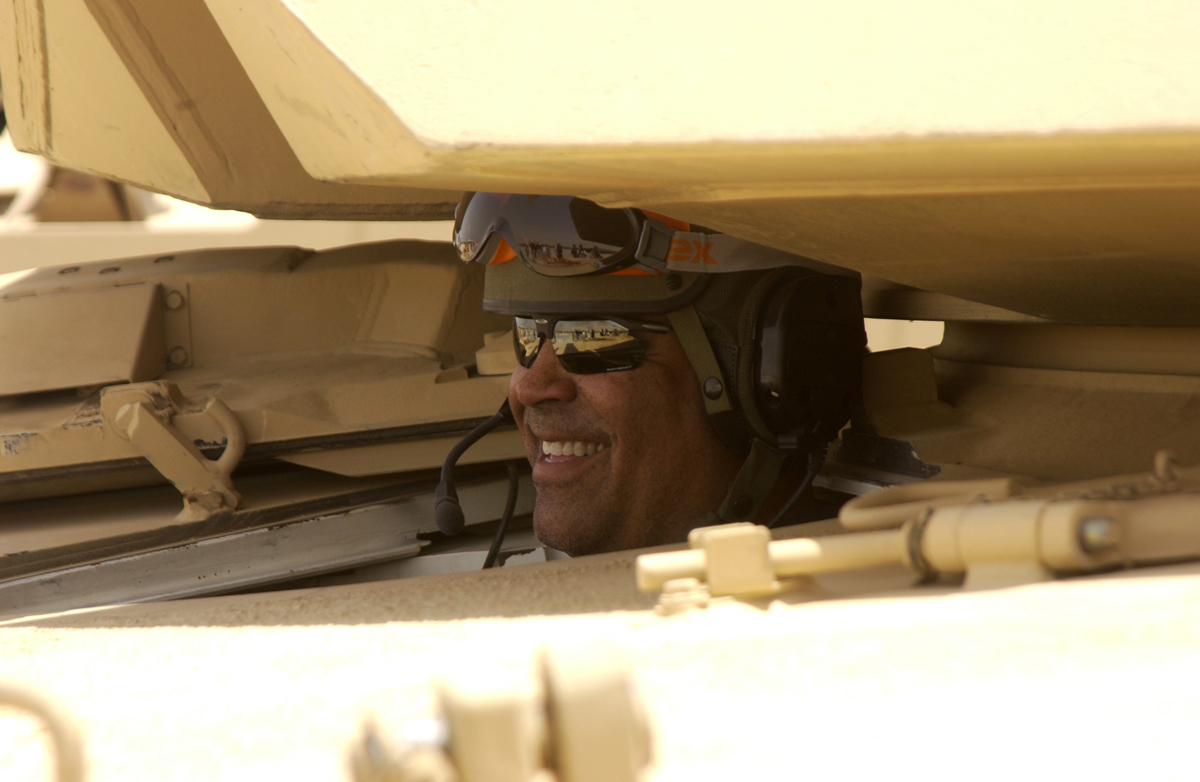
操縦士
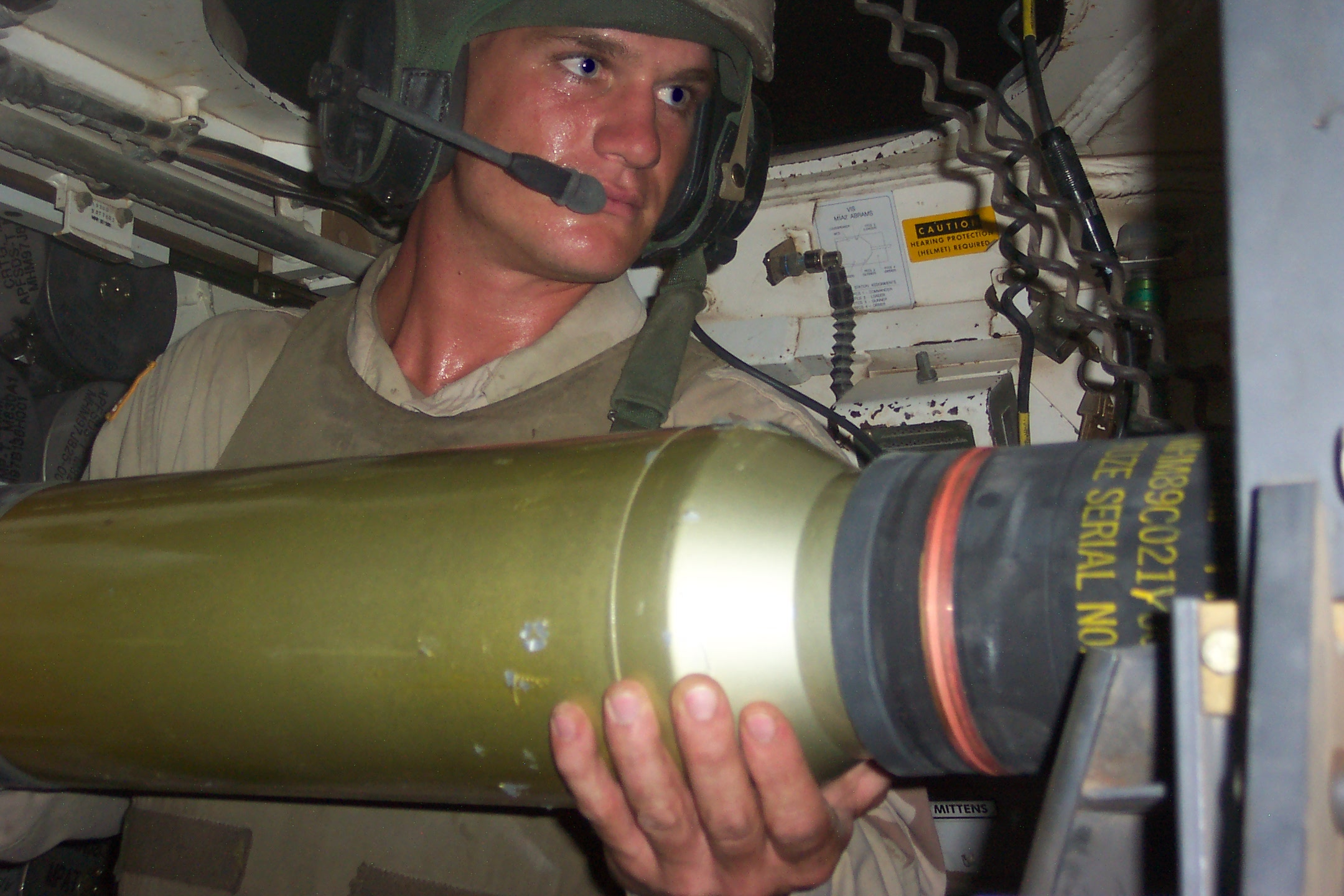
装填手

## 比較
M1A1(HA)とM1A2 SEPの重量に関しては、"General Dynamics Landsystems"社公式HP記載のショートトンからメートルトンに換算
|          | M1                                | M1A1                              | M1A1(HA)                          | M1A2                              | M1A2SEP                           |                   |        |        |
| 製造期間 | 1979年–1985年                     | 1985年–1987年                     | 1987年–1992年                     | －                                | －                                |                   |        |        |
| 全長     | 9.76 m                            | 9.83 m                            | 9.83 m                            | 9.83 m                            | 9.83 m                            | 9.83 m            |        |        |
| 全幅     | 3.66 m                            | 3.66 m                            | 3.66 m                            | 3.66 m                            | 3.66 m                            |                   |        |        |
| 全高     | 2.44 m                            | 2.44 m                            | 2.44 m                            | 2.37 m                            | 2.37 m                            | 2.37 m            | 2.37 m | 2.37 m |
| 最高速度 | 72 km/h                           | 72 km/h                           | 66.8 km/h                         | 66.8 km/h                         | 67.6 km/h                         |                   |        |        |
| 航続距離 | 495 km                            | 465 km                            | 479 km                            | 465 km                            | 426 km                            |                   |        |        |
| 重量     | 54.45 t                           | 57.15 t                           | 61.51 t                           | 62.10 t                           | 63.28 t                           |                   |        |        |
| 主砲     | 51口径105mmライフル砲             | 44口径120mm滑腔砲                 | 44口径120mm滑腔砲                 | 44口径120mm滑腔砲                 | 44口径120mm滑腔砲                 | 44口径120mm滑腔砲 |        |        |
| 乗員     | 4名（車長, 砲手, 操縦士, 装填手） | 4名（車長, 砲手, 操縦士, 装填手） | 4名（車長, 砲手, 操縦士, 装填手） | 4名（車長, 砲手, 操縦士, 装填手） | 4名（車長, 砲手, 操縦士, 装填手） |                   |        |        |

|          | ルクレール                        | チャレンジャー2                   | メルカバ Mk 4                                       | 99A式                              |
| -------- | --------------------------------- | --------------------------------- | --------------------------------------------------- | ---------------------------------- |
| 画像     |                                   |                                   |                                                     |                                    |
| 開発形態 | 新規                              | 改修                              | 改修                                                | 改修                               |
| 全長     | 9.87 m                            | 11.55 m                           | 9.04 m                                              | 11 m（推定）                       |
| 全幅     | 3.71 m                            | 3.53 m                            | 3.72 m                                              | 3.70 m（推定）                     |
| 全高     | 2.92 m                            | 3.04 m                            | 2.66 m                                              | 2.35 m（推定）                     |
| 重量     | 約56.5 t                          | 約62.5 t                          | 約65 t                                              | 約55 t（推定）                     |
| 主砲     | 52口径120mm滑腔砲                 | 55口径120mmライフル砲             | 44口径120mm滑腔砲                                   | 50口径125mm滑腔砲                  |
| 副武装   | 12.7mm重機関銃×1 7.62mm機関銃×1   | 7.62mm機関銃×1 7.62mm機関銃×1     | 12.7mm重機関銃×1 7.62mm機銃×2 60mm迫撃砲×1          | 12.7mm重機関銃×1 7.62mm機関銃×1    |
| 装甲     | 複合                              | 複合+爆発反応+増加                | 複合+増加 （外装式モジュール）                      | 複合+爆発反応 （外装式モジュール） |
| エンジン | V型8気筒ディーゼル + ガスタービン | 水冷4サイクル V型12気筒ディーゼル | 液冷4サイクルV型12気筒 ターボチャージド・ディーゼル | 水冷4サイクル V型12気筒ディーゼル  |
| 最大出力 | 1,500 hp/2,500 rpm                | 1,200 hp/2,300 rpm                | 1,500 hp                                            | 1,500 hp/2,450 rpm                 |
| 最高速度 | 72 km/h                           | 59 km/h                           | 64 km/h                                             | 80 km/h                            |
| 乗員数   | 3名                               | 4名                               | 4名                                                 | 3名                                |
| 装填方式 | 自動                              | 手動                              | 手動                                                | 自動                               |
| C4I      | SIT                               | BGBMS                             | BMS                                                 | 搭載（名称不明）                   |

|          | 10式                             | K2                                                  | T-14                                      | M1A2 SEPV2                            | レオパルト2A7                                       |
| -------- | -------------------------------- | --------------------------------------------------- | ----------------------------------------- | ------------------------------------- | --------------------------------------------------- |
| 画像     |                                  |                                                     |                                           |                                       |                                                     |
| 開発形態 | 新規                             | 新規                                                | 新規                                      | 改修                                  | 改修                                                |
| 全長     | 9.42 m                           | 10.8 m                                              | 10.8 m                                    | 9.83 m                                | 10.93 m                                             |
| 全幅     | 3.24 m                           | 3.60 m                                              | 3.50 m                                    | 3.66 m                                | 3.74 m                                              |
| 全高     | 2.30 m                           | 2.40 m                                              | 3.30 m                                    | 2.37 m                                | 3.03 m                                              |
| 重量     | 約44 t                           | 約55 t                                              | 約55 t                                    | 約63.28 t                             | 約67 t                                              |
| 主砲     | 44口径120mm滑腔砲                | 55口径120mm滑腔砲                                   | 56口径125mm滑腔砲                         | 44口径120mm滑腔砲                     | 55口径120mm滑腔砲                                   |
| 副武装   | 12.7mm重機関銃×1 7.62mm機関銃×1  | 12.7mm重機関銃×1 7.62mm機銃×1                       | 12.7mm重機関銃×1 7.62mm機関銃×1           | 12.7mm重機関銃×1 7.62mm機関銃×1 RWS×1 | 7.62mm機関銃×2                                      |
| 装甲     | 複合+増加 （外装式モジュール）   | 複合+爆発反応 （モジュール式）                      | 複合+爆発反応+ケージ （外装式モジュール） | 複合+増加                             | 複合+増加                                           |
| エンジン | 水冷4サイクル V型8気筒ディーゼル | 液冷4サイクルV型12気筒 ターボチャージド・ディーゼル | 空冷ディーゼル                            | ガスタービン                          | 液冷4サイクルV型12気筒 ターボチャージド・ディーゼル |
| 最大出力 | 1,200 ps/2,300 rpm               | 1,500 hp/2,700 rpm                                  | 1,500 hp/2,000 rpm                        | 1,500 hp/3,000 rpm                    | 1,500 ps/2,600 rpm                                  |
| 最高速度 | 70 km/h                          | 70 km/h                                             | 80–90 km/h                                | 67.6 km/h                             | 68 km/h                                             |
| 乗員数   | 3名                              | 3名                                                 | 3名                                       | 4名                                   | 4名                                                 |
| 装填方式 | 自動                             | 自動                                                | 自動                                      | 手動                                  | 手動                                                |
| C4I      | ReCS・10NW                       | B2CS                                                | YeSU TZ                                   | FBCB2                                 | IFIS                                                |

## 実戦投入
M1A1は、1991年の湾岸戦争において初めて戦場に投入され、サウジアラビアに展開した。M1A1は、イラク軍が配備していたソ連製のT-55、T-62、T-72といった旧式戦車に比べて性能で大幅に勝り、敵側の射程を上回る3,000m以上の遠距離からアウトレンジ攻撃することができた。そのため、あまり反撃を受けず、M1A1の損害は十数両といわれている。しかし、激しく砂塵の舞う砂漠の戦いで熱映像装置（サーマルサイト）が十分動作しなかったために同士討ちが多発した。湾岸戦争時の十数両の損害の半数は同士討ちによるものといわれている。
この反省から、コソボ紛争以降に投入されるM1A1/A2にはCIP（敵味方識別パネル）と呼ばれる装備が導入された。
湾岸戦争においては、ユーフラテス河畔に進撃途中であったアメリカ陸軍第24歩兵師団所属の1両のM1A1が、雨でぬかるんだ泥穴にはまって味方部隊から落伍し、移動不能な状態で3両編制のT-72部隊に遭遇、被弾しながらも勝利した事例があるとされる。
この戦闘では、T-72の125mm滑腔砲による成形炸薬弾がM1A1の砲塔正面に命中したが、重大な損傷とならず、M1A1が反撃で放ったAPFSDSは、砲撃してきたT-72の装甲を貫通、内部の砲弾を誘爆させ砲塔を吹き飛ばした。この時に加えられた別のT-72による砲撃も、M1A1の装甲を貫通できず、前進を中止し逃走したこの車両も、M1A1から機関室へ攻撃を受け、エンジンを破壊された。
この時、最後の1両のT-72は前進を続行しており、M1A1との距離を400mまで詰めて鋼鉄弾芯の徹甲弾を発射、M1A1の砲塔へ命中させたが、M1A1は防弾鋼板を窪ませただけだった。
このT-72は逃走せず砂丘の陰に隠れたが、M1A1は熱線映像装置により、砂丘上空にT-72のエンジンから発せられる高温の排気ガスを発見し、これをもとに砂丘越しに砲撃を行い、T-72を撃破した。この出来事は真偽不明とされるが、トム・クランシーの「Armored Cav」などの文献で紹介された。
この戦闘の後にやって来た回収部隊は、2両のM88装甲回収車で引きあげようとしたが、引き上げられなかったため、最新戦車が敵に鹵獲されないよう、別のM1A1による破壊が命令された。
2発の120mm砲弾が発射されたが、これは、一番頑丈な砲塔正面に命中したため、跳ね返されてしまった。3度目は装甲が比較的薄い後部を攻撃し貫通、砲塔内の弾薬庫を誘爆させることに成功したが、設計どおりに砲塔上面のブローオフパネルが吹き飛んで爆炎は車外に放出され、同時に自動消火システムが作動したため、乗員区画の破壊にも失敗した。
破壊は断念され、この車両は3両目の回収車の到着により引き上げられた。内部を調査した結果、照準装置は損傷していたものの、まだ主砲の射撃は可能であったことから、M1A1は主砲を装甲の方が上回ったということになる。その後、砲塔を付け替え、同車は再び戦場に復帰したとされる。
2003年のイラク戦争にも投入され、初期の正規戦では一定の戦果を上げたが、占領統治後の非正規戦では至近上方からラジエーターグリルなどの脆弱箇所を狙う武装勢力の対戦車擲弾発射器などによる攻撃や、対戦車地雷、IEDなどによる被害が目立った。とくにIEDは、炸薬量に上限が無いため、さしものM1も砲塔部を吹き飛ばされるなど大きな被害を受けている。これらの戦訓も考慮されて、前述の TUSK（Tank Urban Survival Kit）が開発され、実運用されることとなった。
2009年頃には、海兵隊がM1A1をアフガニスタンのヘルマンド州に派遣したことで再度実戦投入された。これらの車両にはERAブロックこそ装備されていなかったものの、対地雷用の底部装甲（ベリーアーマー）、対IED用のDUKEアンテナ、機銃シールドなど、TUSKの装備が追加されていた。
2023年9月にはアメリカがロシアによる侵略戦争を戦うウクライナに供与したが、両数は明らかにされていない。
ウクライナの戦場情報を公開している「NOELREPORTS（ノエルレポート）」は2024年2月4日、公式Xにおいて、ウクライナ軍第47独立機械化旅団所属のM1A1「エイブラムス」戦車がウクライナ東部ドネツクの最大の激戦地であるアヴディイウカの戦線の近くに出現したと発表した。
ウクライナ軍はM1A1を装備する第47独立機械化旅団をアウディイウカ戦線へ投入し、その内の何両かがロシア軍によって撃破されている。破壊された一部はモスクワへ輸送され展示されている。

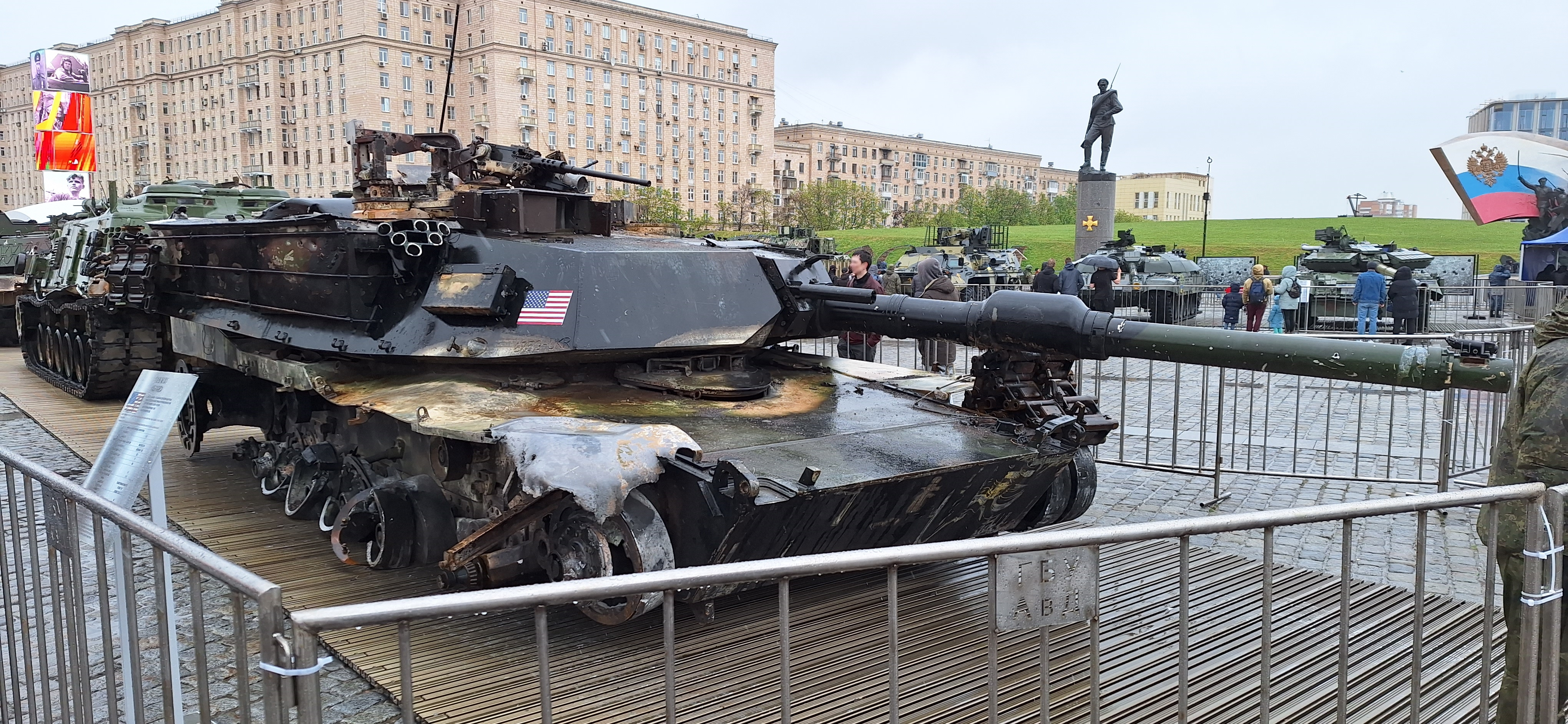
モスクワで展示される撃破されたウクライナ軍のM1A1
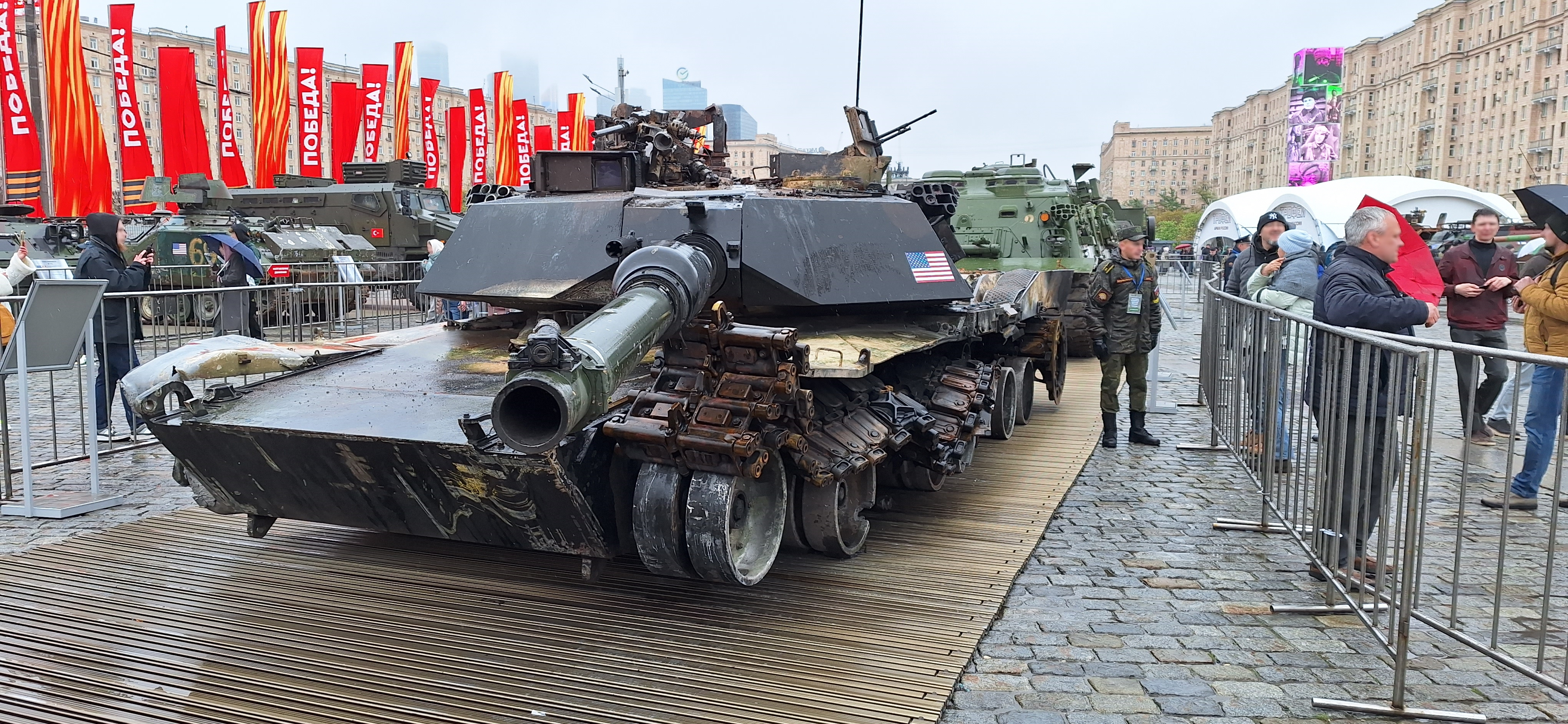
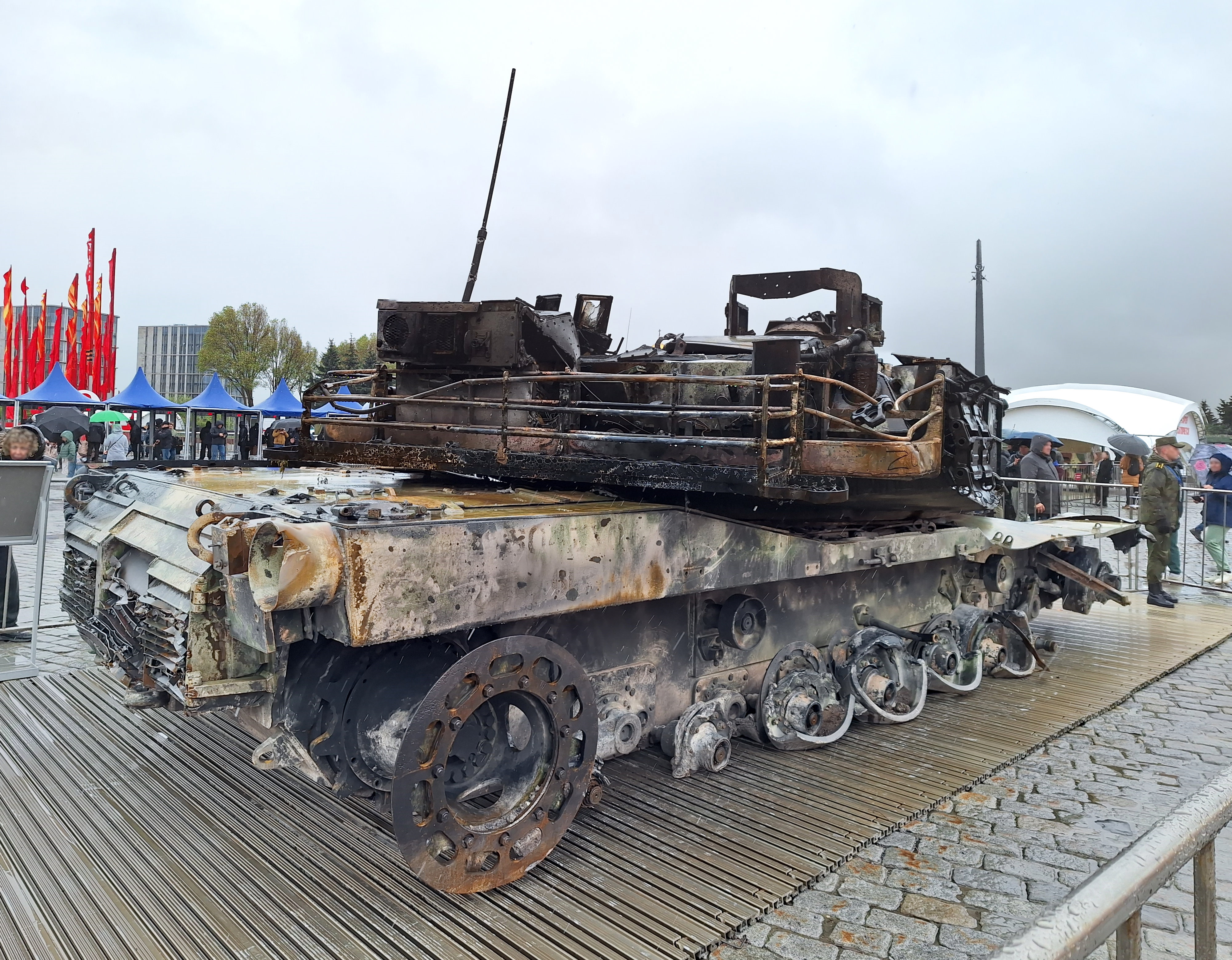

主砲弾や一部の装甲に使用されている劣化ウランは、戦地から帰還した将兵の間に発生した「湾岸戦争症候群」「バルカン症候群」と呼ばれる病気の原因物質ではないかと一部で疑われているが、因果関係ははっきりしない。またシリア内戦ではイラク軍に提供された多数が対戦車ミサイルに破壊されたり、ISILに鹵獲されている。

## 形式

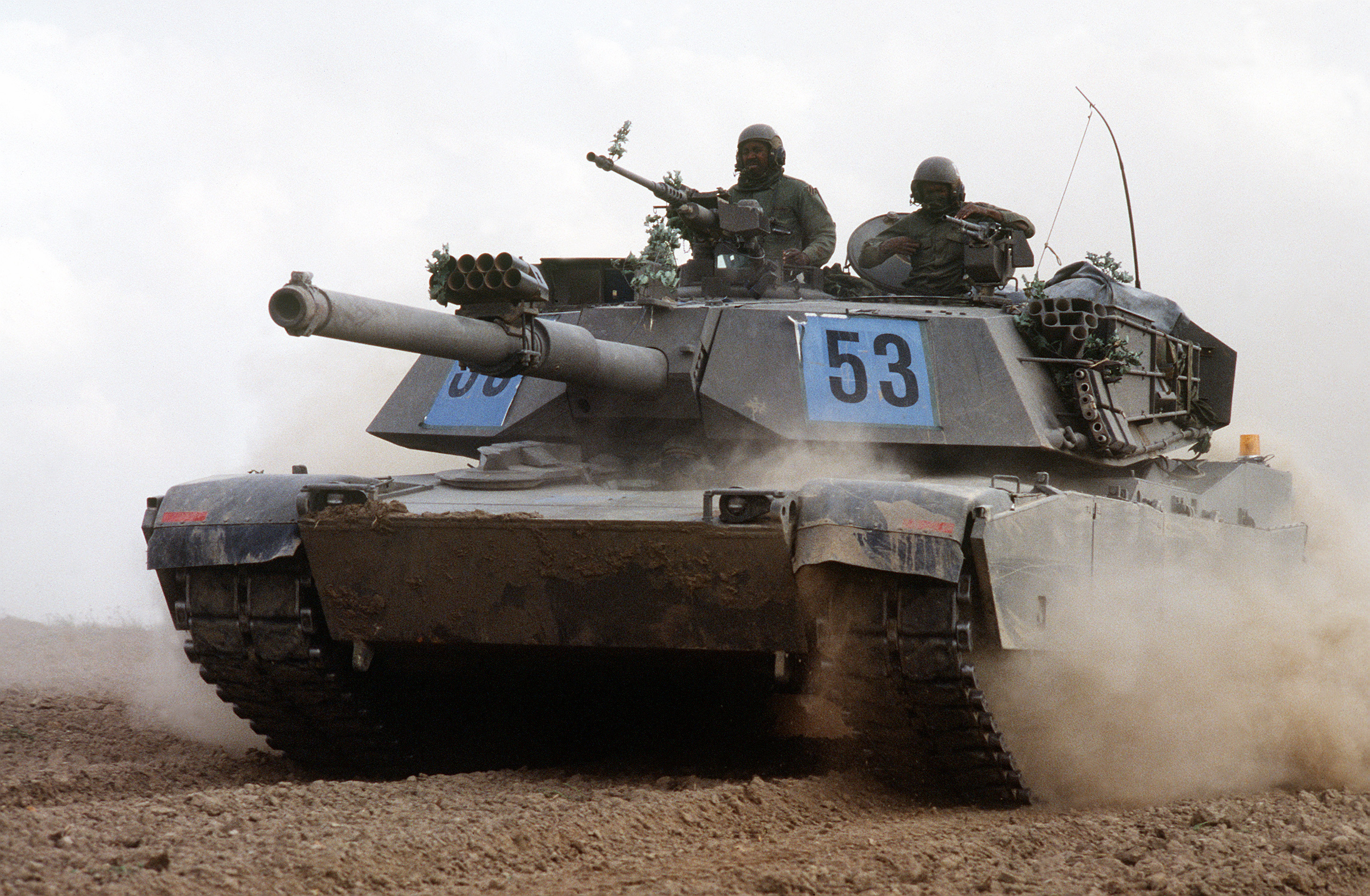
105mm砲を搭載するM1

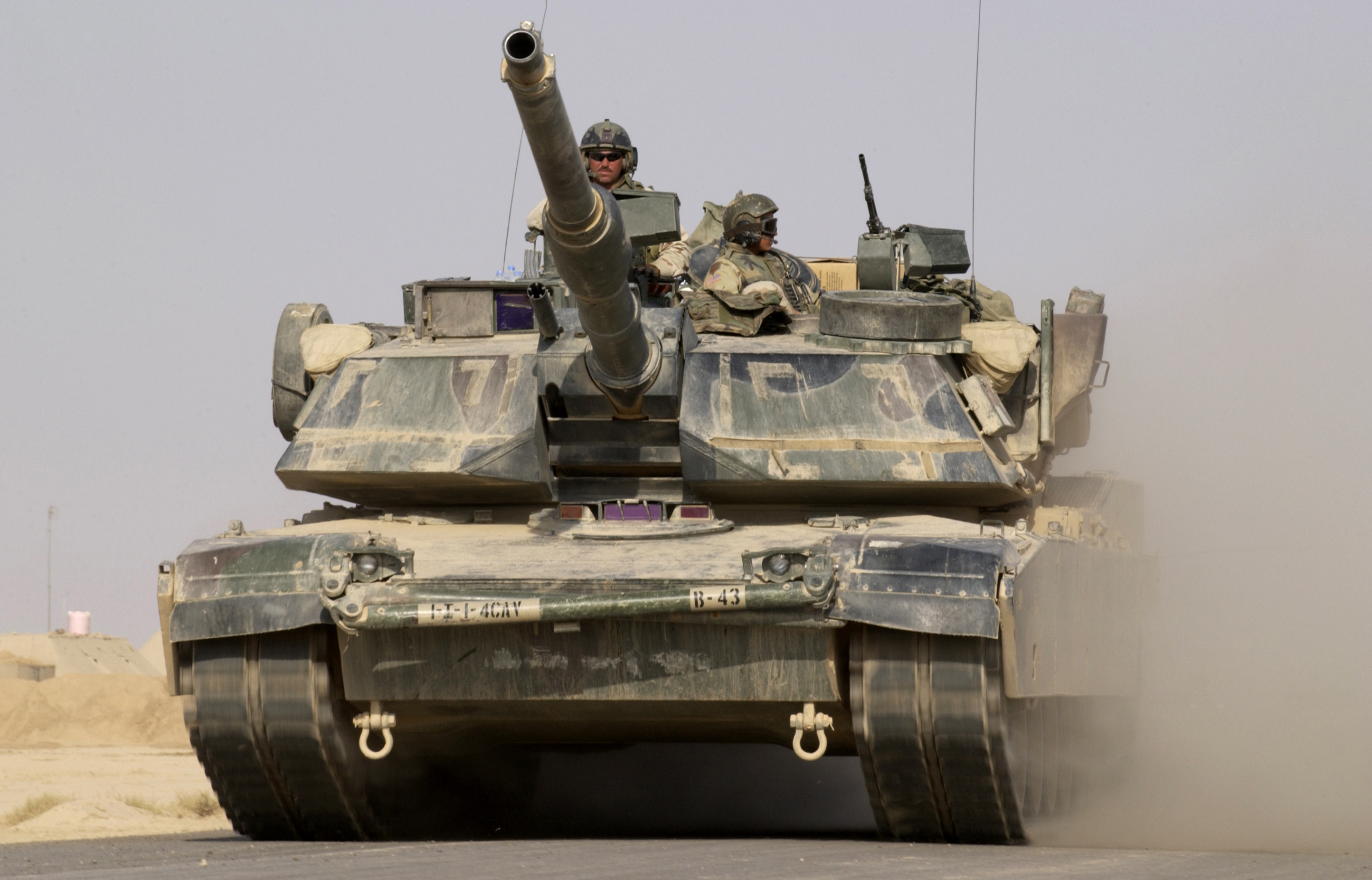
M1A1

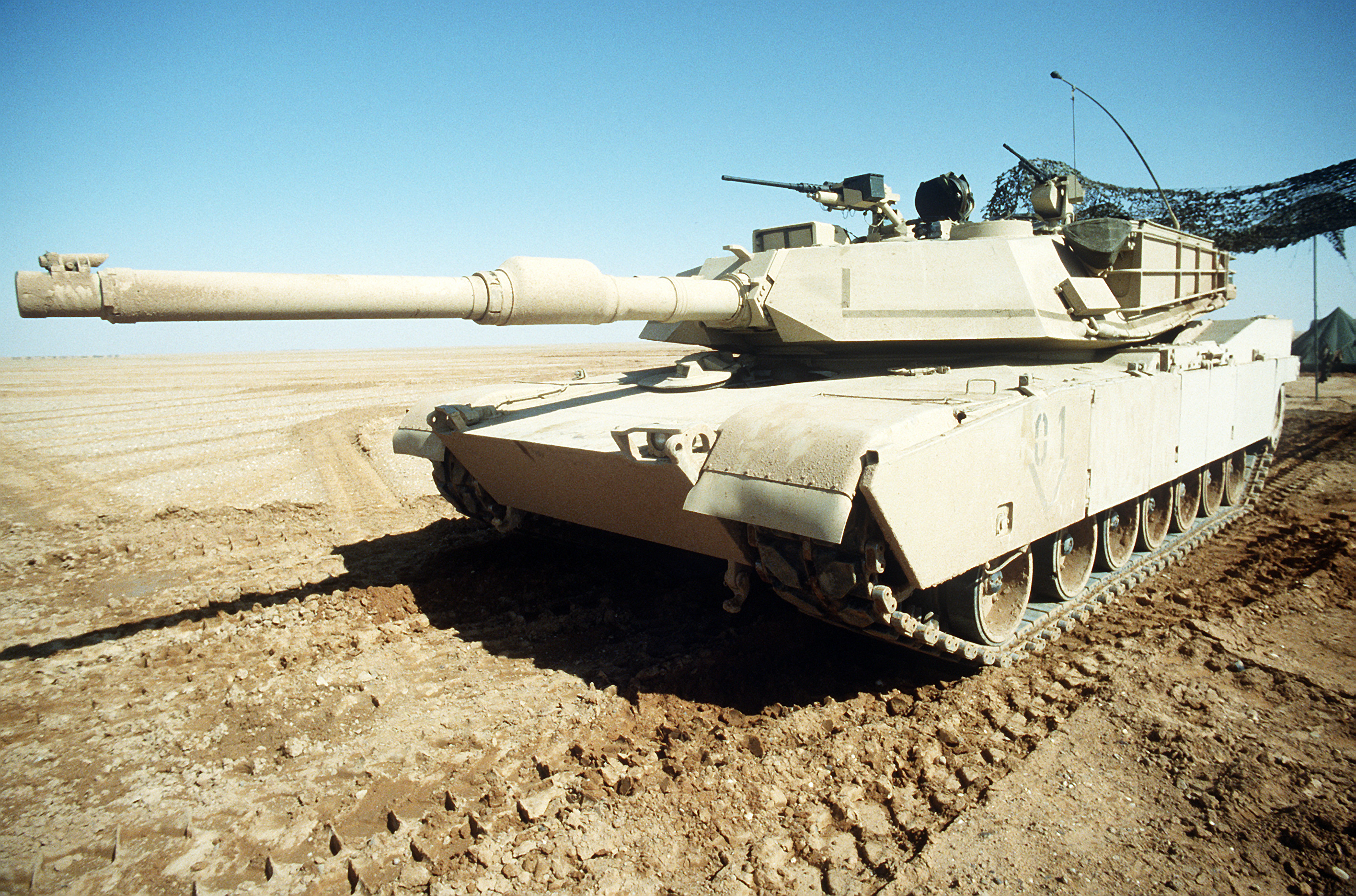
M1A1HA

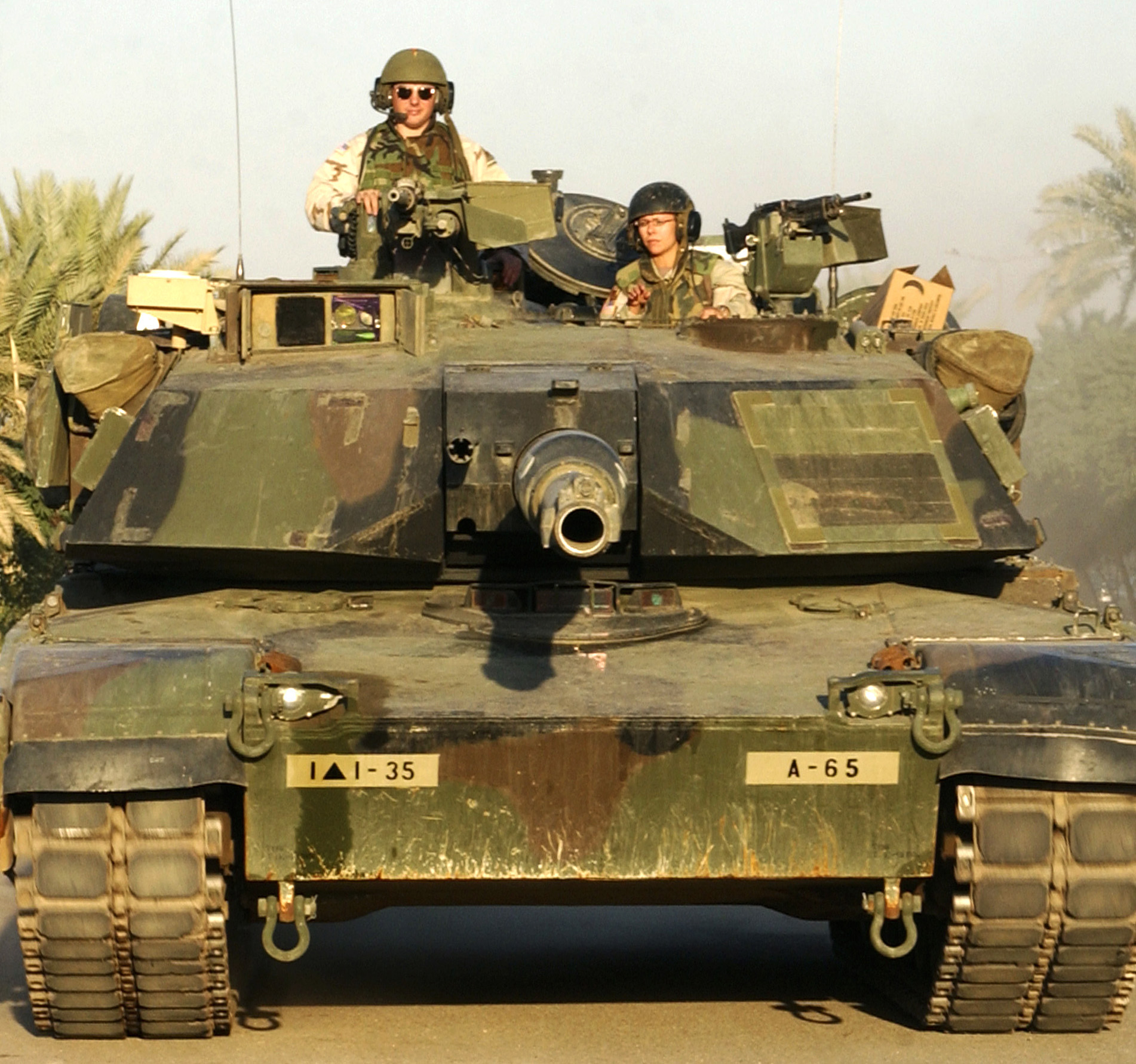
M1A1AIMV1

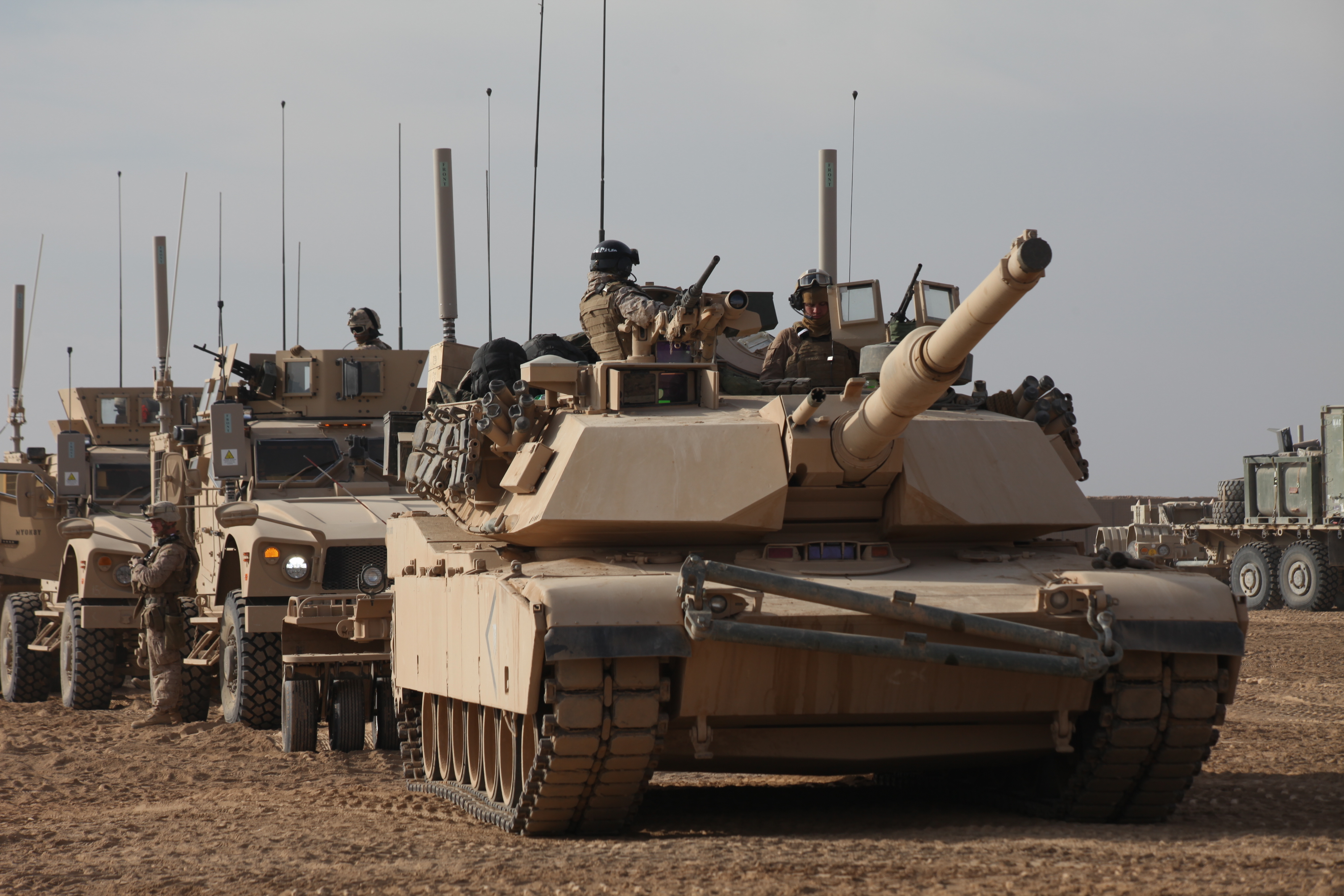
M1A1FEP（アフガン派遣車両）

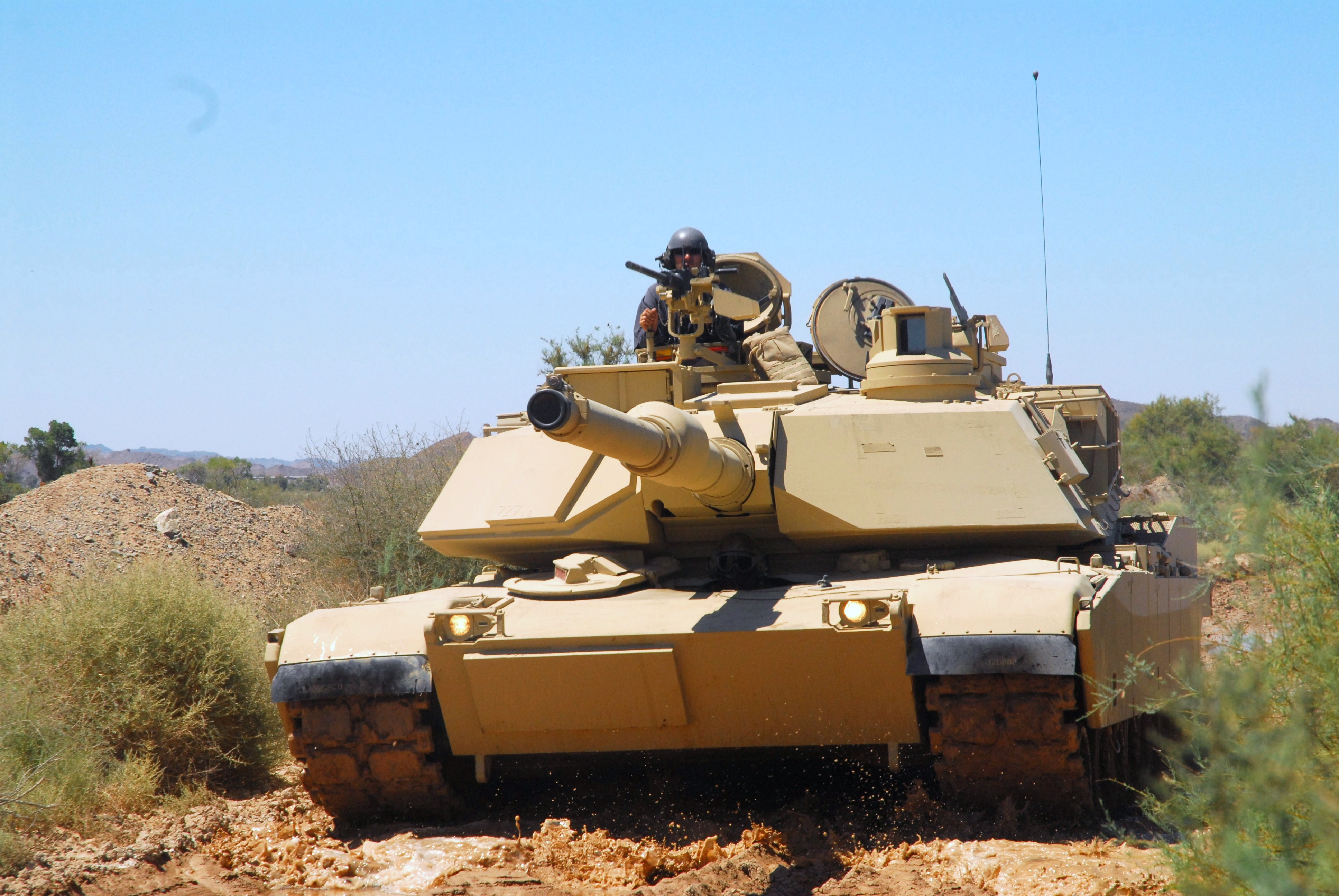
M1A2

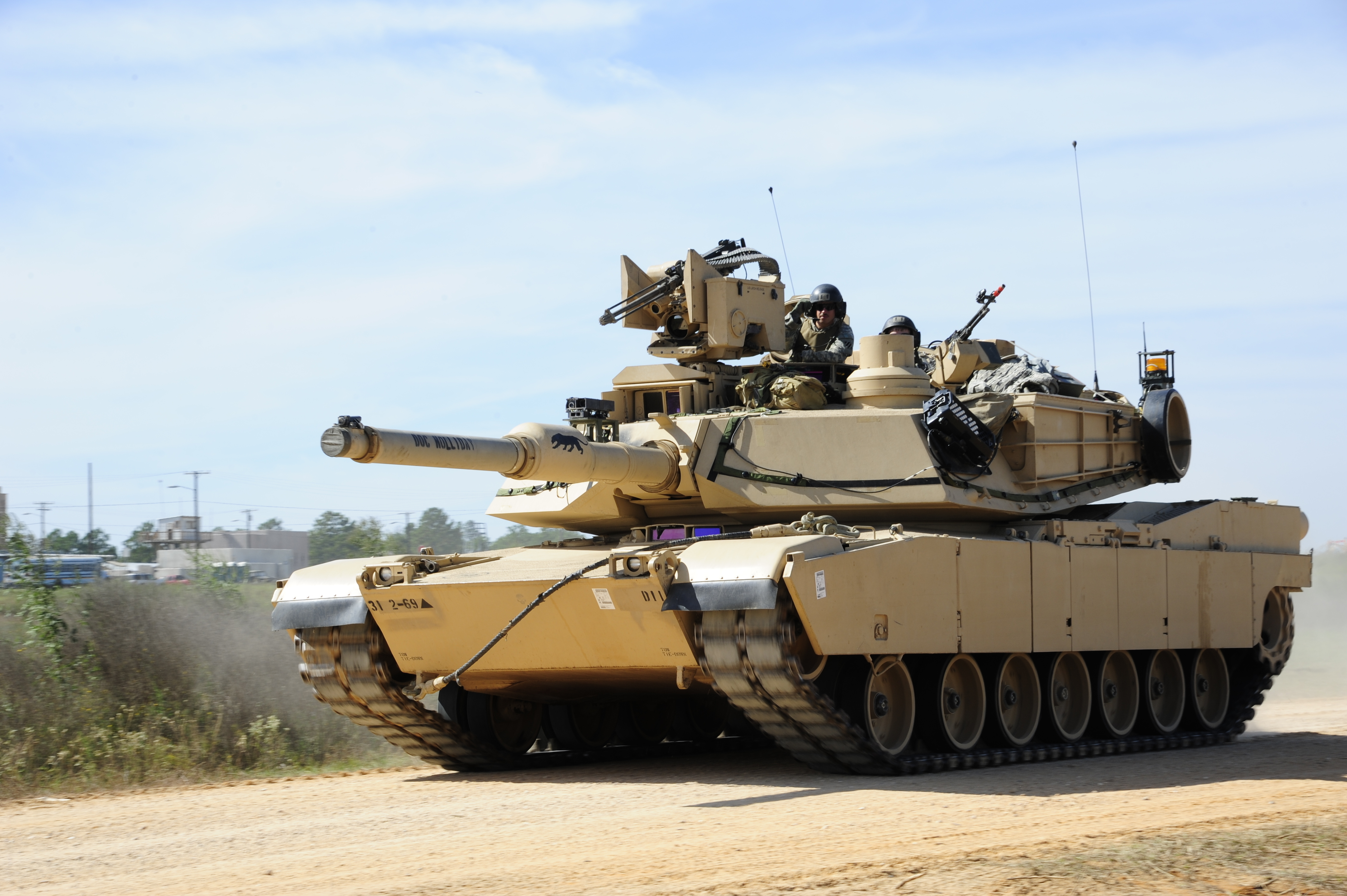
M1A2 SEPV2

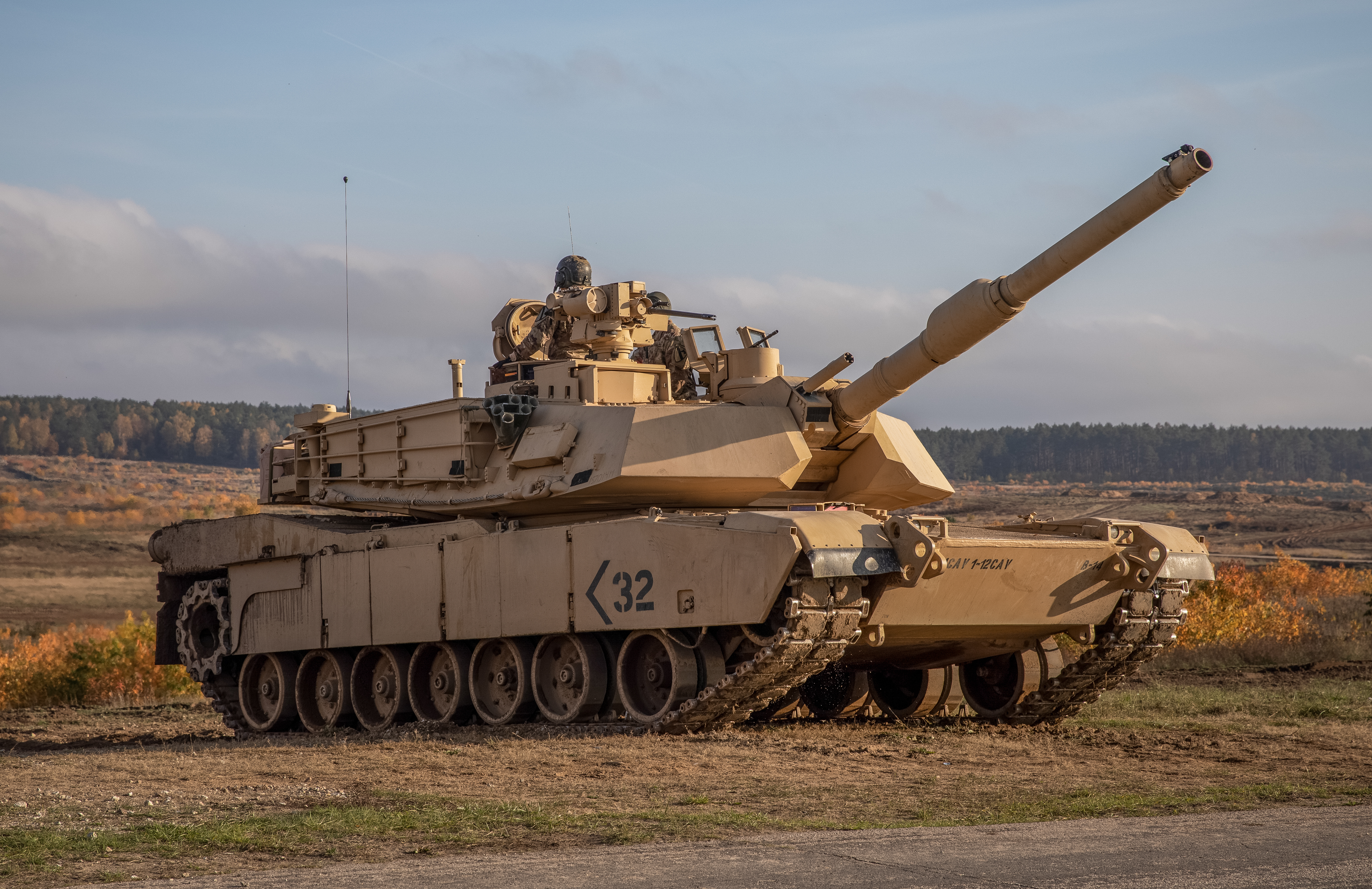
M1A2 SEPV3

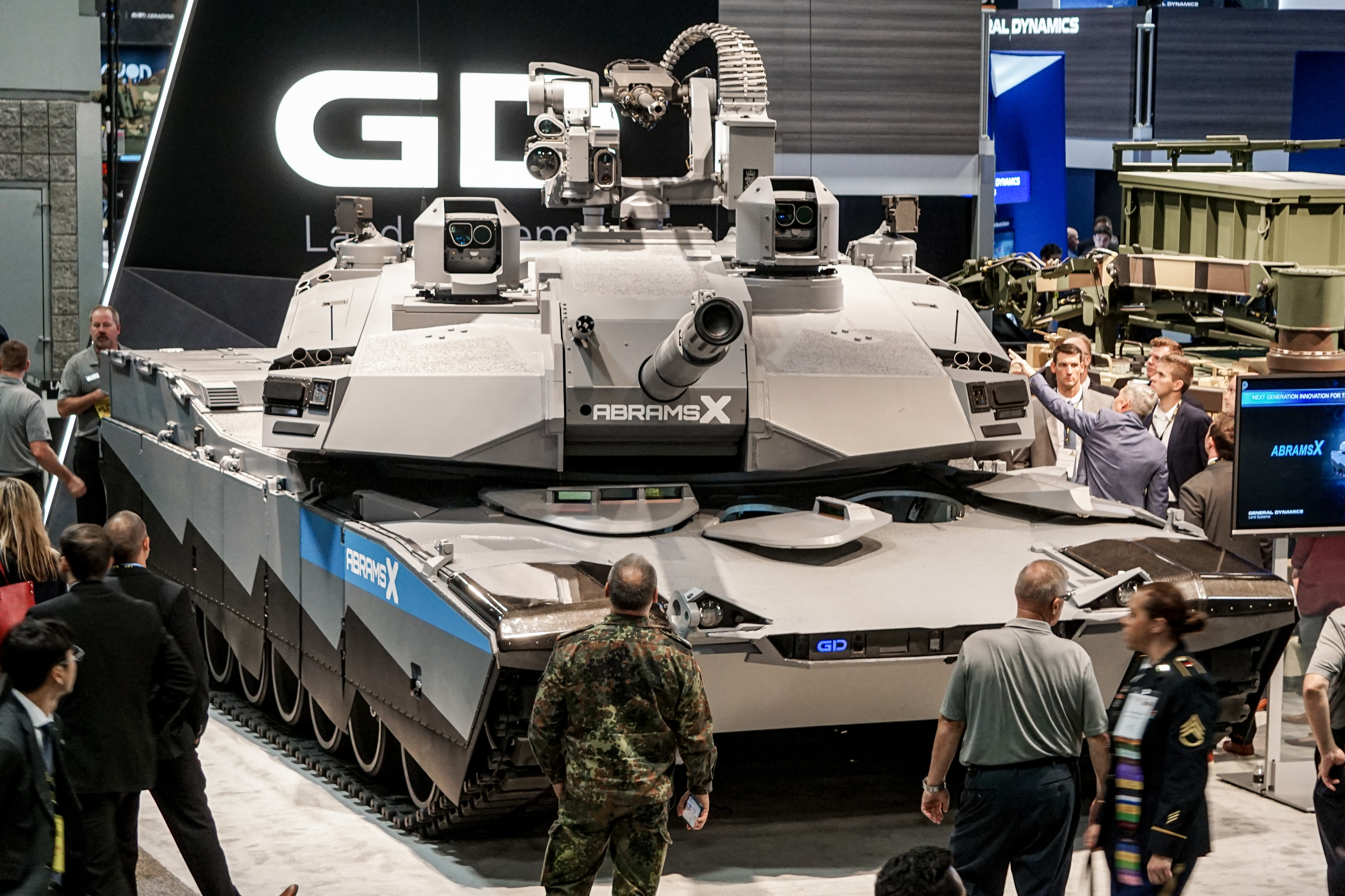
エイブラムスX

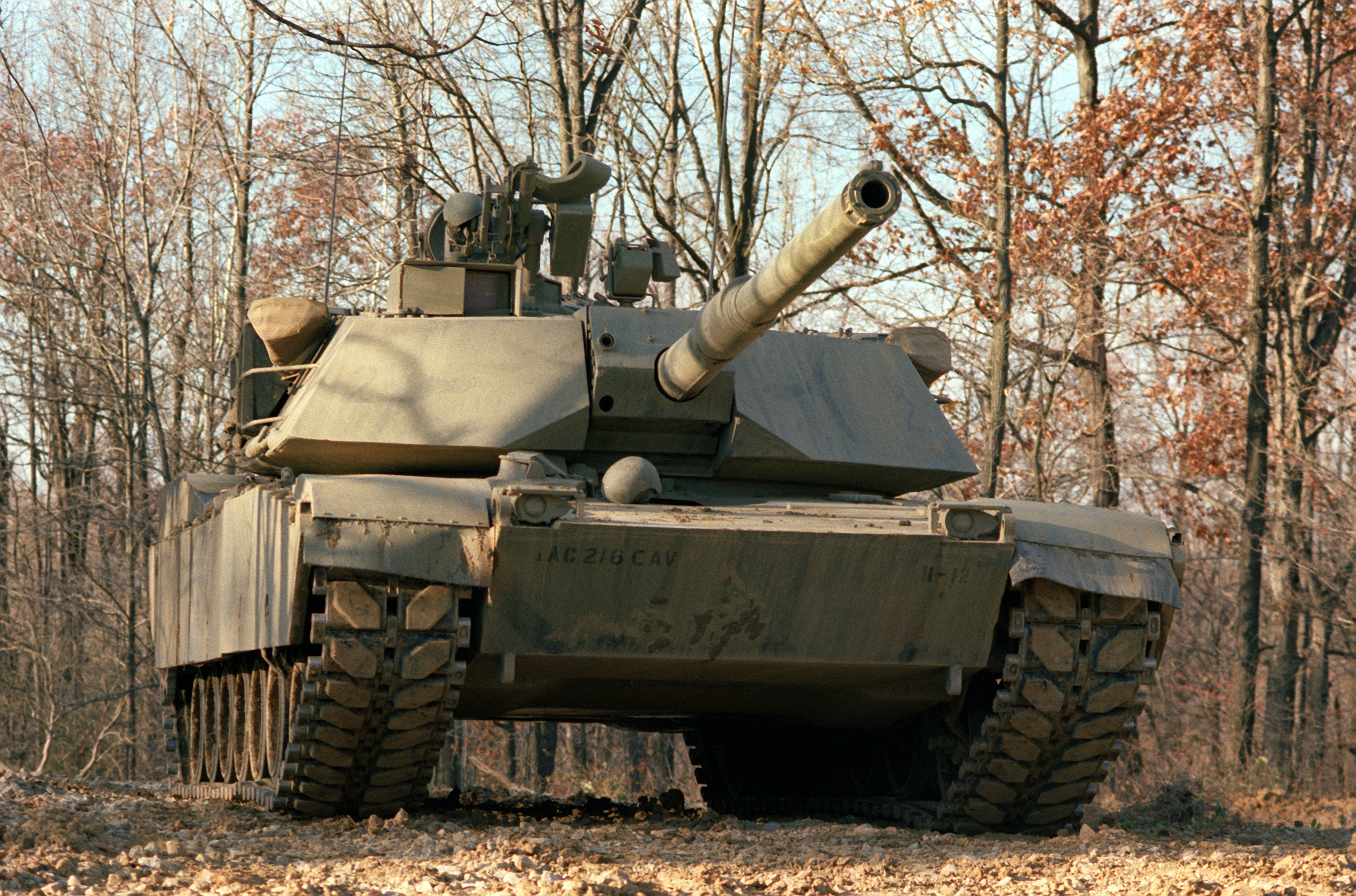
XM1
中止されたMBT-70計画の後継として開発されたM1の試作車。初期はXM815と呼ばれたが、XM1と改名して計画が進められた。
M1
基本型。51口径105mm ライフル砲M68A1を搭載。
M1IP/IPM1 (Improved Performance：能力向上型)
M1の改良型。主に主砲基部・変速機・サスペンション・ショックアブソーバーの改良が行われた。
M1A1
44口径120mm滑腔砲M256を搭載し、搭載される電子機器類を換装した。また、車内の配置も変更されている。
M1A1HA (Heavy Armor：重装甲型)
砲塔や、車体前面部の複合装甲に劣化ウラン装甲材を導入し、APFSDSにも対応。湾岸戦争の直前、改造用キットが大量に調達・支給されたというエピソードを持つ。
M1A1HC (Heavy Common：重装甲・共通化型)
米陸軍と米海兵隊の両者のM1A1への部品共通化プログラムへの対応。
M1A1D (Digital：デジタル化型)
M1A1用の「Digital enhancement package」を適用した車両。共同作戦対応能力をM1A1に与える。
M1A1AIMV1（Abrams Integrated Management：近代化改修型）
AIM改修を施したM1A1の近代化改修型。AIMとは（Abrams Integrated Management：エイブラムス統合管理）のことである。

M1A1AIMV2/SA （Situational Awareness：状況認識型）
M1A1AIM V1に続く近代化改修型。第三世代の劣化ウラニウム装甲、車外通話電話、車長用防護キット、装填手用機銃シールドの追加等。モロッコへも輸出されている。
M1A1FEP (Firepower Enhancement Package：火力強化型)
アメリカ海兵隊の近代化改修型。主な改修内容は、電子機器の更新や、車外有線電話の設置、新型砲弾の搭載などで、陸軍のM1A1SA / AIM V2に相当する。
M1A1KVT (Krasnovian Variant Tank：クラスノヴィアン派生戦車)
仮想敵戦車型。クラスノヴィアンは、OPFORの仮想敵国である。
ロシア製戦車に似た塗装や外見をしており、カリフォルニア州にある、フォート・アーウィン国立訓練センターのアメリカ陸軍仮想敵部隊（OPFOR）が運用している。
M1A1M (イラク治安部隊仕様)
イラク向けの輸出型。劣化ウラン装甲から通常装甲へ差し替えられているなど、本国仕様に比べて性能が限定されている。
M1A2
M1ファミリーの最新版。
M1A1から電子機器類などのC4Iシステムが向上された車両。車長用熱線映像装置と武器ステーション、自己位置測定装置や航法装置、各部隊・車両間での情報共有能力（IVIS）、デジタルデータバス、無線インターフェース・ユニットなどが新しく追加された。
M1A2SEP（System Enhancement Package：システム拡張型）
M1A2向けのシステム拡張パッケージ（System Enhancement Package）適用車両。
FBCB2（Force XXI Battlefield Command Brigade and Below）への対応機能、多数のコンピュータによる発熱から乗員室の室温を守る向上型冷却装置を装備している。
M1A2 SEPV2（SEP Version.2：SEPバージョン2）
M1A2 SEPをベースとした改良型。
更新内容は、砲塔上にM153 CROWS II RWS （遠隔操作式機銃）の搭載、装填手用機銃へのシールド設置、砲手用熱線映像主照準装置に装甲を追加、車外有線電話ボックスの設置、AN/ULQ-35 デュークIED起爆妨害装置の搭載、従来のM250発煙弾発射機に加え、最新の発煙弾発射機の搭載、各種電子装備の更新、高性能エアコンの設置などである。
435両のM1A1がM1A2 SEPV2に更新される。そのため、IVISの設置、C4IやFBCB2への対応も含まれる。
陸軍のM1A2 SEPV2はドイツ、韓国などに配備されている。同戦車に搭載されたRWSはTUSK Iの時点で搭載する構想があったものの、必要なしと判断され、搭載はされなかったが、SEPV2に更新されてからRWSの重要性と必要性が見出されたため、搭載されるようになった。
M1A2C/SEPV3（SEP Version.3：SEPバージョン3）
戦車の生存性を高めたSEPバージョンでM1A2Cとも呼ばれる。
2015年10月12日から10月15日にかけてワシントンD.C.で開かれた2015年度合衆国陸軍協会年次株式総会・博覧会の場で、米国ジェネラル・ダイナミクスが公開した。
M1A2 SEPV3の更新内容は、電子機器・ソフトウェアの更新、弾薬データリンク（ADL）の導入、M829A3弾の改良型であり、開発中のM829E4弾とXM1147次世代多目的弾の搭載、1080pスクリーンと長期波・中期波赤外線を使用する改良型FLIRの搭載、以前はむき出しとなっており、敵の的であった補助動力装置の装甲の下への移動である。また、CROWS (RWS)の搭載も含まれている。このRWSは、戦車の車高を下げるため、折り畳みが可能な低視認性の新型RWS(CROWS-LP)で、従来型に比べて低くなっているため自動射撃に加えて、手動射撃も可能となっている。
弾薬データリンク（ADL）の導入により、新型砲弾M829E4の底部のADLインターフェースと、同戦車の射撃管制装置との交信が可能となり、より高度な射撃精度を得ることができる。
M1A2T（Taiwan：台湾仕様）
2019年に台湾がForeign Military Sales (対外有償軍事援助)を通して購入を決めた、M1A2SEPv2をベースとした台湾への輸出仕様。アラバマ州アニストンにある陸軍補給廠とオハイオ州リマの戦車工場で新規生産される予定。
M1A2D/SEPV4（SEP Version.4：SEPバージョン4）
2021年に開発計画がスタートしたSEPバージョンの最新型。三次元FLIR、新型120mm砲弾XM1147(AMP)、 AN/VVR-4レーザー警戒機の搭載が計画されていた。次世代のM1エイブラムスの計画は、後述のM1E3の開発に移行したことから、当バージョンの開発は中止となった。
M1A2S （Saudi Package：サウジアラビア仕様）
サウジアラビア輸出・更新用のM1A2。
サウジアラビア軍は湾岸戦争でのM1 エイブラムス戦車の実力を評価し、（アメリカからのライセンス生産権を取得したエジプトを除く）中東で最初にM1A2を購入した。湾岸戦争から2年後の1993年に315両が引き渡された。
2006年には、M1A2の追加導入と既存のM1A2の近代化改修をすることで合意した。その追加導入分と近代化改修されたM1A2がM1A2Sである。電子装備の改修やAIMの改修も施されている。
M1A2K（Kuwait：クウェート仕様）
クウェート現有のM1A2のアップグレードとして、ジェネラル・ダイナミクスが既存のM1A2から近代化改修を行った型。2021年7月から順次、クウェート軍に引き渡されている。
M1A2M（Morocco：モロッコ仕様）
モロッコが新たにアメリカ合衆国から、Foreign Military Sales (対外有償軍事援助)を通じて、162両を導入したM1A2。2022年からモロッコに引き渡され、配備が進んでいる。
M1A2R（Romania：ルーマニア仕様）
アメリカ合衆国内で保管中のM1A2から54両がルーマニアに供与される予定で、M1A2Rと呼称される 。
エイブラムスX (AbramsX Technology Demonstrator：技術デモンストレーター)
2022年のアメリカ陸軍協会の年次総会・展示会（AUSA Annual Meeting and Exposition）でジェネラル・ダイナミクス・ランド・システムズ（en:General Dynamics Land Systems, GDLS）が公開した次世代主力戦車のコンセプトモデル。GDLSが開発中の次世代戦闘車両群「The Next Generation」の一車種。次期主力戦車ではなく、あくまでもテクノロジー・デモンストレーターとの位置づけとなっている。
砲塔は一新され、無人砲塔になり、自動装填が採用されている。エイブラムスの課題であった燃費の悪さについて、ハイブリッド仕様のパワーパックを搭載することによって、燃料消費量を50%削減されるとともに、騒音が減少し、ステルス性が高まっている。従来のエイブラムスよりも軽量化されているため、運用範囲は広くなるとみられる。
AIを採用したことによって、自律機能が付与され、生存性、機動性が向上し、乗員のタスクは軽減される上に自動化されることで射撃速度や精度など攻撃能力が向上している。
M1E3
アメリカ陸軍が2023年9月6日に発表した新型エイブラムス。
アメリカ陸軍のジェフリー･ノーマン准将は「最近の戦争を研究する過程で『将来の戦場が戦車に新たな課題を突きつけている』と理解しており、我々はエイブラムスの機動性と生存性を最適化し、将来の戦場でも機能できるようにしなければならない。しかしエイブラムスは重量を増やすことなく能力を強化するのが難しく兵站への負担も削減しなければならず、ウクライナでの戦争は兵士の包括的な保護の必要性も浮き彫りにした」と述べ、SEPv4の開発を中止して「より積極的なアップグレード＝M1E3の開発」を発表した。
M1E3はSEPv4の特徴を取り入れつつ「モジュラー式のオープンアーキテクチャ」を採用する計画で、これに成功すれば迅速な技術的アップグレードが少ないリソースで可能になり、将来的には「より生存性の高い軽量戦車の設計ができるようになる」と述べ、新型M1E3は2040年以降の拡張性を確保する改良要素も盛り込まれており、M1E3の初期作戦能力は2030年代初頭に獲得予定で、アメリカ陸軍は「M1E3の生産が始まるまでSEPv3の生産を縮小する」と述べたため、M1E3の運用期間は最低でも15年以上になる見込み。

## 派生型

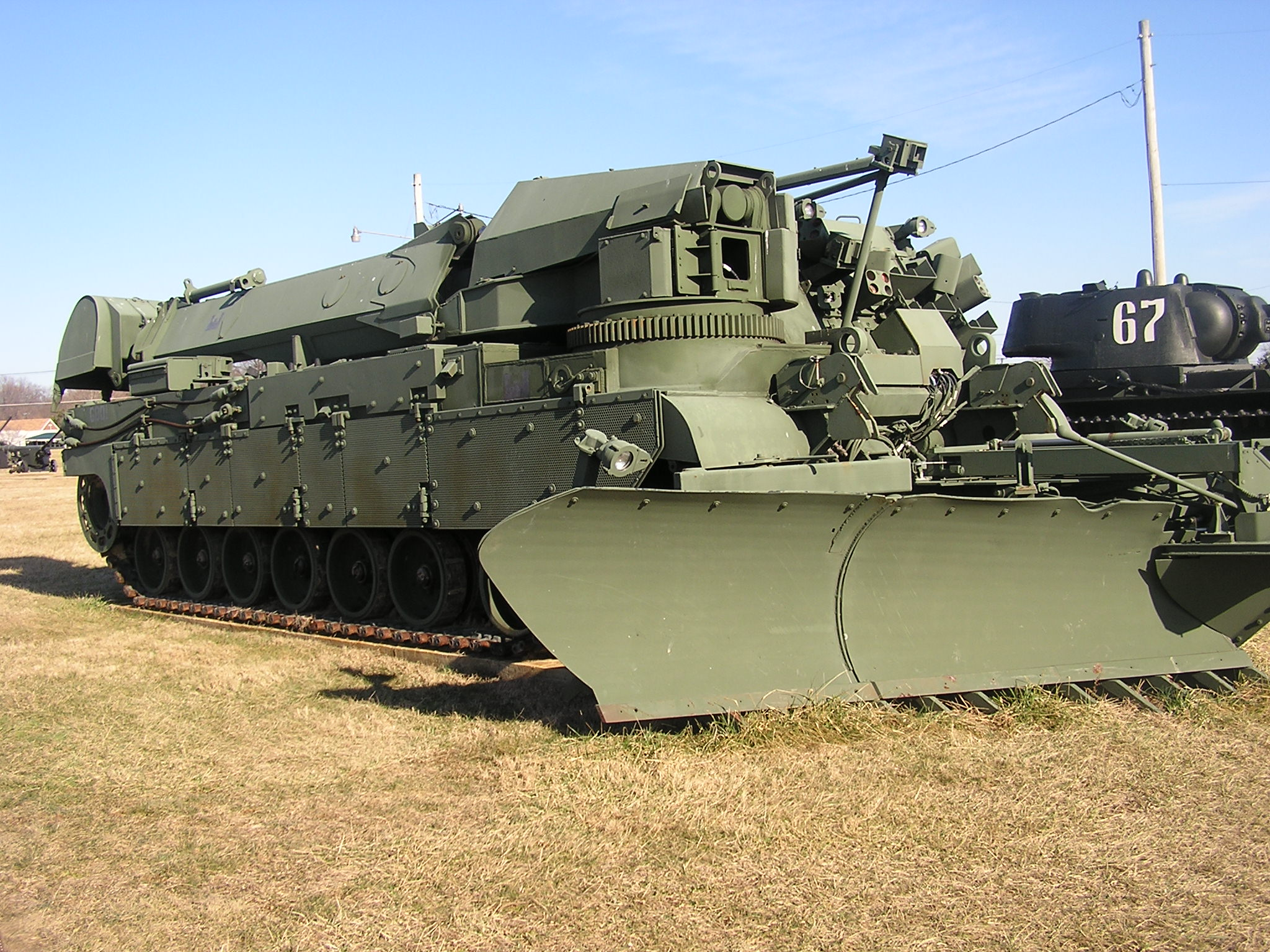
M1グリズリーCMV

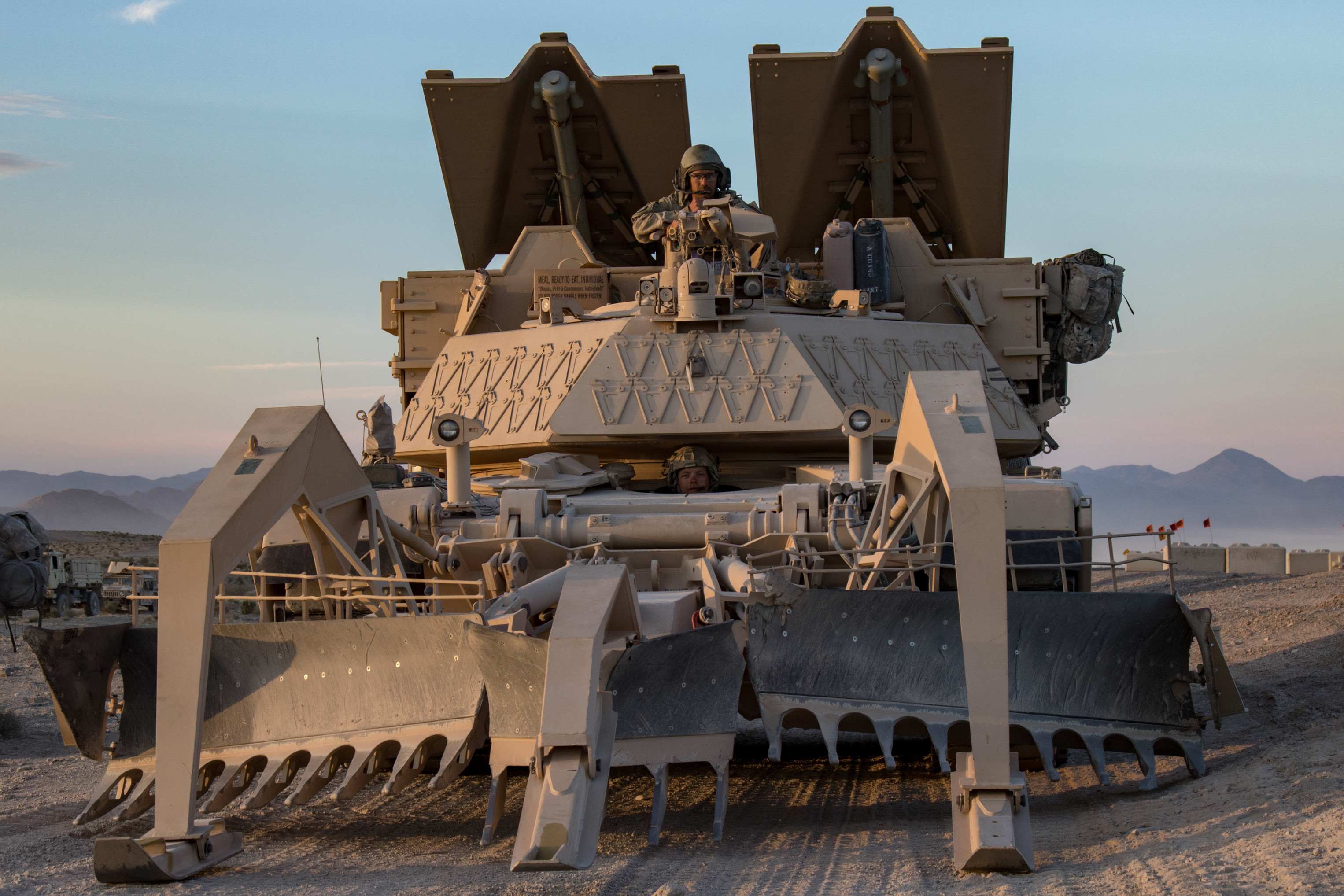
M1150 ABV

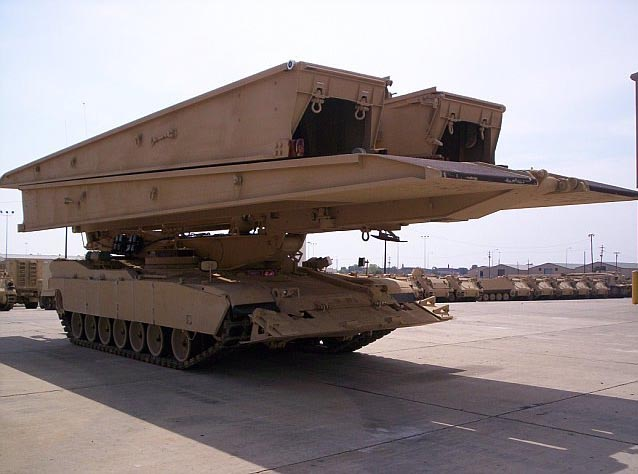
M104 ウルヴァリン重突撃橋

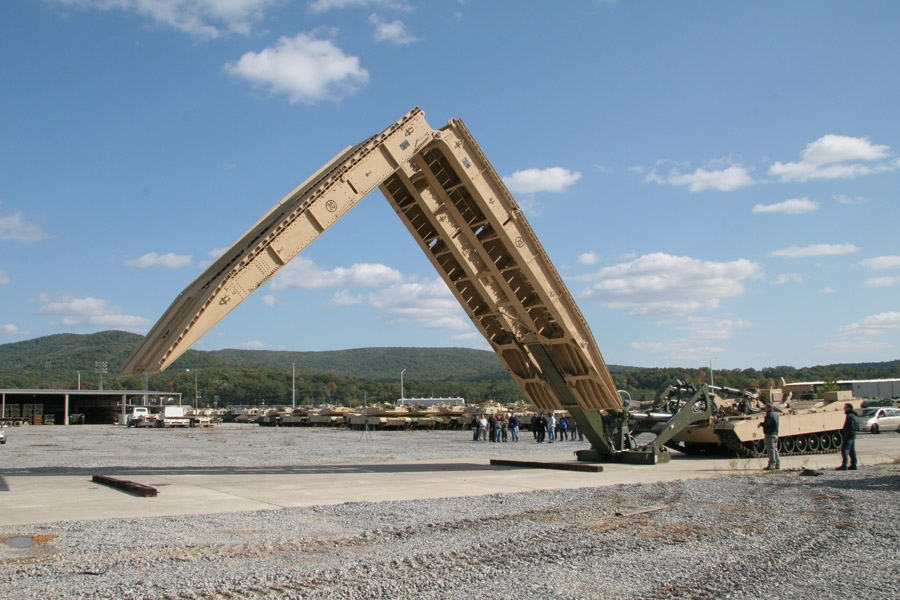
ジョイント・アサルト・ブリッジ

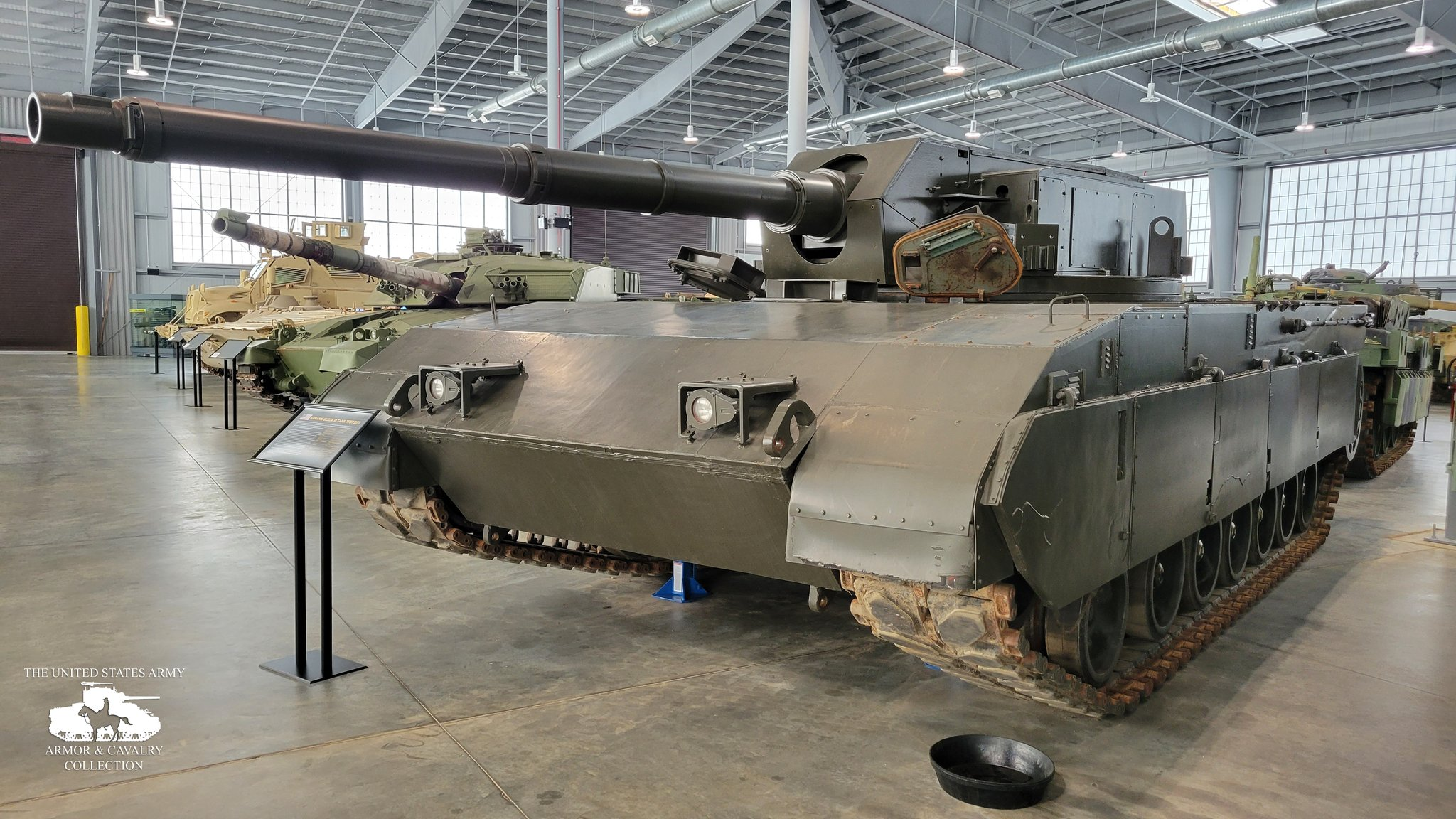
M1 TTB

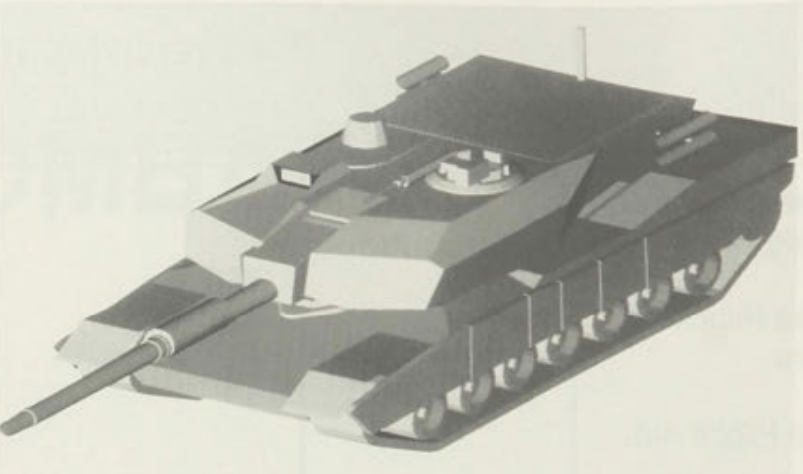
M1 CATTBのCG図

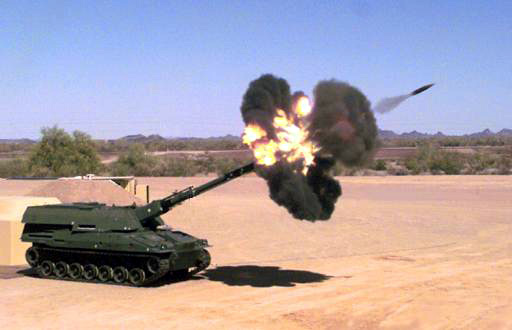
XM2001 クルセイダー自走榴弾砲

M1 Grizzly CMV（Grizzly Combat Mobility Vehicle：グリズリー戦闘工兵車）
M1の車体にドーザー、バケットなどの装備を取り付けた工兵車両で、進軍の邪魔になる地雷や障害物を除去する。366両生産される予定だったが中止された。
M1150 ABV（Assault Breacher Vehicle：突撃啓開車）
先に開発されていた前述のM1 グリズリーCMVの生産が中止されてしまったため、アメリカ海兵隊は新型の工兵車両の開発を余儀なくされた。そのため海兵隊独自で開発・生産したのが、M1 ABVである。このM1 ABVは、地雷原を啓開するための工兵車両で、M1の車体をベースとして生産された派生型である。
M1 PantherII MDCV（M1 Panther II Mine Detection & Clearing Vehicle：パンサーII 地雷処理車）

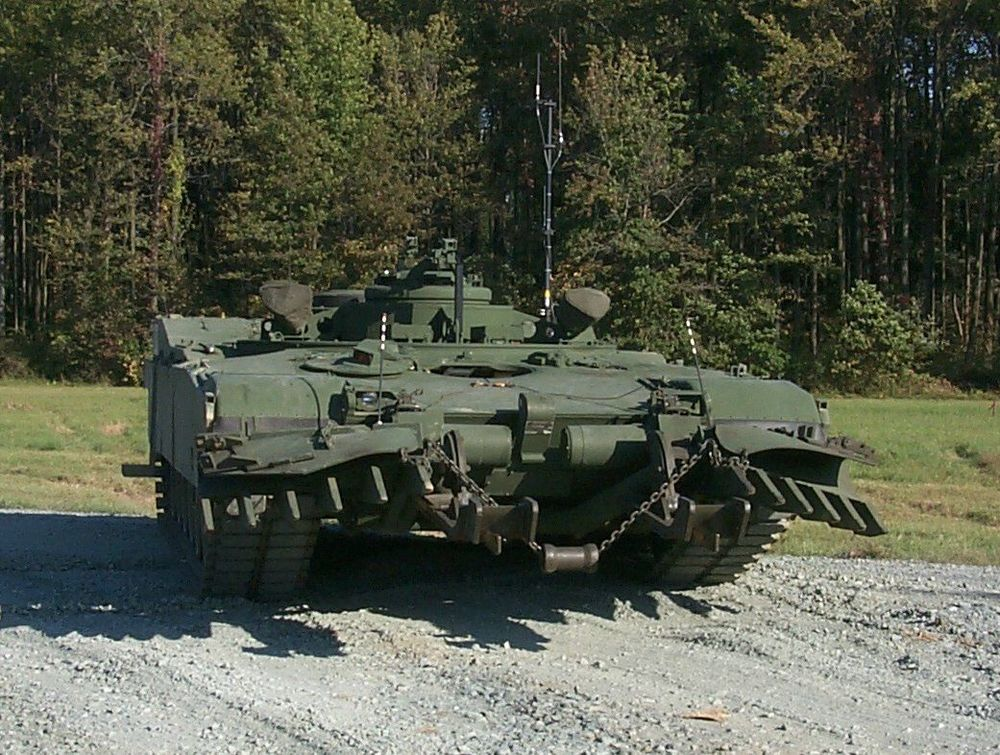
M1パンサーII MDCV

砲塔を撤去したM1 エイブラムスの車体にマインプラウもしくはマインローラーを装着した地雷処理車両で、リモコンによる無人遠隔操作で行動できる。M60 パンサー地雷処理車の後継に当たる。
M104  Wolverine HAB（Wolverine Heavy Assault Bridge：ウルヴァリン重突撃橋）
M1エイブラムスの車体を流用して開発された分割式の架橋戦車。2003年に実戦配備され、2014年までに44両が就役している。
M1074 JAB（Joint Assault Bridge：統合突撃橋）
M1エイブラムスの車体を流用して開発された折り畳み式の架橋戦車。2019年以降に量産開始予定で、将来的にはM60 AVLBとM104ウルヴァリンを更新予定。
M1 ARV（Armored Recovery Vehicle：装甲回収車）
M1の車体をベースとした装甲車両回収型。計画のみで終了。
M1 LIBERTY SPAAGS（Self Propelled Anti-Aircraft Gun System：リバティー自走対空砲システム）
1980年代のアメリカ軍におけるFAADS（Forward Area Air-Defense System：前線戦域防空システム）計画の一環でM1の車体を元に、20mm対空機関砲とADATS 対空ミサイルを搭載した対空型。1990年代初頭のFAADS計画の頓挫と共に本車も計画のみに終わり、実際の配備は行われなかった。
M1 AGDS（Air-Ground Defense System：地対空防衛システム）
1990年代後半に計画されたM1の車体をベースとして、2連装のブッシュマスターIII 35 mm 機関砲とADATS 対空ミサイルを搭載した対空型。この車両も計画のみで終わり、実際に配備されなかった。
M1 TTB（Tank Test Bed：試験戦車)
試験戦車。有人式120mm砲塔を自動装填式120mm砲を搭載した無人砲塔を置き換え、車体前部に乗員3名を集中配置した。主砲は自動装填式で、無人化されているため、装填手が不要になり乗員は3名に減った。
M1 CATTB（Component Advanced Tank Test Bed：先進技術試験戦車)
自動装填式140mm砲、ステルス性、新型のガスタービンエンジンなどの新技術を導入した。この車両は1987年から1988年にかけて、トライラルが行われた。
M1 Thumper
前述のCATTBの後継としてロッキード・マーティンによって研究開発されていた実験型で、140mmのXM291先進戦車砲システムを搭載。冷戦の終結とともに計画は中止された。
XM2001 Crusader（Self-Propelled Howitzer：クルセイダー自走榴弾砲）
M1エイブラムスの車体を流用して開発された自走榴弾砲。弾薬運搬車/補給車であるXM 2002と同時開発された。長砲身56口径155mm砲 XM297を密閉式砲塔に搭載し、高度に自動化された射撃・再装填システムを持つ。
2000年にプロトタイプが完成したが、重量やコストが問題となり2002年に開発が中止された。米軍では引き続きM109A6 パラディン自走榴弾砲を改良・運用している。

## 運用国
アメリカ合衆国
- M1A1/M1A2 - 2,509両（陸軍）[26][27]
  - M1A2SEPV2 - 1,605両
  - M1A2SEPV3 - 154両
  - M1A1SA - 750両
- M1(IP)/M1A1/M1A2 - 3,700両（保管状態）

### 海外運用国
性能を限定したM1A2は、クウェート・サウジアラビア、M1A1はオーストラリア・モロッコ・イラク・ポーランドに輸出され、エジプトではライセンス生産も行われた。
今後、劣化ウラン装甲を除いてアメリカ本国同等仕様のM1A2SEPV3を、台湾とポーランドが導入予定である。また、2022年ロシアのウクライナ侵攻を受けて、M1A1をウクライナへ供与している。
 オーストラリア
- M1A1AIM - 59両[28]
- M1A2/SEPv3 - 75両

 エジプト

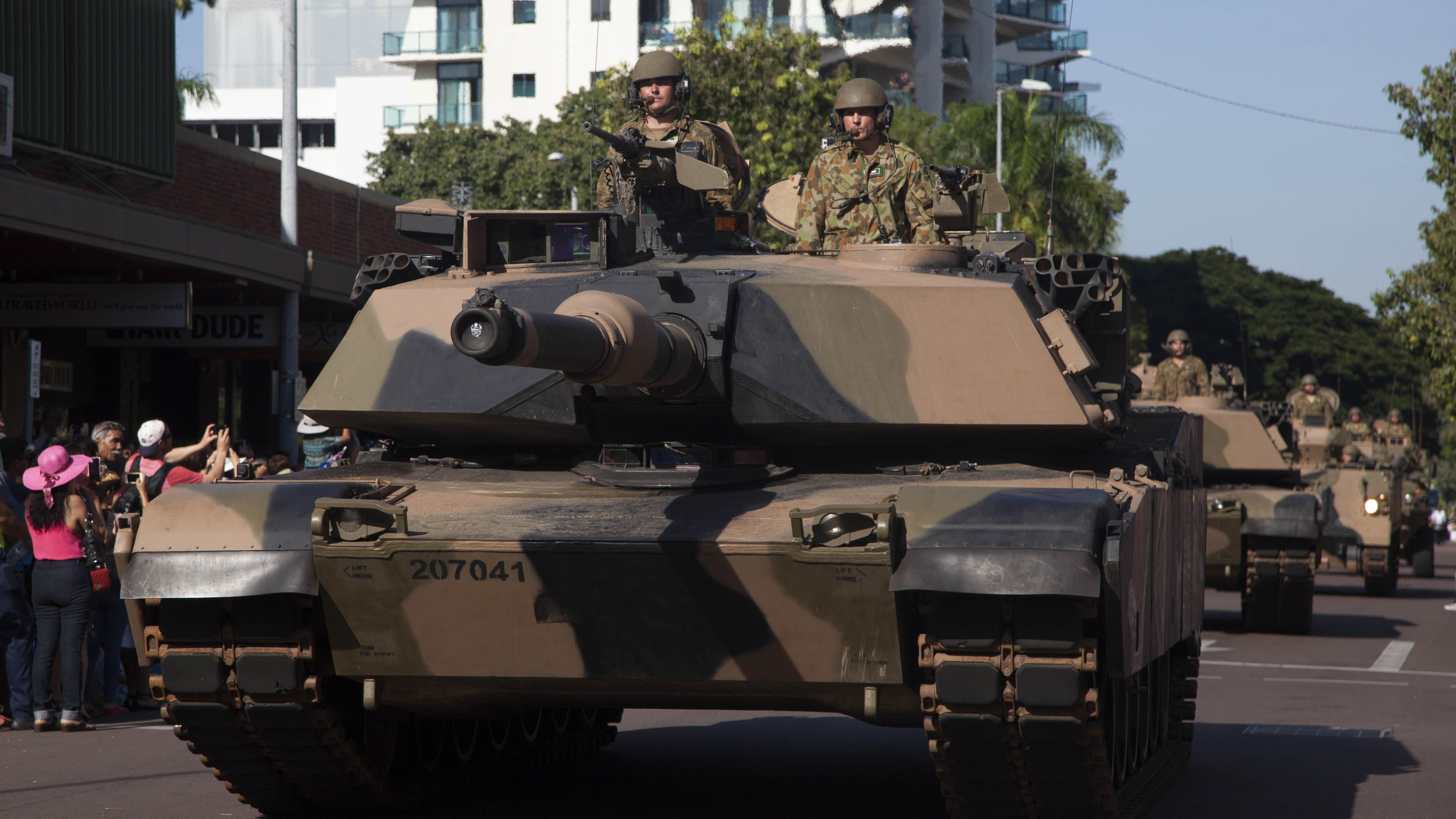
オーストラリア軍のM1A1AIM

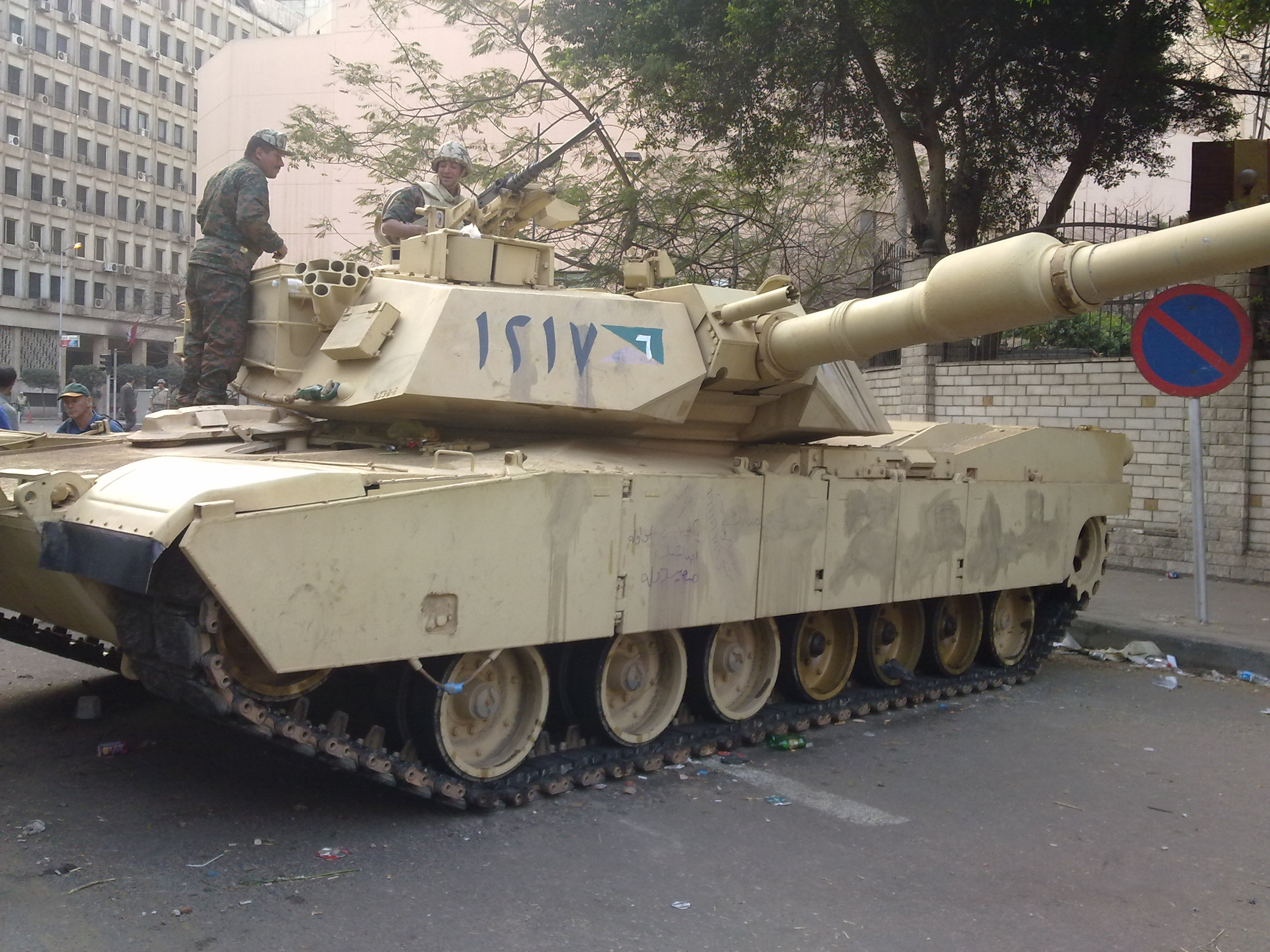
エジプト軍のM1A1

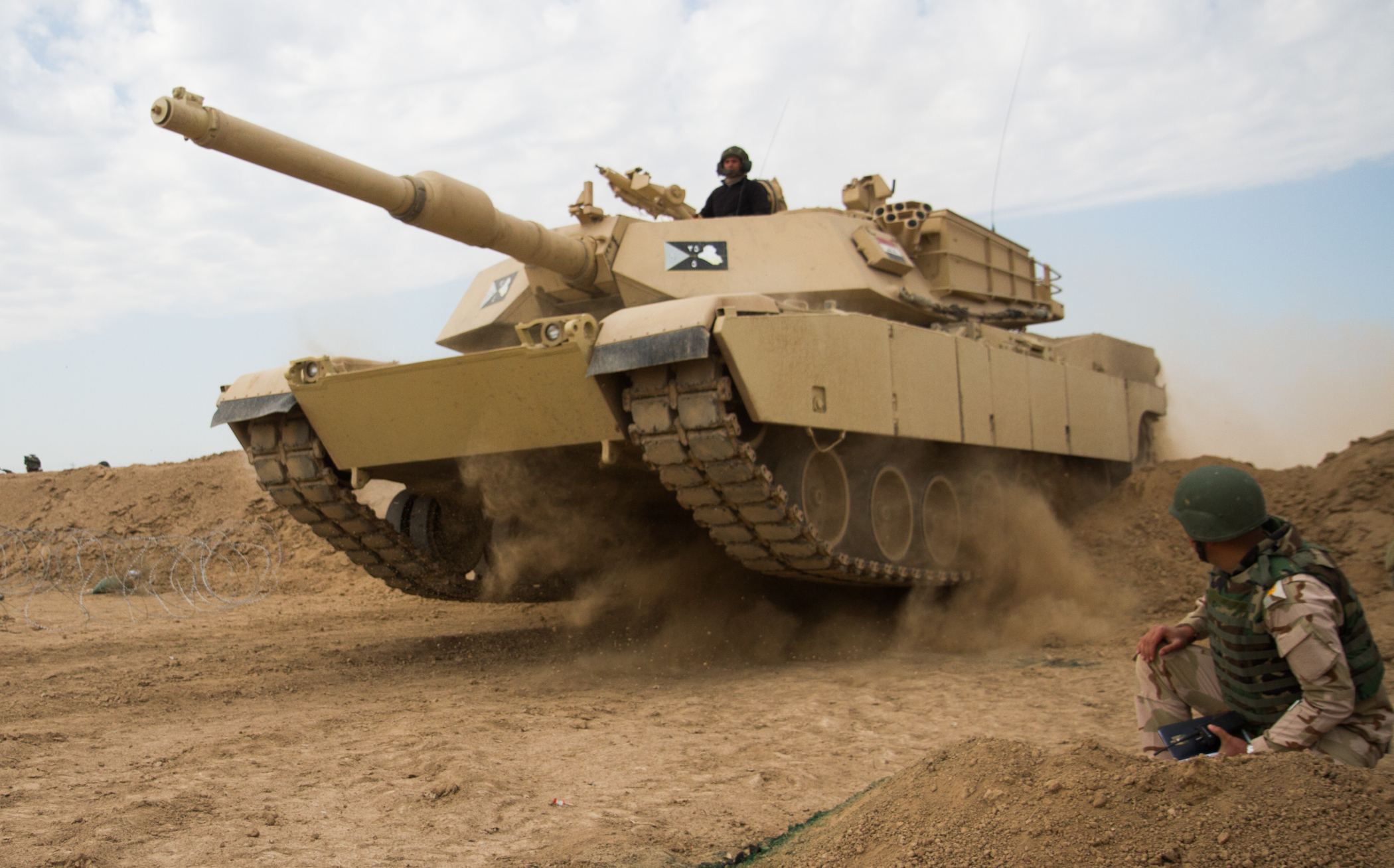
イラク治安部隊のM1A1M

- M1A1 - 2024年時点で、1130両のM1A1を保有[29]。

 クウェート
- M1A2K - 218両[30]

 サウジアラビア
- M1A2S(更新) - 373両[31]
- M1A2S(新規導入) - 69両[32]

 モロッコ
- M1A1SA - 222両以上を調達[33]。2024年時点で、モロッコ陸軍が222両を保有[34]。このほか、M1A1ないしM1A2Mを162両調達する計画がある[35]

 イラク
- M1A1M - 321両[36]

 中華民国（台湾）
- M1A2T - 108両導入予定（2024年12月に38両が納入済み、2025年に42両、2026年に28両が納入予定）[37][38]

 ポーランド
- M1A1FEP - 116両[39]
- M1A2SEPV3 - 250両導入予定[40]

 ウクライナ
- M1A1SA(AIMv.2) - 31両供与[41]、30両追加供与検討中[42]

 ルーマニア
- M1A2R - 54両導入予定[43][44]

 バーレーン
- M1A2/SEPv3 - 50両導入予定[45]。